# Animelo Summer Live
Animelo Summer Live（アニメロサマーライブ）は、ドワンゴ・文化放送が主催する世界最大のアニメソングのライブイベント。2005年より毎年夏に開催されている。通称は「アニサマ」。

## 概要・背景
ドワンゴが携帯電話向けアニメソングコンテンツ配信サイト「アニメロミックス」での着うた配信に向けて、原盤権許諾をアニメソングメーカーから得る為のプロモーションイベントとしてアニメソング専門の音楽フェスティバルを計画し、2004年にアニメロミックスのCMソングを担当した奥井雅美が協力を快諾しその他井上俊次、影山ヒロノブ、三嶋章夫、矢吹俊郎らの協力を取り付け2005年に開始。
出演者はいわゆるアニソン歌手や声優（歌手活動または特定作品関連のキャラクターソングを歌ういわゆる声優ユニットなど）が中心で、レコード会社やレーベルの枠を超えて多数出演している。ライブで歌う曲はアニメソングだけでなく、ゲームや特撮の曲、オリジナル曲も含まれている。また、毎年ライブ参加アーティストの一部のメンバー名義によるライブ用のテーマソングを作成している。
異なるレーベルに所属しているアーティストのセッションが目玉の一つとなっており、特に毎回ライブの1曲目は複数アーティストによるセッションから始まることが恒例になっている（2012年の2日目・2014年の1日目・2017年の1日目・2021年の1日目・2023年の3日目は除く）。2007年までは奥井雅美と女性アーティスト一名がデュエットするのが定番であった。
アニメソングを歌う一般アーティストも出場しており、愛内里菜、m.o.v.e、AAA、中川翔子、大槻ケンヂ、GACKT、ももいろクローバーZ、氷川きよし、鈴木雅之、島津亜矢なども出演している。前述のように様々なレーベルに所属するアーティストのライブのため、映像化の際には版権や契約などの都合上カットされる曲が存在する場合がある。なお、2005年のみ映像化がされなかった。
2010年から事前公表されていないアーティストのサプライズでの参加も活発になって来ている。また、2011年のT.M.Revolutionのように、協力や後援に参加していない音楽レーベルの契約アーティストの参加の手段として使われる場合もある。
演奏は生演奏が基本であり、自分のバンドやダンサーを持っている出演者は一緒に出演することが多い。またバンドを持っていない出演者の曲は毎年選ばれる「アニサマバンド」が演奏することが多いが、2014年頃からは音源再生になっているアーティストもいる。
ライブ当日はさいたまスーパーアリーナの前にひろがるけやきひろばにてアニソンアーティストやアニメ関係者によるイベント、飲食物の出店などが行われている。
2010年のアニサマGIRLS NIGHTを皮切りに、派生イベントも多数行われている。
同種のイベントにアニマックスブロードキャスト・ジャパンが主催するANIMAX MUSIX（AMX）があるが、2014-15年度開催分のAMXに当時MAGES.が運営していたanimeloLIVE!が協賛していたり、以前、当イベントにアニマックスが後援していたことがあるなどの関係がある。その一方で、当イベントは基本的に国内では関東地方でのみの開催なのに対して、AMXは関西地方でも一時定期的に開催が行われたなど相違点も存在する。

### 主催者について
2023年現在、ドワンゴ・文化放送・BS11による共催という形となっている。ドワンゴ（グループ）と文化放送（グループ）は当初から主催者となっているが、ドワンゴサイドの実際に企画する企業が幾度となく再編されており、経緯を以下に示す。
2005年 - 2009年
「ドワンゴと文化放送」の共催として開催されている。
2010年
ドワンゴから同社の完全子会社であった「ドワンゴ プランニング アンド ディベロップメント」（以下、DPD）に移管されることとなり、「DPDと文化放送」の共催として発表された。しかし発表後から開催までの間にDPDがドワンゴ・文化放送の合弁会社であるAG-ONEに吸収合併され、結果「AG-ONEと文化放送」として主催され、「（ドワンゴ+文化放送）と文化放送」という状態であり（資本ベースでは）バランスが文化放送寄りになった。
2011年
2010年から引き続き「AG-ONEと文化放送」の共催として発表された後に、AG-ONEが関連会社であると同時に後援者のひとつでもあった5pb.と合併、MAGES.となり、主催も「MAGES.と文化放送」となった。
なお、後援の5pb.もMAGES.名義に置き換えたため、同社が主催と後援両方にクレジットされるという状態になっていた。
2012年・2013年
2011年から引き続き「MAGES.と文化放送」の共催として発表された。またブランドとしての5pb.が後援としてクレジットされた。
なお、余談であるが、当ライブにて社名ではなくブランド名をクレジットする後援者は、ワーナー・ホーム・ビデオ（ワーナー エンターテイメント ジャパン株式会社）、DIVE II entertainment（エイベックス・ピクチャーズ株式会社）といった例がある。
2014年 - 2017年
2013年12月にMAGES.から文化放送が資本を引き上げ、ドワンゴが完全子会社としたことで、「ドワンゴと文化放送」という形・バランスが再び整うこととなった。
2018年
前年までのMAGES.と文化放送に加え、BSフジが新たに主催となり、3社共同主催に変わる。
これまでアニマックスやキッズステーションなどのアニメ専門チャンネル、あるいはテレビ神奈川やスカパー!などのテレビ放送事業者が後援に加わっていたことはあったが、テレビ放送事業者が主催に加わるのは初の事例となる。
2019年
MAGES.のアニサマ運営事業が、ドワンゴへ吸収分割されることとなり、2010年以来、9年ぶりにドワンゴ本体が直接ドワンゴ側の主催者となることが明らかとなった（ただし、公式サイトの開催概要では主催者の欄は「文化放送 他」のままであった）。
2020年 - 2021年
正式に「ドワンゴと文化放送（及び子会社の文化放送開発センター）」共催の形に戻り開催される予定だったが新型コロナウイルス感染拡大に伴い開催中止し2021年に順延。改めての開催となる2021年には日本BS放送（BS11）が主催に加わる。また協賛社のひとつとしてMAGES.がクレジットされている。

### 開催規模
派生ライブは除く。2008年以降の出演者・来場者数は延べ人数。
| 開催年 | 会場                                          | 出演者数  | 来場者数    | 開催日数 |
| ------ | --------------------------------------------- | --------- | ----------- | -------- |
| 2005年 | 国立代々木競技場 第一体育館                   | 14組21名  | 約1万人     | 1日      |
| 2006年 | 日本武道館                                    | 15組29名  | 約1万人     | 1日      |
| 2007年 | 日本武道館                                    | 17組28名  | 約1万2000人 | 1日      |
| 2008年 | さいたまスーパーアリーナ メインアリーナモード | 31組65名  | 約3万6000人 | 2日間    |
| 2009年 | さいたまスーパーアリーナ スタジアムモード     | 37組54名  | 約5万人     | 2日間    |
| 2010年 | さいたまスーパーアリーナ スタジアムモード     | 33組53名  | 約5万人     | 2日間    |
| 2011年 | さいたまスーパーアリーナ スタジアムモード     | 32組65名  | 約5万3500人 | 2日間    |
| 2012年 | さいたまスーパーアリーナ スタジアムモード     | 40組78名  | 約5万4000人 | 2日間    |
| 2013年 | さいたまスーパーアリーナ スタジアムモード     | 62組134名 | 約8万1000人 | 3日間    |
| 2014年 | さいたまスーパーアリーナ スタジアムモード     | 56組132名 | 約8万1000人 | 3日間    |
| 2015年 | さいたまスーパーアリーナ スタジアムモード     | 61組139名 | 約8万1000人 | 3日間    |
| 2016年 | さいたまスーパーアリーナ スタジアムモード     | 65組129名 | 約8万1000人 | 3日間    |
| 2017年 | さいたまスーパーアリーナ スタジアムモード     | 54組140名 | 約8万1000人 | 3日間    |
| 2018年 | さいたまスーパーアリーナ スタジアムモード     | 59組136名 | 約8万1000人 | 3日間    |
| 2019年 | さいたまスーパーアリーナ スタジアムモード     | 59組141名 | 約8万4000人 | 3日間    |
| 2020年 | 開催中止                                      | 開催中止  | 開催中止    | 開催中止 |
| 2021年 | さいたまスーパーアリーナ スタジアムモード     | 57組125名 | 約1万5000人 | 3日間    |
| 2022年 | さいたまスーパーアリーナ スタジアムモード     | 56組144名 | 約6万人     | 3日間    |
| 2023年 | さいたまスーパーアリーナ スタジアムモード     | 62組127名 | 約6万5000人 | 3日間    |
| 2024年 | さいたまスーパーアリーナ スタジアムモード     | 60組170名 | 約7万人     | 3日間    |
| 2025年 | さいたまスーパーアリーナ スタジアムモード     |           |             | 3日間    |
| 2026年 | 未定                                          |           |             |          |

## 2005年
- タイトル：Animelo Summer Live 2005 -THE BRIDGE-
- 開催日：2005年7月10日
- 会場：国立代々木競技場・第一体育館

スタッフ
- 主催：ドワンゴ、文化放送
- 後援：NACK5
- 協力：evolution、GIZA studio、キングレコード、ジェネオンエンタテインメント、ベルウッド・レコード、ポニーキャニオン、ランティス、リアライズレコード

出演者
- 奥井雅美
- 影山ヒロノブ
- JAM Project
- 水樹奈々
- 高橋直純
- 栗林みな実
- 米倉千尋
- 石田燿子
- can/goo
- 下川みくに
- unicorn table
- 鈴木達央
- 近江知永
- 愛内里菜

セットリスト
1. TRANSMIGRATION / 水樹奈々、奥井雅美（ESアワーラジヲのおじかん イメージソング）
2. 輪舞-revolution / 奥井雅美（少女革命ウテナ OP）
3. A confession of TOKIO / 奥井雅美（アニメロミックス CMソング）
4. TRUST / 奥井雅美（これが私の御主人様 OP）
5. OPEN YOUR MIND 〜小さな羽根ひろげて〜 / 石田燿子（ああっ女神さまっ OP）
6. 情熱の女神 / 石田燿子（アニメTV ED）
7. 残酷な天使のテーゼ / 石田燿子、奥井雅美（新世紀エヴァンゲリオン OP）
8. ウィーアー!!/ きただにひろし、遠藤正明、高橋直純（ONE PIECE OP）
9. KUJIKENAIKARA! / 栗林みな実、下川みくに（スレイヤーズ ED）
10. CHA-LA HEAD-CHA-LA / 影山ヒロノブ（ドラゴンボールZ OP）
11. 夢光年 / 影山ヒロノブ（宇宙船サジタリウス ED）
12. Just a Survivor / 鈴木達央（好きなものは好きだからしょうがない!! OP）
13. tomorrow / 下川みくに（フルメタル・パニック! OP）
14. 南風 / 下川みくに（フルメタル・パニック! The Second Raid OP）
15. 遙か、君のもとへ… / 高橋直純（遙かなる時空の中で OP）
16. glorydays / 高橋直純（S.S.D.S.〜刹那の英雄〜 イメージソング）
17. 君に会えてよかった（iromelo-mix） / 高橋直純（RADIOアニメロミックス テーマソング）
18. FLY AWAY / unicorn table（ジンキ・エクステンド OP）
19. 嵐の中で輝いて / 米倉千尋（機動戦士ガンダム 第08MS小隊 OP）
20. 永遠の花 / 米倉千尋（ふしぎ遊戯 玄武開伝 外伝 鏡の巫女 OP）
21. アニサマスペシャルメドレー / 米倉千尋
  1. WILL（仙界伝 封神演義 OP）
  2. Little Soldier（ゲーム実況パワフルプロ野球8 OP）
  3. 僕のスピードで（まほらば ED）

22. ウタカタ / 近江知永（Dream Factory ED）
23. まぼろし / can/goo（シスター・プリンセス RePure OP）
24. 教えてあげる / can/goo（せんせいのお時間 OP）
25. Precious Memories / 栗林みな実（テレビアニメ君が望む永遠 OP）
26. Blue treasure / 栗林みな実（タイドライン・ブルー OP）
27. マブラヴ / 栗林みな実（マブラヴ OP）
28. SKILL / JAM Project（第2次スーパーロボット大戦α OP）
29. 限界バトル / JAM Project（遊☆戯☆王デュエルモンスターズGX ED）
30. 迷宮のプリズナー / JAM Project（スーパーロボット大戦ORIGINAL GENERATION THE ANIMATION OP）
31. VICTORY / JAM Project、石田燿子、米倉千尋（スーパーロボット大戦MX OP）
32. I can't stop my love for you♥ / 愛内里菜（名探偵コナン OP）
33. 恋はスリル、ショック、サスペンス / 愛内里菜（名探偵コナン OP）
34. still in the groove / 水樹奈々（いろメロミックス CMソング）
35. Take a shot / 水樹奈々（魔法少女リリカルなのは 挿入歌）
36. WILD EYES / 水樹奈々（バジリスク 〜甲賀忍法帖〜 ED）
37. POWER GATE / 女性出演者（テレビ大阪系M-VOICE ED）
38. ONENESS / アニサマフレンズ
  - -アンコール-

39. ACCESS! / 高橋直純、石田燿子、遠藤正明、奥井雅美、栗林みな実、下川みくに、鈴木達央、水樹奈々、米倉千尋（RADIOアニメロミックス テーマソング）
40. ONENESS / 出演者全員

CD
ONENESS
歌：アニサマフレンズ（奥井雅美、影山ヒロノブ、JAM Project、水樹奈々、高橋直純、栗林みな実、米倉千尋、石田燿子、can/goo、下川みくに、unicorn table、鈴木達央、近江知永、愛内里菜）
作詞・作曲：奥井雅美
Animelo Summer Live 2005 -THE BRIDGE- テーマソング
2005年6月24日発売/ONENESS PROJECT/アニメイト/ONEM-0001

## 2006年
- タイトル：Animelo Summer Live 2006 -OUTRIDE-
- 開催日：2006年7月8日
- 会場：日本武道館

スタッフ
- 主催：ドワンゴ、文化放送
- 後援：キッズステーション
- 企画：アニメロサマーライブ2006実行委員会
- 制作：フューチャーシンジケートJ
- 協力：エイベックス・エンタテインメント、evolution、オンザラン、GIZA studio、キングレコード、ジェネオンエンタテインメント、ビクターエンタテインメント、ベルウッド・レコード、ランティス、リアライズレコード

出演者
- 奥井雅美
- JAM Project
- 水樹奈々
- 高橋直純
- 栗林みな実
- 米倉千尋
- 石田燿子
- 愛内里菜
- ALI PROJECT
- 三枝夕夏 IN db
- 石川智晶
- savage genius
- KENN with The NaB's
- 嘉陽愛子

スペシャルゲスト
- 平野綾、茅原実里、後藤邑子（涼宮ハルヒの憂鬱より）

サポートメンバー
- スパークリング☆ポイント：100もの扉のバックコーラス

セットリスト
1. MASK / 奥井雅美、栗林みな実（爆れつハンター ED）
2. Rumbling hearts / 栗林みな実（ゲーム君が望む永遠 OP）
3. Crystal Energy / 栗林みな実（舞-乙HiME OP）
4. 幸せのいろ / 石田燿子（ああっ女神さまっ それぞれの翼 OP）
5. 紅の静寂 / 石田燿子（灼眼のシャナ ED）
6. 電光石火の恋 / 高橋直純（遙かなる時空の中で3 イメージソング）
7. 無敵なsmile / 高橋直純（無敵看板娘 ED）
8. OK! / 高橋直純
9. 女子アニソンメドレー
  1. 嵐の中で輝いて / 米倉千尋（機動戦士ガンダム第08MS小隊 OP）
  2. 乙女のポリシー / 石田燿子（美少女戦士セーラームーンR ED）
  3. Shining☆Days / 栗林みな実（舞-HiME OP）
  4. めざせポケモンマスター / 松本梨香（ポケットモンスター OP）

10. ハレ晴レユカイ / 平野綾、茅原実里、後藤邑子（涼宮ハルヒの憂鬱 ED）
11. Wake Up Your Heart / KENN with The NaB's（遊☆戯☆王デュエルモンスターズGX ED）
12. Forever... / savage genius（エレメンタル ジェレイド OP）
13. 祈りの詩 / savage genius（シムーン ED）
14. 愛してね♥もっと / 嘉陽愛子（天上天下 ED）
15. 瞳の中の迷宮 / 嘉陽愛子（ヤミと帽子と本の旅人 OP）
16. WILL / 米倉千尋（仙界伝 封神演義 OP）
17. 青空とキミへ / 米倉千尋
18. 男子アニソンメドレー
  1. CHA-LA HEAD-CHA-LA / 影山ヒロノブ
  2. PLANET DANCE / 福山芳樹（マクロス7 挿入歌）
  3. ウィーアー! / きただにひろし
  4. 勇者王誕生! / 遠藤正明（勇者王ガオガイガー OP）
  5. SOLDIER DREAM 〜聖闘士神話〜 / 影山ヒロノブ、福山芳樹、きただにひろし、遠藤正明（聖闘士星矢 OP）

19. Candy Lie / r.o.r/s（奥井雅美、米倉千尋）
20. SECOND IMPACT / 奥井雅美（アニメロミックス CMソング）
21. WILD SPICE / 奥井雅美（無敵看板娘 OP）
22. zero-G- / 奥井雅美（RAY THE ANIMATION OP）
23. 君と約束した優しいあの場所まで / 三枝夕夏 IN db（名探偵コナン OP）
24. Everybody Jump / 三枝夕夏 IN db（格闘美神 武龍 REBIRTH OP）
25. 100もの扉 / 愛内里菜&三枝夕夏（コーラス：スパークリング☆ポイント）（名探偵コナン OP）
26. GLORIOUS / 愛内里菜（Another Century's Episode 2 イメージソング）
27. MIRACLE -Allegro. vivacemix- / 愛内里菜（MÄR -メルヘヴン- ED）
28. 聖少女領域 / ALI PROJECT（ローゼンメイデン トロイメント OP）
29. 亡國覚醒カタルシス / ALI PROJECT（.hack//Roots ED）
30. GONG （Album version） / JAM Project（第3次スーパーロボット大戦α 終焉の銀河へ OP）
31. 牙狼〜SAVIOR IN THE DARK〜 / JAM Project（GARO-牙狼- OP）
32. SKILL / JAM Project、米倉千尋、栗林みな実、石田燿子
33. 美しければそれでいい / 石川智晶（シムーン OP）
34. あんなに一緒だったのに / 石川智晶（機動戦士ガンダムSEED ED）
35. SUPER GENERATION / 水樹奈々（やぐちひとり ED）
36. innocent starter / 水樹奈々（魔法少女リリカルなのは OP）
37. ヒメムラサキ / 水樹奈々（バジリスク 〜甲賀忍法帖〜 ED）
38. ETERNAL BLAZE / 水樹奈々（魔法少女リリカルなのはA's OP）
39. OUTRIDE / アニサマフレンズ
  - -アンコール-

40. ONENESS / アニサマフレンズ
41. OUTRIDE / 出演者全員

CD
OUTRIDE
歌：奥井雅美、JAM Project、水樹奈々、高橋直純、栗林みな実、米倉千尋、石田燿子、愛内里菜、ALI PROJECT、三枝夕夏 IN db、石川智晶、savage genius、KENN with The NaB's、嘉陽愛子
作詞：奥井雅美/作曲：影山ヒロノブ/編曲：河野陽吾
Animelo Summer Live 2006 -OUTRIDE- テーマソング
2006年6月9日発売/ジェネオンエンタテインメント/GNCA-0031

DVD
Animelo Summer Live 2006 -OUTRIDE- I
2006年12月21日発売/キングレコード/KIBA-1365
Animelo Summer Live 2006 -OUTRIDE- II
2006年12月21日発売/ビクターエンタテインメント/VIBL-354
- オープニング、エンディング、メイキングがどちらにも収録されており、それ以外は出演者によりどちらか片方に収録されている。
- 平野綾、茅原実里、後藤邑子「ハレ晴レユカイ」が未収録。ドワンゴは「楽曲に関連する作品の都合で収録しないことになった」と発表を行っている。

関連番組
2006年4月8日より9月30日まで、ラジオ『A&G 超RADIO SHOW〜アニスパ!〜』（文化放送）内にて、Animelo Summer Live 2006と連動したミニ番組『アニサマSTATION』が放送された。パーソナリティは奥井雅美と栗林みな実。

その他
- 第36回フジサンケイグループ広告大賞で「アニメロサマーライブ2006-OUTRIDE-」がイベント部門優秀賞を受賞した。
- プレイガイドのe+内において、誤って出演しないangelaの情報が出演アーティストであるとして一定期間掲載されていた。

## 2007年
- タイトル：Animelo Summer Live 2007 Generation-A
- 開催日：2007年7月7日
- 会場：日本武道館

スタッフ
- 主催：ドワンゴ、文化放送
- 後援：キッズステーション、テレビ神奈川
- 企画：アニメロサマーライブ2007実行委員会
- 制作：フューチャーシンジケートJ
- 協力：エイベックス・エンタテインメント、avex tune、evolution、キングレコード、コロムビアミュージックエンタテインメント、ジェネオンエンタテインメント、SISTUS RECORDS、DMPレコード、ドワンゴ・エージー・エンタテインメント、フィックスレコード、ランティス、リアライズレコード

出演者
- 奥井雅美
- JAM Project
- 水樹奈々
- 高橋直純
- 栗林みな実
- ALI PROJECT
- 桃井はるこ
- 樹海
- m.o.v.e
- 近江知永
- サイキックラバー
- Suara
- Cy-Rim rev.
- 茅原実里

スペシャルゲスト
- 矢部野彦麿（でんちゅう）&琴姫（MOMOEIKA）
- 平野綾

サプライズゲスト
- 高橋洋子
- PaniCrew

セットリスト
1. 輪舞-revolution / 奥井雅美、水樹奈々（少女革命ウテナ OP）
2. -w- / 奥井雅美
3. 空にかける橋 / 奥井雅美（テイルズ オブ エターニア THE ANIMATION OP）
4. Romantic summer / 桃井はるこ（瀬戸の花嫁 OP）
5. WONDER MOMO-i / 桃井はるこ（太鼓の達人シリーズ）
6. 純白サンクチュアリィ / 茅原実里（キディ・グレイド2 パイロットDVD テーマソング）
7. 君がくれたあの日 / 茅原実里（茅原実里のradio minorhythm初代OP、Planet:Valkyrie第1章テーマソング）
8. 恋のDice☆教えて / Cy-Rim rev.（CircusLand I 主題歌）
9. 聖少女領域 / 宝野アリカ、水樹奈々（ローゼンメイデン トロイメント OP）
10. てのひら / 高橋直純
11. 君に会えてよかった / 高橋直純（RADIOアニメロミックス ED）
12. Yell! / 栗林みな実（スーパーロボット大戦OG -ディバイン・ウォーズ- ED）
13. 翼はPleasure Line / 栗林みな実（クロノクルセイド OP）
14. 夢想歌 / Suara（うたわれるもの OP）
15. キミガタメ / Suara（うたわれるもの ED）
16. Float〜空の彼方で〜 / 近江知永（SoltyRei ED）
17. ロックリバーへ / 近江知永（あらいぐまラスカル OPカバー）
18. うしろゆびさされ組 / 栗林みな実、桃井はるこ（ハイスクール!奇面組 OPカバー）
19. Systematic Fantasy / m.o.v.e（激走!GT ED）
20. Gamble Rumble / m.o.v.e（頭文字D Third Stage OP）
21. レッツゴー! 陰陽師 / 矢部野彦麿&琴姫 With 坊主ダンサーズ（新豪血寺一族 闘婚 -Matrimelee- ステージBGM）
22. 特捜戦隊デカレンジャー / サイキックラバー（特捜戦隊デカレンジャー OP）
23. XTC / サイキックラバー（ウィッチブレイド OP）
24. あなたがいた森 / 樹海（Fate/stay night ED）
25. 咲かせてはいけない花 / 樹海
26. 勇侠青春謳 / ALI PROJECT（コードギアス 反逆のルルーシュ ED）
27. 暗黒天国 / ALI PROJECT（かみちゃまかりん OP）
28. 跪いて足をお嘗め / ALI PROJECT（怪物王女 ED）
29. メドレー / 高橋洋子
  1. 魂のルフラン（新世紀エヴァンゲリオン劇場版 シト新生 主題歌）
  2. 残酷な天使のテーゼ（新世紀エヴァンゲリオン OP）

30. 冒険でしょでしょ?〜パンクでしょversion〜 / 平野綾（涼宮ハルヒの憂鬱 OP）
31. Break Out / JAM Project（スーパーロボット大戦OG -ディバイン・ウォーズ- OP）
32. VICTORY / JAM Project（スーパーロボット大戦MX OP）
33. SKILL / JAM Project（第2次スーパーロボット大戦α OP）
34. Justice to Believe / 水樹奈々（ワイルドアームズ ザ フィフスヴァンガード OP）
35. SECRET AMBITION / 水樹奈々（魔法少女リリカルなのはStrikerS OP）
36. Heart-shaped chant / 水樹奈々（シャイニング・ウィンド OP）
37. Generation-A / アニサマフレンズ
  - -アンコール-

38. OUTRIDE / 出演者全員
39. Generation-A / 出演者全員

CD
Generation-A
歌：奥井雅美、JAM Project、水樹奈々、高橋直純、栗林みな実、ALI PROJECT、桃井はるこ、樹海、m.o.v.e（yuri）、近江知永、サイキックラバー、Suara、Cy-Rim rev.、茅原実里
作詞：奥井雅美/作曲：奥井雅美/編曲：MACARONI☆、Monta
Animelo Summer Live 2007 Generation-A テーマソング
2007年6月20日発売/ドワンゴ・エージー・エンタテインメント/EVCS-1002

DVD
Animelo Summer Live 2007 Generation-A
2007年11月28日発売/ランティス/LABM-7015〜7017
- 3枚組
- サイキックラバー「特捜戦隊デカレンジャー」は未収録

関連番組
2007年4月19日より、奥井雅美がMCを勤める音楽番組『@Tunes.』（テレビ神奈川）内にて、イベントと連動したカウントダウンコーナー『アニサマSTATION』が毎週10分間程度放送された。MCは2006年の「アニサマSTATION」同様、奥井雅美と栗林みな実。また、公式サイトにてストリーミング放送もされた。
『アニメぱらだいす!』（キッズステーション）内でも同様に『アニサマNavi』というコーナーが設けられた。MCは同番組の鷲崎健、井ノ上奈々、酒井香奈子がそのまま務める。
さらに両番組の連動キャンペーンとして、両番組で異なるキーワードを毎週1字ずつ明かしてゆき、最終的に発表された2つのキーワードをライブ会場窓口で告げるとオリジナルTシャツが配布された。

動画配信
- レッツゴー! 陰陽師の様子はライブ終了後、ドワンゴ公式動画としてニコニコ動画にアップロードされた。

主な出来事
- 2007年3月29日に発表記者会見が行われた。司会は鷲崎健。
- 当日まで出演が秘密となっているシークレットゲストが初めて出演した。

## 2008年
- タイトル：Animelo Summer Live 2008 -Challenge-
- 開催日：2008年8月30日、8月31日
- 会場：さいたまスーパーアリーナ（メインアリーナ）

スタッフ
- 主催：ドワンゴ、文化放送
- 後援：キッズステーション、テレビ神奈川、NACK5、さいたまスーパーアリーナ
- 企画：アニメロサマーライブ2008実行委員会
- 制作：フューチャーシンジケートJ
- 協力：ave;new、エイベックス・エンタテインメント、キングレコード、queens label、コロムビアミュージックエンタテインメント、JVCエンタテインメント（フライングドッグレーベル）、ジェネオンエンタテインメント、ドワンゴ・エージー・エンタテインメント、フィックスレコード、ランティス

出演者
8月30日
- AKINO from bless4
- ALI PROJECT
- 石田燿子
- 奥井雅美
- 可憐Girl's
- CooRie
- GRANRODEO
- 栗林みな実
- savage genius
- Suara
- 田村ゆかり
- 茅原実里
- AAA
- 水樹奈々
- m.o.v.e
- yozuca*

8月31日
- ave;new feat.佐倉紗織
- 石川智晶
- ELISA
- 黒薔薇保存会
- サイキックラバー
- Sound Horizon
- JAM Project
- ドメスティック・ラヴバンド
- 中村繪里子・今井麻美・たかはし智秋・下田麻美 from THE IDOLM@STER
- 平野綾
- 福山芳樹
- miko
- 美郷あき
- May'n
- 桃井はるこ
- MOSAIC.WAV
- 米倉千尋
- Lia

サプライズゲスト
- 小池雅也（8月31日、MOSAIC.WAVのサポートギター及び桃井はることのセッションでUNDER17として）

セットリスト
8月30日
1. メドレー / 水樹奈々、田村ゆかり
  1. 恋せよ女の子（極上生徒会 OP）
  2. アノネ〜まみむめ☆もがちょ（まみむめ★もがちょ OP）

2. 童話迷宮 / 田村ゆかり（おとぎ銃士 赤ずきん OP）
3. バンビーノ・バンビーナ / 田村ゆかり（田村ゆかりのいたずら黒うさぎ OP）
4. めろ〜んのテーマ〜ゆかり王国国歌〜 / 田村ゆかり
5. STRIKE WITCHES〜わたしにできること〜 / 石田燿子（ストライクウィッチーズ OP）
6. 永遠の花 / 石田燿子（藍より青しOP）
7. サクラサクミライコイユメ / yozuca*（D.C. 〜ダ・カーポ〜 OP）
8. Morning-sugar rays / yozuca*（yozuca* Music-Go-Round ED）
9. センチメンタル / CooRie（美鳥の日々 OP）
10. 存在 / CooRie（D.C. 〜ダ・カーポ〜 ED）
11. DIVE INTO STREAM / m.o.v.e（頭文字D EXTREME STAGE OP）
12. Gamble Rumble / m.o.v.e（頭文字D Third Stage OP、頭文字D Final Stage ED）
13. ZERO / AAA（ワールド・デストラクション〜世界撲滅の六人〜 OP）
14. Climax Jump / AAA（仮面ライダー電王 OP）
15. Over The Future / 可憐Girl's（絶対可憐チルドレン OP）
16. nowhere / savage genius、茅原実里、yozuca*（MADLAX 挿入歌）
17. JUST TUNE / savage genius（夜桜四重奏 〜ヨザクラカルテット〜 OP）
18. 想いを奏でて / savage genius（うた∽かた OP）
19. 創聖のアクエリオン / AKINO from bless4（創聖のアクエリオン OP）
20. Go Tight! / AKINO from bless4（創聖のアクエリオン OP）
21. 慟哭ノ雨 / GRANRODEO（恋する天使アンジェリーク かがやきの明日 OP）
22. ケンゼンな本能 / GRANRODEO
23. Love Jump / 栗林みな実（紅 OP）
24. Next Season / 栗林みな実（君が望む永遠〜Next Season〜 OP）
25. Shining☆Days / 栗林みな実（舞-HiME OP）
26. haunting Melody / Suara（ティアーズ・トゥ・ティアラ 花冠の大地 OP）
27. 星座 / Suara（鎖 -クサリ- ED）
28. Contact / 茅原実里
29. 詩人の旅 / 茅原実里（アニたま ED）
30. 雨上がりの花よ咲け / 茅原実里（茅原実里のradio minorhythm OP）
31. 雪、無音、窓辺にて。 / 茅原実里（涼宮ハルヒの憂鬱 イメージソング）
32. 輪舞-revolution / 奥井雅美、茅原実里（少女革命ウテナ OP）
33. INSANITY / 奥井雅美（マブラヴ オルタネイティヴ トータル・イクリプスAVN OP）
34. コトダマ / ALI PROJECT（シゴフミ OP）
35. 愛と誠 / ALI PROJECT（ポップンミュージック）
36. わが﨟たし悪の華 / ALI PROJECT（コードギアス 反逆のルルーシュR2 ED）
37. 残光のガイア / 水樹奈々（セレクションX ED）
38. Dancing in the velvet moon / 水樹奈々（ロザリオとバンパイア ED）
39. Pray / 水樹奈々（魔法少女リリカルなのはStrikerS 挿入歌）
40. ETERNAL BLAZE / 水樹奈々、宝野アリカ（魔法少女リリカルなのはA's OP）
41. Yells 〜It's a beautiful life〜 / アニサマ2008出演アーティスト
  - -アンコール-

42. Generation-A / アニサマ2008出演アーティスト
43. Yells 〜It's a beautiful life〜 / 出演者全員

8月31日
*はニコニコ生放送で放送されたもの
1. * 思い出はおっくせんまん! / JAM Project、美郷あき（ロックマン2 Dr.ワイリーの謎 BGMアレンジ）
2. * BLOOD QUEEN / 美郷あき（怪物王女 OP）
3. * 君が空だった / 美郷あき（舞-HiME ED）
4. euphoric field / ELISA（ef - a tale of memories. OP）
5. HIKARI / ELISA（隠の王 ED）
6. ハッピー☆マテリアル[ドメラバstyle] / ドメスティック・ラヴバンド（魔法先生ネギま! OPカバー）
7. Shangri-La[ドメラバstyle] / ドメスティック・ラヴバンド（蒼穹のファフナー OPカバー）
8. 朝と夜の物語 / Sound Horizon
9. 奴隷市場 / Sound Horizon
10. 聖戦のイベリアメドレー / Sound Horizon
11. メドレー / 黒薔薇保存会
  1. 花火
  2. 満天プラネタリウム

12. ヒカリ -type black- / 黒薔薇保存会（いぬかみっ! OPカバー）
13. * Feel so Easy! / 桃井はるこ（Mission-E ED）
14. * LOVE.EXE / 桃井はるこ（BALDR FORCE EXE OP）
15. * 天罰! エンジェルラビィ / UNDER17、MOSAIC.WAV（まじかるトワラー・エンジェルラビィ☆傑作選 OP）
16. * 最強○×計画 / MOSAIC.WAV（すもももももも 地上最強のヨメ OP）
17. * ガチャガチャきゅっ〜と・ふぃぎゅ@メイト / MOSAIC.WAV（ふぃぎゅ@メイト OP）
18. * メドレー / ave;new feat.佐倉紗織
  1. true my heart -Lovable mix-（Nursery Rhyme -ナーサリィ☆ライム- OP）
  2. Iris -special edit-
  3. ラブリー☆えんじぇる!! -short version-（快盗天使ツインエンジェル テーマソング）

19. * 魔理沙は大変なものを盗んでいきました / miko（東方妖々夢 BGMアレンジ）
20. * 鳥の詩 / Lia（AIR OP）
21. * メドレー / 中村繪里子・今井麻美・たかはし智秋・下田麻美 from THE IDOLM@STER
  1. GO MY WAY!!
  2. キラメキラリ
  3. relations
  4. エージェント夜を往く
  5. Do-Dai
  6. 蒼い鳥
  7. GO MY WAY!!

22. * THE IDOLM@STER / 中村繪里子・今井麻美・たかはし智秋・下田麻美 from THE IDOLM@STER（THE IDOLM@STER テーマソング）
23. 真赤な誓い / 福山芳樹（武装錬金 OP）
24. ノーザンクロス / May'n（マクロスF ED）
25. 射手座☆午後九時Don't be late / May'n（マクロスF 挿入歌）
26. Precious Time,Glory Days / サイキックラバー（遊☆戯☆王デュエルモンスターズGX OP）
27. 鼓動〜get closer〜 / サイキックラバー（ウィッチブレイド 挿入歌）
28. LOVE★GUN / 平野綾（RADIOアニメロミックス OP）
29. Unnamed world / 平野綾（二十面相の娘 ED）
30. アンインストール / 石川智晶（ぼくらの OP）
31. prototype / 石川智晶（機動戦士ガンダム00セカンドシーズン ED）
32. メドレー / 米倉千尋、石川智晶
  1. あんなに一緒だったのに（機動戦士ガンダムSEED ED）
  2. 嵐の中で輝いて（機動戦士ガンダム第08MS小隊 OP）

33. 永遠の扉 / 米倉千尋（機動戦士ガンダム 第08MS小隊 ミラーズ・リポート OP）
34. FRIENDS / 米倉千尋（仙界伝 封神演義 ED）
35. * No Border / JAM Project
36. * Rocks / JAM Project（スーパーロボット大戦OG ORIGINAL GENERATIONS OP）
37. * SKILL / JAM Project（第2次スーパーロボット大戦α OP）
38. Yells 〜It's a beautiful life〜 / アニサマ2008出演アーティスト
  - -アンコール-

39. OUTRIDE / アニサマ2008出演アーティスト
40. Yells 〜It's a beautiful life〜 / 出演者全員

CD
Yells 〜It's a beautiful life〜
歌：ALI PROJECT、石川智晶、石田燿子、ELISA、GRANRODEO、栗林みな実、サイキックラバー、savage genius、JAM Project、Suara、茅原実里、平野綾、美郷あき、水樹奈々、May'n、桃井はるこ、米倉千尋
作詞：奥井雅美/作曲：影山ヒロノブ
Animelo Summer Live 2008 -Challenge- テーマソング
2008年7月23日発売/ドワンゴ・エージー・エンタテインメント/evolution/EVCS-1003

Blu-ray / DVD
Animelo Summer Live 2008 -Challenge- 8.30
2009年3月25日発売/キングレコード/KIXM-3〜4、KIBM-201〜203
Animelo Summer Live 2008 -Challenge- 8.31
2009年3月25日発売/キングレコード/KIXM-5〜6、KIBM-204〜206
- それぞれBlu-ray版（2枚組）とDVD版（3枚組）を発売。
- 30日分は石田燿子「STRIKE WITCHES〜わたしにできること〜」が未収録
- 31日分はSound Horizon、THE IDOLM@STERが未収録

動画配信
- 31日の様子はニコニコ生放送で一部が放送された。最大同時視聴人数は1万人、のべ1万8000人超が観覧した。

その他
- 2008年4月11日に発表記者会見が行われた。司会は鷲崎健。
- 30日に参加した奥井雅美は31日もJAM Projectで参加する予定だったが、個人参加の30日時点ですでに帯状疱疹を発症しており、それを隠して強行したため病状が悪化し、ドクターストップによって31日は不参加となった。この日はJAM Projectの他に、May'nとのコラボで「Get along」を歌う予定であったが、お蔵入りとなっている。
- 31日の終了後、スクリーンにてAnimelo Summer Live 2009が翌年行われる告知がなされた。
- TBSにて2009年1月11日、キッズステーションにて同年2月12日にライブの様子をまとめた特別番組が放送された。出演者の歌がそれぞれ一曲ずつ流されたが、Sound HorizonとTHE IDOLM@STERの歌は放映されなかった。

## 2009年
- タイトル：Animelo Summer Live 2009 -RE:BRIDGE-
- 開催日：2009年8月22日、8月23日
- 会場：さいたまスーパーアリーナ（スタジアムモード）

スタッフ
- 主催：ドワンゴ、文化放送
- 後援：アニマックスブロードキャスト・ジャパン、キッズステーション、NACK5、さいたまスーパーアリーナ
- 特別協賛：グッドスマイルカンパニー、ブシロード
- 企画：アニメロサマーライブ2009実行委員会
- 協力：エイベックス・エンタテインメント、キングレコード、コロムビアミュージックエンタテインメント、ゴーディエンターテインメント、ジェネオン・ユニバーサル・エンターテイメントジャパン、ソニー・ミュージックレコーズ、ドワンゴ・エージー・エンタテインメント、5pb.、フィックスレコード、flying DOG、ランティス、他

出演者
8月22日
- 彩音
- ALI PROJECT
- angela
- 石川智晶
- いとうかなこ
- ELISA
- GRANRODEO
- 栗林みな実
- 下田麻美
- JAM Project
- 茅原実里
- 中川翔子（特別出演）
- 初音ミク
- ビートまりお (COOL&CREATE)
- 堀江由衣
- manzo
- 宮野真守
- May'n
- 桃井はるこ

8月23日
- 近江知永
- 大槻ケンヂと絶望少女達（野中藍、新谷良子、小林ゆう、沢城みゆき）
- 奥井雅美
- GACKT
- 影山ヒロノブ
- サイキックラバー
- 榊原ゆい
- savage genius
- Suara
- 田村ゆかり
- 中村繪里子・今井麻美・仁後真耶子 from THE IDOLM@STER
- 平野綾
- FictionJunction
- 飛蘭
- 水樹奈々
- m.o.v.e
- 妖精帝國
- 米倉千尋

サプライズゲスト
- 志倉千代丸（8月22日、彩音のバックギタリストとして）
- 南里侑香（8月23日、FictionJunctionのメンバーとして）

セットリスト
8月22日
1. 残酷な天使のテーゼ / 石川智晶、angela（新世紀エヴァンゲリオン OP）
2. Spiral / angela（アスラクライン OP）
3. Shangri-La / angela（蒼穹のファフナー OP）
4. F.D.D / いとうかなこ（CHAOS;HEAD OP）
5. 追想のディスペア / いとうかなこ（ひぐらしのなく頃に絆第一巻・祟 OP）
6. 愛のメディスン 〜アニサマバージョン〜 / 桃井はるこ（ナースウィッチ小麦ちゃんマジカルて OP）
7. WONDER MOMO-i 〜World tour version〜 / 桃井はるこ（太鼓の達人シリーズ）
8. マイペース大王 / 桃井はるこ、manzo（げんしけん OP）
9. 溝ノ口太陽族 / manzo（天体戦士サンレッド OP）
10. 続・溝ノ口太陽族 / manzo（天体戦士サンレッド（第二期） OP）
11. Endless Tears... / 彩音（11eyes CrossOver OP）
12. コンプレックス・イマージュ / 彩音（ひぐらしのなく頃に祭 〜澪尽し編〜 OP）
13. Wonder Wind / ELISA（ハヤテのごとく!! OP）
14. ebullient future -アニサマVer- / ELISA（ef - a tale of melodies. OP）
15. ココロ / 下田麻美
16. みくみくにしてあげる♪【してやんよ】 / 初音ミク
17. ブラック★ロックシューター / 初音ミク
18. Help me, ERINNNNNN!! / ビートまりお (COOL&CREATE)
19. tRANCE / GRANRODEO（黒神 The Animation OP）
20. modern strange cowboy / GRANRODEO（NEEDLESS OP）
21. メドレー / 堀江由衣
  1. JET!!
  2. バニラソルト（とらドラ! ED）

22. YAHHO!! / 堀江由衣（かなめも ED）
23. ハッピー☆マテリアル / 堀江由衣、茅原実里（魔法先生ネギま! OP）
24. First Pain / 石川智晶（エレメントハンター OP）
25. Prototype / 石川智晶（機動戦士ガンダム00 ED）
26. J☆S/宮野真守（カード学園 ED）
27. Discovery / 宮野真守（ふしぎ遊戯 朱雀異聞 OP）
28. キミシニタモウコトナカレ / May'n（シャングリ・ラ OP）
29. ダイアモンド クレバス / May'n（マクロスF ED）
30. ミラクル・アッパーWL / May'n、奥井雅美（おんたま! OP）
31. 空色デイズ / 中川翔子（天元突破グレンラガン OP）
32. 涙の種、笑顔の花 / 中川翔子（劇場版 天元突破グレンラガン 螺巌篇 テーマソング）
33. WHAT'S UP GUYS? / 栗林みな実、谷山紀章（爆れつハンター OP）
34. 鬼帝の剣 / ALI PROJECT（鉄のラインバレル OP）
35. 戦慄の子供たち / ALI PROJECT（Phantom 〜Requiem for the Phantom〜 OP）
36. 地獄の門 / ALI PROJECT（Phantom 〜Requiem for the Phantom〜 ED）
37. Voyager train / 茅原実里（アニソ〜ンぷらす ED）
38. Tomorrow's chance / 茅原実里（Run Run LAN! OP）
39. Paradise Lost / 茅原実里（喰霊―零― OP）
40. Precious Memories / 栗林みな実（君が望む永遠 OP）
41. 涙の理由 / 栗林みな実（School Days ED）
42. sympathizer / 栗林みな実（黒神 The Animation OP）
43. Crest of "Z's" / JAM Project（スーパーロボット大戦Z OP）
44. 守護神-The guardian / JAM Project（真マジンガー 衝撃! Z編 on television OP）
45. レスキューファイアー / JAM Project（トミカヒーロー レスキューファイアー OP）
46. SKILL / JAM Project（第2次スーパーロボット大戦α OP）
47. RE:BRIDGE〜Return to oneself〜 / アニサマ2009出演アーティスト（以降、中川翔子を除く）
  - -アンコール-

48. OUTRIDE / アニサマ2009出演アーティスト
49. RE:BRIDGE〜Return to oneself〜 / 出演者全員

8月23日
1. メドレー / 水樹奈々、平野綾
  1. DISCOTHEQUE（ロザリオとバンパイア CAPU2 OP）
  2. MonStAR（アニたま ED）

2. Super Driver / 平野綾（涼宮ハルヒの憂鬱 新OP）
3. Set me free / 平野綾（Run Run LAN! OP）
4. 約束の場所へ / 米倉千尋（カレイドスター OP）
5. 10 YEARS AFTER / 米倉千尋（機動戦士ガンダム 第08MS小隊 ED）
6. そして僕は… / 榊原ゆい（PRISM ARK OP）
7. 恋の炎 / 榊原ゆい（かのこん ED）
8. 霊喰い / 妖精帝國（喰霊―零― イメージソング）
9. last Moment / 妖精帝國（舞-HiME 運命の系統樹 挿入歌）
10. 人として軸がぶれている / 大槻ケンヂと絶望少女達（さよなら絶望先生 OP）
11. 空想ルンバ / 大槻ケンヂと絶望少女達（俗・さよなら絶望先生 OP）
12. 林檎もぎれビーム! / 大槻ケンヂと絶望少女達（懺・さよなら絶望先生 OP）
13. CHA-LA HEAD-CHA-LA / 影山ヒロノブ（ドラゴンボールZ OP）
14. 聖闘士神話-SOLDIER DREAM- / 影山ヒロノブ（聖闘士星矢 2代目OP/ED）
15. Parallel Hearts / FictionJunction（PandoraHearts OP）
16. 暁の車 / FictionJunction（機動戦士ガンダムSEED 挿入歌）
17. nowhere / FictionJunction（MADLAX 挿入歌）
18. Return to Love / 近江知永（SoltyRei ED）
19. Maze / savage genius feat.近江知永（PandoraHearts ED）
20. 私をみつけて。 / savage genius（PandoraHearts ED）
21. Dark Side of the Light / 飛蘭（喰霊-零- 挿入歌）
22. mind as Judgment / 飛蘭（CANAAN OP）
23. 魂のルフラン / 飛蘭、奥井雅美（新世紀エヴァンゲリオン劇場版 シト新生 主題歌）
24. LOVE SHIELD / 奥井雅美（恋する乙女と守護の楯〜The shield of AIGIS〜 OP）
25. 舞い落ちる雪のように / Suara（WHITE ALBUM ED）
26. Free and Dream / Suara（ティアーズ・トゥ・ティアラ OP）
27. DANZEN!ふたりはプリキュア （ver.Max Heart） / 田村ゆかり、新谷良子（ふたりはプリキュア Max Heart OP）
28. LOST IN SPACE / サイキックラバー（TYTANIA-タイタニア- ED）
29. THE IDOLM@STER / 中村繪里子・今井麻美・仁後真耶子 from THE IDOLM@STER
30. キラメキラリ / 中村繪里子・今井麻美・仁後真耶子 from THE IDOLM@STER
31. my song / 中村繪里子・今井麻美・仁後真耶子 from THE IDOLM@STER
32. メドレー / m.o.v.e
  1. Blazin' Beat（頭文字D Second Stage OP）
  2. DOGFIGHT（頭文字D Fourth Stage 第1期OP）

33. Gravity / m.o.v.e（らき☆すた 挿入歌）
34. チェルシーガール / 田村ゆかり（汐留☆イベント部 2月ED ）
35. Tomorrow / 田村ゆかり（グローランサー OP）
36. Little Wish 〜first step〜 / 田村ゆかり（魔法少女リリカルなのは ED）
37. 哀 戦士 / GACKT（機動戦士ガンダム ガンダムVS.ガンダム NEXT メインテーマ）
38. The Next Decade / GACKT（劇場版 仮面ライダーディケイド オールライダー対大ショッカー 主題歌）
39. REDEMPTION / GACKT（ダージュ オブ ケルベロス ファイナルファンタジーVII テーマソング）
40. Gimmick Game / 水樹奈々、motsu（m.o.v.e）（カード学園 OP）
41. 深愛 / 水樹奈々、Suara（WHITE ALBUM OP）
42. 悦楽カメリア / 水樹奈々（笑撃!ワンフレーズ ED）
43. Orchestral Fantasia / 水樹奈々（音楽戦士 MUSIC FIGHTER POWER PLAY）
44. RE:BRIDGE〜Return to oneself〜 / アニサマ2009出演アーティスト（以降、大槻ケンヂと絶望少女達、GACKTを除く）
  - -アンコール-

45. ONENESS / アニサマ2009出演アーティスト
46. RE:BRIDGE〜Return to oneself〜 / 出演者全員

CD
RE:BRIDGE〜Return to oneself〜
歌：彩音、ALI PROJECT（宝野アリカ）、石川智晶、いとうかなこ、ELISA、近江知永、奥井雅美、GRANRODEO、栗林みな実、サイキックラバー、榊原ゆい、savage genius、JAM Project（影山ヒロノブ、遠藤正明、きただにひろし、奥井雅美、福山芳樹）、Suara、茅原実里、平野綾、manzo、水樹奈々、May'n、桃井はるこ、米倉千尋
作詞：奥井雅美/作曲：栗林みな実/編曲：鈴木Daichi秀行
Animelo Summer Live 2009 -RE:BRIDGE- テーマソング
2009年6月24日発売。ドワンゴ・エージー・エンタテインメント/evolution/DWCS-1001

Blu-ray / DVD
Animelo Summer Live 2009 RE:BRIDGE 8.22
2010年2月24日発売/キングレコード/KIXM-1007〜1008、KIBM-1052〜1054
Animelo Summer Live 2009 RE:BRIDGE 8.23
2010年2月24日発売/キングレコード/KIXM-1009〜1010、KIBM-1055〜1057
- それぞれBlu-ray版（2枚組）とDVD版（3枚組）を発売。
- 22日分は中川翔子が未収録
- 23日分は全て収録

関連番組
2007年と同じく『@Tunes.』内と、新たにニコニコ動画内に開設された『アニサマチャンネル』にて『アニサマSTATION』が毎週10分間程度放送された。MCは近江知永とsavage geniusのああ。

動画配信
- 22日の様子はニコニコ生放送で放送された（中川翔子は都合により放送されなかった）。

主な出来事
- 2009年2月26日に発表記者会見が行われた。司会は鷲崎健。
- 両日とも、開催の前の時間帯にさいたまスーパーアリーナけやき広場にてミニライブやラジオの公開録音などが行われた。
- 23日の終了後、昨年と同じくスクリーンにてAnimelo Summer Live 2010が翌年行われる告知がなされた。
- 『アニメ星人』、『アニメTV』でにてライブの様子をまとめた特別番組が放送された。また、『MUSIC JAPAN 新世紀アニソンSP 完全版MAX』内でも、ライブの一部をまとめた映像が放送された。

## 2010年

### Animelo Summer Live 2010 -evolution-
- タイトル：Animelo Summer Live 2010 -evolution-
- 開催日：2010年8月28日、8月29日
- 会場：さいたまスーパーアリーナ（スタジアムモード）

スタッフ
- 主催：AG-ONE、文化放送
- 後援：アニマックスブロードキャスト・ジャパン、キッズステーション、NACK5、さいたまスーパーアリーナ
- 特別協賛：グッドスマイルカンパニー、ブシロード
- 協賛：コスパ
- 企画：アニメロサマーライブ2010実行委員会
- 協力：キングレコード、ジェネオン・ユニバーサル・エンターテイメントジャパン、ドワンゴ・ミュージック・エンタテインメント、5pb.、flying DOG、ランティス、他
- 旅行企画・実施：近畿日本ツーリスト、JTB法人東京

出演者
8月28日
- angela
- いとうかなこ + 志倉千代丸
- 石川智晶
- ELISA
- Girls Dead Monster（LiSA、marina）
- GRANRODEO
- THE GOMBAND
- 栗林みな実
- JAM Project
- スフィア
- 高橋直純
- 南里侑香
- nomico（のみこ） + Masayoshi Minoshima
- fripSide（八木沼悟志、南條愛乃）
- 米倉千尋
- Lia

8月29日
- 彩音
- ALI PROJECT
- 遠藤正明
- 奥井雅美
- Crush Tears
- サイキックラバー
- 田村ゆかり
- 茅原実里
- 飛蘭
- 水樹奈々
- ミルキィホームズ
- milktub
- May'n
- 桃井はるこ

サプライズゲスト
- マギー司郎、マギー審司、マギー利博（8月28日、fripSideのゲストとして）
- 田村直美（8月28日、米倉千尋とのセッションとして）
- motsu（8月29日、田村ゆかりとのセッションとして）
- KOTOKO（8月29日）

セットリスト
8月28日
1. レスキューファイアー / JAM Project、栗林みな実（トミカヒーロー レスキューファイアー OP）
2. only my railgun / fripSide（とある科学の超電磁砲 OP）
3. LEVEL5-judgelight- / fripSide（とある科学の超電磁砲 OP）
4. オルタナティヴ / angela（アスラクライン2 OP）
5. Separation/ angela （蒼穹のファフナー ED）
6. 蒼い春 / angela（生徒会役員共 ED）
7. 遠くまで〜infinity〜 / 高橋直純（いんぷろ・・・。 OP）
8. クローバー / 高橋直純
9. 月導-Tsukishirube- / 南里侑香（おおかみかくし ED）
10. 雫 / 南里侑香（.hack//Quantum 主題歌）
11. Dear My Friend -まだ見ぬ未来へ- / ELISA（とある科学の超電磁砲 ED）
12. Real Force / ELISA（とある科学の超電磁砲 ED）
13. 逆光 / 石川智晶（戦国BASARA3 ED）
14. 涙腺 / 石川智晶（戦国BASARA弐 挿入歌）
15. Find the blue / いとうかなこ、志倉千代丸（CHAOS;HEAD OP）
16. スカイクラッドの観測者 / いとうかなこ、志倉千代丸（STEINS;GATE OP）
17. Bad Apple!! / nomico（のみこ）+Masayoshi Minoshima
18. Braveheart / THE GOMBAND（ブラック★ロックシューター ED）
19. ブラック★ロックシューター / THE GOMBAND（ブラック★ロックシューター IM）
20. 鳥の詩 / Lia（AIR OP）
21. My Soul,Your Beats! / Lia（Angel Beats! OP）
22. Alchemy / Girls Dead Monster（marina）（Angel Beats! 挿入歌）
23. Crow Song / Girls Dead Monster（Lisa）（Angel Beats! 挿入歌）
24. Brave Song / Lia、Girls Dead Monster（LiSA,marina）（Angel Beats! ED）
25. Butterfly Kiss / 米倉千尋（RAVE OP）
26. WILL / 米倉千尋（仙界伝 封神演義 OP）
27. ゆずれない願い / 田村直美、米倉千尋（魔法騎士レイアース OP）
28. Crystal Energy / 栗林みな実（舞-乙HiME OP）
29. 冥夜花伝廊 / 栗林みな実（刀語 OP）
30. あんりある♡パラダイス / 栗林みな実（けんぷファー OP）
31. Now loading...SKY!! / スフィア（あそびにいくヨ! OP）
32. Super Noisy Nova / スフィア（宙のまにまに OP）
33. Future Stream / スフィア（初恋限定。 OP）
34. 欲望∞ / GRANRODEO（大和彼氏 OP）
35. ROSE HIP-BULLET / GRANRODEO（咎狗の血 OP）
36. Once & Forever / GRANRODEO（マブラヴ オルタネイティヴサイドストーリーOP）
37. MAXIMIZER / JAM Project（音楽番組 『あにてれPresents アニソ〜ンぷらす』2010年6月度OP）
38. TRANSFORMERS EVO. / JAM Project（トランスフォーマー アニメイテッド OP）
39. HERO / JAM Project
40. GONG〜SKILL / JAM Project（第3次スーパーロボット大戦α 終焉の銀河へ OP、第2次スーパーロボット大戦α OP）
  - -アンコール-

41. RE:BRIDGE〜Return to oneself〜 / アニサマ2010出演アーティスト
42. evolution 〜for beloved one〜 / 出演者全員

8月29日
1. 創聖のアクエリオン / 茅原実里、May'n（創聖のアクエリオン OP）
2. Paradise Lost / 茅原実里（喰霊―零― OP）
3. 優しい忘却 / 茅原実里（涼宮ハルヒの消失 主題歌）
4. Freedom Dreamer / 茅原実里（音楽番組 『あにてれPresents アニソ〜ンぷらす』2010年7月度ED）
5. バカ・ゴー・ホーム / milktub（バカとテストと召喚獣 ED）
6. Happy Go!! / milktub（エーデルワイス ED）
7. Get Wild / サイキックラバー、milktub（シティーハンター ED）
8. 超!最強!ウォーリアーズ / サイキックラバー（爆丸バトルブローラーズ ニューヴェストロイア OP）
9. 侍戦隊シンケンジャー / サイキックラバー（侍戦隊シンケンジャー OP）
10. Astro Rider / Crush Tears
11. Communication Breakdown / Crush Tears（爆丸バトルブローラーズ ニューヴェストロイア ED）
12. SERIOUS-AGE / 飛蘭（ブレイク ブレイド ED）
13. 戦場に咲いた一輪の花 / 飛蘭（白騎士物語 -光と闇の覚醒- OP）
14. Errand / 飛蘭（聖痕のクェイサー OP）
15. 雨上がりのミライ / ミルキィホームズ（PSPゲーム 探偵オペラ ミルキィホームズ OP）
16. 恋華大乱 / 奥井雅美（真・恋姫†無双 〜乙女大乱〜 OP）
17. Flower / 奥井雅美（アニぱら音楽館ED）
18. Arrival of Tears / 彩音（11 eyes OP）
19. Angelic bright / 彩音（ひぐらしのなく頃に絆 第四巻・絆 ED）
20. Northern lights / 彩音、飛蘭（シャーマンキング OP）
21. トンドルベイビー / 桃井はるこ（あかほり外道アワーらぶげ ED）
22. 21世紀 / 桃井はるこ
23. 勝利の女ネ申☆ / 桃井はるこ（ニコニコ動画サッカー特番イメージソング）
24. BELIEVE IN NEXUS / 遠藤正明（遊☆戯☆王5D's OP）
25. Carry On / 遠藤正明（マブラヴ オルタネイティヴ 挿入歌）
26. 薔薇獄乙女 / ALI PROJECT（ローゼンメイデンオーベルテューレ OP）
27. 刀と鞘 / ALI PROJECT（刀語 OP）
28. 亂世エロイカ / ALI PROJECT（Fate/EXTRA テーマソング）
29. ユニバーサル・バニー / May'n（劇場版 マクロスF 虚空歌姫〜イツワリノウタヒメ〜 挿入歌）
30. 愛は降る星のごとく / May'n（最強武将伝 三国演義 ED）
31. Ready Go! / May'n（オオカミさんと七人の仲間たち OP）
32. おしえて A to Z / 田村ゆかり（B型H系 OP）
33. Tiny Rainbow / 田村ゆかり（魔法少女リリカルなのはA's PORTABLE -THE BATTLE OF ACES- ED）
34. fancy baby doll / 田村ゆかり
35. You & Me / 田村ゆかり feat. motsu from m.o.v.e（カード学園 OP）
36. Shooting Star / KOTOKO（おねがい☆ティーチャー OP）
37. Loop-the-Loop / KOTOKO（もっとTo LOVEる -とらぶる- OP）
38. Re-sublimity / KOTOKO（神無月の巫女 OP）
39. Don't be long / 水樹奈々（魔法少女リリカルなのは The MOVIE 1st 挿入歌）
40. NEXT ARCADIA / 水樹奈々
41. PHANTOM MINDS / 水樹奈々（魔法少女リリカルなのは The MOVIE 1st 主題歌）
42. UNCHAIN∞WORLD / 水樹奈々、奥井雅美（無限のフロンティアEXCEED スーパーロボット大戦OGサーガ OP）
  - -アンコール-

43. Generation-A / アニサマ2010出演アーティスト（以降、motsu含む）
44. evolution 〜for beloved one〜 / 出演者全員

CD
evolution 〜for beloved one〜
歌：彩音、ALI PROJECT（宝野アリカ）、石川智晶、いとうかなこ、奥井雅美、GRANRODEO、栗林みな実、JAM Project（影山ヒロノブ、遠藤正明、きただにひろし、奥井雅美、福山芳樹）、田村ゆかり、茅原実里、南里侑香、飛蘭、fripSide、水樹奈々、May'n、桃井はるこ
作詞：奥井雅美/作曲：栗林みな実/編曲：飯塚昌明
Animelo Summer Live 2010 -evolution- テーマソング
2010年6月23日発売。ドワンゴ・ミュージック・エンタテインメント/エイベックス・マーケティング/DGES-10003

Blu-ray / DVD
Animelo Summer Live 2010-evolution-8.28
2011年4月20日発売/キングレコード/KIXM-1012〜1013、KIBM-1058〜1060
Animelo Summer Live 2010-evolution-8.29
2011年4月20日発売/キングレコード/KIXM-1014〜1015、KIBM-1061〜1063
- それぞれBlu-ray版（2枚組）とDVD版（3枚組）を発売。
- 両日分とも全て収録

関連番組
ニコニコ動画内の『アニサマチャンネル』がリニューアルされ、ニコニコ生放送において隔週木曜に『アニサマSTATION』が放送された。MCはステージプロデュサーを務める森田純正、アシスタントはアフィリア・サーガ・イーストのユカフィン・ドールとルイズ・スフォルツア。

動画配信
- 『アニサマ2010〜ニコニコ生放送34時間スペシャル〜』として、28日と29日の両日のライブ本編の模様に加え、開始前のけやき広場の様子や深夜のステージ裏の様子などがニコニコ生放送で放送された。ライブ本編はチケット購入での有料放送（スフィア、田村ゆかり、水樹奈々、29日のエンディングは都合により放送されなかった）。

主な出来事
- 2010年2月19日に発表記者会見が行われた。司会は鷲崎健。同時に同年にアニサマ GIRLS NIGHTとAnimelo Summer Live in Shanghaiの開催も発表された。Shanghaiに関しては後述の通り一度中止が決定した後に、2011年に開催されることとなった。
- 両日とも昨年と同じく、開催の前の時間帯にさいたまスーパーアリーナけやき広場にてミニライブやラジオの公開録音などが行われた。
- でんぱ組.incの古川未鈴がfripSideのバックダンサーとして参加していた。
- 29日の終了後、昨年と同じくスクリーンにてAnimelo Summer Live 2011が翌年行われる告知がなされた。

### アニサマ GIRLS NIGHT
- タイトル：アニサマ GIRLS NIGHT
- 開催日：（大阪）2010年10月31日、（東京）11月3日
- 会場：（大阪）Zepp Osaka、（東京）Zepp Tokyo

スタッフ
- 主催：AG-ONE、文化放送、ラジオ関西
- 企画：アニサマガールズナイト実行委員会

出演者
両日参加
- 麻生夏子
- 奥井雅美
- 栗林みな実
- 下田麻美
- 新谷良子
- ステファニー
- 中野愛子
- 飛蘭

大阪のみ
- Suara
- May'n

東京のみ
- 今井麻美
- 佐藤ひろ美
- 美郷あき

セットリスト
10月31日
1. ミラクル・アッパーWL / 奥井雅美 feat.May'n
2. 輪舞-revolution / 奥井雅美（少女革命ウテナ OP）
3. STRATEGY / 奥井雅美（かのこんラジオ 〜耕太とちずるのゆやよん成長日記〜 OP）
4. Birth / 奥井雅美（アキハバラ電脳組 OP）
5. HONEY TEE PARTY! / 新谷良子（『アニソ〜ンぷらす+』2010年10月度OP）
6. black very pie / 新谷良子
7. CANDY☆POP☆SWEET☆HEART / 新谷良子（姫様ご用心 ED）
8. More-more LOVERS!! / 麻生夏子（えむえむっ! ED）
9. Perfect-area complete! / 麻生夏子（バカとテストと召喚獣 OP）
10. 爪痕 / 中野愛子（ダンス イン ザ ヴァンパイアバンド ED）
11. フレンズ / 中野愛子（ダンス イン ザ ヴァンパイアバンド OP）
12. ムーンライト伝説 / 麻生夏子、新谷良子、下田麻美（美少女戦士セーラームーンシリーズ OP）
13. そばかす / 新谷良子、麻生夏子（るろうに剣心 -明治剣客浪漫譚- OP）
14. 笑顔に会いたい / 下田麻美、飛蘭（ママレード・ボーイ OP）
15. DANZEN!ふたりはプリキュア / 飛蘭、ステファニー（ふたりはプリキュア OP）
16. キューティーハニー / 奥井雅美、栗林みな実（キューティーハニー OP）
17. ココロ / 下田麻美
18. リンリンシグナル / 下田麻美
19. G.F.N. (Girls Friday Night) / 奥井雅美、下田麻美、飛蘭（アニサマ Girls Night アワー 姫トーーク! テーマソング）
20. Errand / 飛蘭（聖痕のクェイサー OP）
21. spring〜君とのメロディ〜 / 飛蘭
22. 本能のDOUBT / 飛蘭（探偵オペラ ミルキィホームズ ED）
23. 君がいる限り / ステファニー（キスダム -ENGAGE planet- OP）
24. フレンズ / ステファニー（機動戦士ガンダム00 1stシーズン ED）
25. 夢想歌 / Suara（うたわれるもの OP）
26. また会えるその日まで / Suara
27. 星座 / Suara（鎖 -クサリ OP）
  1. Precious Memories / 栗林みな実（君が望む永遠 OP）

28. 涙の理由 / 栗林みな実（School Days OP）
29. 翼はPleasure Line / 栗林みな実（クロノクルセイド OP）
30. ユズレナイ想ヒ / May'n（戦国BASARA弐 挿入歌）
31. シンジテミル / May'n（インシテミル 7日間のデス・ゲーム テーマソング）
32. Ready Go! / May'n（オオカミさんと七人の仲間たち OP）
33. ライオン / May'n（マクロスF OP）
34. 熱帯夜Girls / 出演者全員
  - -アンコール-

35. G.F.N.（Girls Friday Night） / 出演者全員
36. 熱帯夜Girls / 出演者全員

11月3日
1. ハレ晴レユカイ / 奥井雅美、栗林みな実、飛蘭、新谷良子、美郷あき、麻生夏子、下田麻美
2. Guri Guri / 佐藤ひろ美（グリーングリーン OP）
3. Angelica / 佐藤ひろ美
4. Angelic Symphony / 佐藤ひろ美（GALAXY ANGEL Eternal Lovers OP）
5. 爪痕 / 中野愛子
6. フレンズ / 中野愛子
7. 君がいる限り / ステファニー
8. フレンズ / ステファニー
9. More-more LOVERS!! / 麻生夏子
10. Perfect-area complete! / 麻生夏子
11. 残酷な天使のテーゼ / 奥井雅美、中野愛子
12. タッチ / 佐藤ひろ美、中野愛子、ステファニー（タッチ OP）
13. Forフルーツバスケット / 今井麻美、下田麻美、麻生夏子（フルーツバスケット OP）
14. Catch You Catch Me / 新谷良子、下田麻美、美郷あき（カードキャプターさくら OP）
15. 魂のルフラン / 栗林みな実、飛蘭
16. Errand / 飛蘭
17. spring〜君とのメロディ〜 / 飛蘭
18. 本能のDOUBT / 飛蘭
19. G.F.N.（Girls Friday Night） / 奥井雅美、下田麻美、飛蘭
20. リンリンシグナル / 下田麻美
21. 悪ノ召使 / 下田麻美
22. 少女迷路でつかまえて / 美郷あき（ストロベリー・パニック OP）
23. feel it / 美郷あき
24. 僕らの自由 / 美郷あき（スーパーロボット大戦OG -ジ・インスペクター- ED）
25. HONEY TEE PARTY! / 新谷良子
26. Piece of love / 新谷良子
27. MARCHING MONSTER / 新谷良子
28. ブルーウォーター / 今井麻美、新谷良子（ふしぎの海のナディア OP）
29. COLOR SANCTUARY / 今井麻美
30. Strawberry 〜甘く切ない涙〜 / 今井麻美（にゃんこい! ED）
31. シャングリラ / 今井麻美（コープスパーティー ブラッドカバー リピーティッドフィアー ED）
32. Precious Memories / 栗林みな実
33. 涙の理由 / 栗林みな実
34. 翼はPleasure Line / 栗林みな実
35. Get along / 奥井雅美、栗林みな実
36. Shuffle / 奥井雅美（遊☆戯☆王デュエルモンスターズ OP）
37. STRATEGY / 奥井雅美
38. 空にかける橋 / 奥井雅美（テイルズ オブ エターニア THE ANIMATION OP）
39. 熱帯夜Girls / 出演者全員
  - -アンコール-

40. G.F.N.（Girls Friday Night） / 出演者全員
41. 熱帯夜Girls / 出演者全員

関連番組
ニコニコ生放送において隔週木曜に『姫トーーク』が放送された。MCは奥井雅美、下田麻美、飛蘭。

動画配信
- 10月31日、11月3日の両日のライブの模様がニコニコ生放送で放送された。チケット購入での有料放送（一部トークパートは未放送）。

その他
- 出演者、観客、バンドメンバー、当日スタッフの全てが女性限定のイベント。ニコニコ生放送の視聴、物販に関しては男子も参加可能。
- 2010年7月8日に発表記者会見が行われた。司会は佐藤ひろ美。
- 2019年現在、本公演の関連イベントでは唯一の大阪開催となっている。

## 2011年

### Anisama in Shanghai -Only One-
- タイトル：Anisama in Shanghai -Only One-
- 開催日：2011年2月19日
- 会場：上海大舞台

出演者
- ALI PROJECT
- 石田耀子
- 遠藤正明
- おれパラ（岩田光央・小野大輔・鈴村健一・森久保祥太郎）
- 影山ヒロノブ
- きただにひろし
- Kimeru
- 栗林みな実
- JAM Project
- 初音ミク
- 飛蘭
- 福山芳樹
- May'n

セットリスト
1. VICTORY / JAM Project
2. 聖闘士神話 〜ソルジャー・ドリーム〜 / 影山ヒロノブ
3. Errand / 飛蘭
4. mind as judgment / 飛蘭
5. 乙女のポリシー / 石田燿子
6. STRIKE WITCHES 2 〜笑顔の魔法〜 / 石田燿子
7. ウィーアー! / きただにひろし
8. 真赤な誓い / 福山芳樹
9. Make You Free / Kimeru
10. You got game? / Kimeru
11. みくみくにしてあげる 【してやんよ】 / 初音ミク
12. おれパラップ / おれパラ
13. Stand down / 森久保祥太郎
14. mirror / 森久保祥太郎
15. 熱烈ANSWER / 小野大輔
16. だいすき / 小野大輔
17. in my space / 鈴村健一
18. 月とストーブ / 鈴村健一
19. セルフ / 岩田光央
20. フルーツマン / 岩田光央
21. 眠るものたちへ / おれパラ
  - -休憩-

22. わが﨟たし悪の華 / ALI PROJECT
23. 亡國覚醒カタルシス / ALI PROJECT
24. 聖少女領域 / ALI PROJECT
25. Precious Memories / 栗林みな実
26. Shining☆Days / 栗林みな実
27. 翼はPleasure Line / 栗林みな実、奥井雅美
28. 残酷な天使のテーゼ / 石田燿子、奥井雅美、栗林みな実、飛蘭
29. 輪舞-revolution / 奥井雅美
30. 勇者王誕生 / 遠藤正明
31. CHA-LA HEAD-CHA-LA / 影山ヒロノブ
32. 突撃ラブハート / May'n、福山芳樹
33. ダイアモンド クレバス / May'n
34. Ready Go! / May'n
35. 射手座☆午後九時 Don't be late / May'n
36. TRANSFORMERS EVO. / JAM Project
37. レスキューファイアー / JAM Project
38. Only One（中国語Ver.） / JAM Project
39. GONG〜SKILL / JAM Project
  - -アンコール-

40. Only One（日本語Ver.） / アニサマ2010出演アーティスト

動画配信
- ライブの模様がニコニコ生放送で無料放送された。

その他
- 2010年の発表記者会見の時に2010年11月下旬に『Animelo Summer Live in Shanghai』として上海での開催を予定していると発表したが、昨今の日中関係の悪化を受け、同年の10月1日に中止を発表した。
- その後、2011年になり改めて上海で行われることが発表された。2011年1月13日に発表記者会見が行われた。
- JAM ProjectのOnly One（Chinese ver.）が当ライブのテーマソングとして使用された。

### Animelo Summer Live 2011 -rainbow-
- タイトル：Animelo Summer Live 2011 -rainbow-
- 開催日：2011年8月27日、8月28日
- 会場：さいたまスーパーアリーナ（スタジアムモード）

スタッフ
- 主催：MAGES.、文化放送
- 特別協賛：グッドスマイルカンパニー、ブシロード
- 後援：SMEレコーズ、キングレコード、ジェネオン・ユニバーサル・エンターテイメントジャパン、日本コロムビア、Being、フライングドッグ、ポニーキャニオン、MAGES.、ランティス、ワーナー・ホーム・ビデオ
- 企画：アニサマプロジェクト実行委員会
- 協力：さいたまスーパーアリーナ

出演者
8月27日
- アイドルマスター（中村繪里子・今井麻美・長谷川明子・原由実）
- 麻生夏子
- ULTRA-PRISM
- ELISA
- 佐咲紗花
- JAM Project
- 田村ゆかり
- 茅原実里
- 七森中☆ごらく部
- ヒャダイン
- 飛蘭
- fripSide
- BREAKERZ
- May'n
- ももいろクローバーZ

8月28日
- 石川智晶
- いとうかなこ + 志倉千代丸
- エリオをかまってちゃん
- Kalafina（特別出演）
- GRANRODEO
- 栗林みな実
- 黒崎真音
- JAM Project
- ファンタズム（FES cv.榊原ゆい）
- 堀江由衣
- 水樹奈々
- 宮野真守
- ミルキィホームズ
- RO-KYU-BU!（花澤香菜・井口裕香・日笠陽子・日高里菜・小倉唯）

サプライズゲスト
- マギー利博、エスパー伊東（8月27日、fripSideのゲストとして）
- ささきいさお（8月27日）
- 水木一郎（8月27日）
- 水樹奈々（8月27日、JAM Projectとのセッションとして）
- 八木沼悟志、motsu（8月28日、ALTIMAとして）
- T.M.Revolution（8月28日）

セットリスト
8月27日
1. メドレー / 田村ゆかり、茅原実里
  1. Freedom Dreamer（音楽番組 『あにてれPresents アニソ〜ンぷらす』2010年7月度ED）
  2. 惑星のランデブー

2. 禁断のエリクシア / May'n（劇場版 マクロスF 恋離飛翼〜サヨナラノツバサ〜 挿入歌）
3. もしも君が願うのなら / May'n（戦場のヴァルキュリア3 主題歌）
4. Scarlet Ballet / May'n（緋弾のアリア OP）
5. 侵略ノススメ☆ / ULTRA-PRISM（侵略!イカ娘 OP）
6. ゆりゆららららゆるゆり大事件 / 七森中☆ごらく部（ゆるゆり OP）
7. GO MY WAY!! / アイドルマスター（THE IDOLM@STER 挿入歌）
8. READY!! / アイドルマスター（THE IDOLM@STER OP）
9. エウレカベイビー / 麻生夏子（バカとテストと召喚獣にっ! ED）
10. メドレー / 麻生夏子
  1. ダイヤモンドスター☆（カードファイト!! ヴァンガード ED）
  2. More-more LOVERS!!（えむえむっ! ED）
  3. Perfect-area complete!（バカとテストと召喚獣 OP）

11. メドレー / ヒャダイン feat.佐咲紗花
  1. ヒャダインのカカカタ☆カタオモイ-C（日常 OP）
  2. ヒャダインのじょーじょーゆーじょー（日常 OP）

12. Zzz / 佐咲紗花（日常 ED）
13. Last vision for last / 飛蘭（百花繚乱 サムライガールズ OP）
14. 螺旋、或いは聖なる欲望。 / 飛蘭（聖痕のクェイサーII OP）
15. God only knows〜集積回路の夢旅人 / ELISA（神のみぞ知るセカイ OP）
16. 熱帯夜Girls / 奥井雅美、飛蘭、麻生夏子
17. CLIMBER×CLIMBER / BREAKERZ（カードファイト!! ヴァンガード CMソング）
18. 残酷な天使のテーゼ ※サビ1コーラスのみ / BREAKERZ
19. Everlasting Luv / BREAKERZ（名探偵コナン OP）
  - -休憩-

20. メドレー / fripSide
  1. LEVEL5 judgelight（とある科学の超電磁砲 OP）
  2. only my railgun（とある科学の超電磁砲 OP）

21. Heaven is a Place on Earth / fripSide（劇場版 ハヤテのごとく! HEAVEN IS A PLACE ON EARTH 主題歌）
22. 宇宙戦艦ヤマト / ささきいさお（宇宙戦艦ヤマト OP）
23. 銀河鉄道999 / ささきいさお（銀河鉄道999 OP）
24. マジンガーZ / 水木一郎（マジンガーZ OP）
25. コン・バトラーVのテーマ / 水木一郎（超電磁ロボ コン・バトラーV OP）
26. Z伝説 〜終わりなき革命〜 / ももいろクローバーZ、水木一郎（東京ジョイポリス CMソング）
27. メドレー / ももいろクローバーZ
  1. ミライボウル（ドラゴンクライシス! ED）
  2. ピンキージョーンズ（ヨスガノソラ ED）

28. Butter-Fly / 影山ヒロノブ、May'n（デジモンアドベンチャー OP）
29. Defection / 茅原実里
30. Planet patrol / 茅原実里
31. TERMINATED / 茅原実里（境界線上のホライゾン OP）
32. Beautiful Amulet / 田村ゆかり（魔法少女リリカルなのはStrikerS ED）
33. Endless Story / 田村ゆかり（C3 -シーキューブ- OP）
34. LOVE ME NOW! / 田村ゆかり（ハッピーMusic POWER PLAY）
35. MAXON / JAM Project（スーパーロボット大戦OG ジ・インスペクター OP）
36. VICTORY / JAM Project（スーパーロボット大戦MX OP）
37. Rocks / JAM Project（スーパーロボット大戦OG ORIGINAL GENERATIONS OP）
38. GONG〜SKILL / JAM Project、水樹奈々（SKILLのみ出演）
  - -アンコール-

39. rainbow / 出演者全員（BREAKERZ、ささきいさお、水木一郎、ももいろクローバーZを除く）

8月28日
1. メドレー / 堀江由衣、水樹奈々
  1. ヒカリ（いぬかみっ! OP）
  2. COSMIC LOVE（ロザリオとバンパイア OP）

2. Rumbling hearts / 栗林みな実（君が望む永遠 OP）
3. 時すでに始まりを刻む / 栗林みな実（刀語 第12話ED）
4. STRAIGHT JET / 栗林みな実（IS 〈インフィニット・ストラトス〉 OP）
5. 翼はPleasure Line / 栗林みな実、黒崎真音（クロノクルセイド OP）
6. Magic∞world / 黒崎真音（とある魔術の禁書目録II ED）
7. メモリーズ・ラスト / 黒崎真音（とある魔術の禁書目録II ED）
8. オルフェ / 宮野真守（うたの☆プリンスさまっ♪ マジLOVE1000% OP）
9. BODY ROCK / 宮野真守
10. SHOOT! / RO-KYU-BU!（ロウきゅーぶ! OP）
11. Party Love〜おっきくなりたい〜 / RO-KYU-BU!（ロウきゅーぶ! ED）
12. 正解はひとつ!じゃない!! / ミルキィホームズ（テレビアニメ 探偵オペラ ミルキィホームズ OP）
13. 雨上がりのミライ / ミルキィホームズ
14. Hacking to the Gate / いとうかなこ+志倉千代丸（テレビアニメ STEINS;GATE OP）
15. 刻司ル十二ノ盟約 / ファンタズム（FES cv.榊原ゆい）（テレビアニメ STEINS;GATE ED）
16. 裏切りの夕焼け / 谷山紀章、宮野真守（デュラララ!! OP）
17. インモラリスト / 堀江由衣（ドラゴンクライシス! OP）
18. メドレー / 堀江由衣
  1. PRESENTER（DOG DAYS ED）
  2. YAHHO!!（かなめも ED）

19. もう何も怖くない、怖くはない / 石川智晶（劇場版 機動戦士ガンダム00 -A wakening of the Trailblazer- 挿入歌）
20. 不完全燃焼 / 石川智晶（神様ドォルズ OP）
21. NOAH / JAM Project（第2次スーパーロボット大戦Z 破界篇 OP）
22. Vanguard / JAM Project（カードファイト!! ヴァンガード OP）
23. レスキューファイアー / JAM Project（トミカヒーロー レスキューファイアー OP）
  - -休憩-

24. Os-宇宙人 / エリオをかまってちゃん（電波女と青春男 OP）
25. コタツから眺める世界地図 / エリオをかまってちゃん （電波女と青春男 IN）
26. SUPERNOVA / GRANRODEO（アニソンぷらす 2011年4月期 ED）
27. アウトサイダー / GRANRODEO（キューティーハニー THE LIVE 挿入歌）
28. Go For It! / GRANRODEO（IGPX OP）
29. Magia / Kalafina（魔法少女まどか☆マギカ ED）
30. sprinter / Kalafina（劇場版 空の境界第五章 矛盾螺旋 ED）
31. I'll believe / ALTIMA（灼眼のシャナIII-FINAL- ED）
32. FLAGS / T.M.Revolution（劇場版 戦国BASARA -The Last Party- OP）
33. SWORD SUMMIT / T.M.Revolution（戦国BASARA弐 OP）
34. ignited -イグナイテッド- / T.M.Revolution（機動戦士ガンダムSEED DESTINY OP）
35. ETERNAL BLAZE / 水樹奈々、遠藤正明（『魔法少女リリカルなのはA's OP）
36. UNBREAKABLE / 水樹奈々（アンチェインブレイズ レクス OP）
37. 純潔パラドックス / 水樹奈々（BLOOD-C ED）
38. SCARLET KNIGHT / 水樹奈々（DOG DAYS OP）
  - -アンコール-

39. rainbow / 出演者全員（Kalafina、T.M.Revolutionを除く）

CD
rainbow
歌：麻生夏子、いとうかなこ、ELISA、KISHOW（GRANRODEO）、栗林みな実、黒崎真音、JAM Project（影山ヒロノブ、遠藤正明、きただにひろし、奥井雅美、福山芳樹）、田村ゆかり、茅原実里、水樹奈々、May'n
作詞・作曲：志倉千代丸
Animelo Summer Live 2011 -rainbow- テーマソング
2011年7月27日発売。ドワンゴ・ミュージック・エンタテインメント/エイベックス・マーケティング/DGES-10004

Blu-ray、DVD
Animelo Summer Live 2011-rainbow-8.27
2012年3月28日発売/キングレコード/KIXM-1016〜1017、KIBM-1501〜1503
Animelo Summer Live 2011-rainbow-8.28
2012年3月28日発売/キングレコード/KIXM-1018〜1019、KIBM-1504〜1506
- それぞれBlu-ray版（2枚組）とDVD版（3枚組）を発売。
- 27日分はささきいさお、BREAKERZ「Everlasting Luv」が未収録
- 28日分はKalafina、T.M.Revolutionが未収録

関連番組
ニコニコ生放送において、ライブ出演アーティストとのトーク番組『アニサマ2011楽屋スペシャル 〜 Together for Tomorrow 〜』が放送された。
MC
- 2011年8月27日：白石稔、山本彩乃
- 2011年8月28日：鷲崎健、麻生夏子

その他
- 2011年3月11日に発表記者会見が行われた。司会は鷲崎健と吉田涙子（文化放送アナウンサー）。奇しくも、直後に東日本大震災が発生した。
- ライブ直前である8月23日、24日、25日に2009年と2010年のアニサマの映像がニコニコ生放送で放送された（2010年はダイジェスト版）。
- 東日本大震災の影響による電力制限を考慮して、予定されていた関連イベント「アニサマウィーク」、けやきひろばステージでのミニイベントは実施を見送られた。また、節電対策と観客の体調を考慮し、両日共に公演中に約20分間の休憩時間が設けられた。今回はライブ本編はニコニコ生放送での配信は行われなかった。
- JAM Projectが初めて両日共に参加した。
- 通常の電力使用量の20% - 25%の節電対策が行われた。
- 両日共に規制退場が行われ、公演終了後は指定されたブロックから順番に退場させられた（公演終了前の退場者は規制されなかった）。28日の終了後、昨年と同じくスクリーンにてAnisama2012が翌年行われる告知がなされた。

## 2012年

### SUPER GAMESONG LIVE 2012 -NEW GAME-
- タイトル：SUPER GAMESONG LIVE 2012 -NEW GAME-
- 開催日：2012年5月26日
- 会場：パシフィコ横浜
- 主催：MAGES.、文化放送

出演者
- IDOLM@STER（今井麻美・長谷川明子・沼倉愛美）
- AiRI
- アフィリア・サーガ・イースト
- 彩音
- いとうかなこ
- 今井麻美
- CooRie
- 栗林みな実
- 榊原ゆい
- サクラ大戦 帝国華撃団 ＜真宮寺さくら（横山智佐） 神崎すみれ（富沢美智恵） マリア・タチバナ（高乃麗）＞
- 佐藤ひろ美
- Ceui
- Zwei
- nao
- NanosizeMir
- 飛蘭
- Prico
- 桃井はるこ
- yozuca*
- LieN -リアン-
- Rita

### Animelo Summer Live 2012 -INFINITY∞-
- タイトル：Animelo Summer Live 2012 -INFINITY∞-
- 開催日：2012年8月25日、8月26日
- 会場：さいたまスーパーアリーナ（スタジアムモード）
- 主催：MAGES.、文化放送
- 協賛：カラオケの鉄人、グッドスマイルカンパニー、ブシロード
- 後援：インデックス、キングレコード、ジェネオン・ユニバーサル・エンターテイメントジャパン、DIVE II entertainment、5pb.、フライングドッグ、ポニーキャニオン、ランティス
- 企画：アニサマプロジェクト実行委員会
- 協力：さいたまスーパーアリーナ

出演者
8月25日
- 藍井エイル（特別出演）
- AKINO with bless4
- アフィリア・サーガ・イースト
- ALI PROJECT
- ALTIMA
- いとうかなこ×志倉千代丸-科学アドベンチャーユニット-
- 川田まみ
- 鈴木このみ
- StylipS
- 田村ゆかり
- Zwei
- 南里侑香
- 野水いおり
- 春奈るな（特別出演）
- PERSONA4 MUSIC BAND
- 三澤紗千香
- May'n
- ゆいかおり
- LiSA（特別出演）

8月26日
- 石川智晶
- 後ろから這いより隊G（阿澄佳奈、松来未祐、大坪由佳）
- 小野大輔
- 喜多村英梨
- GRANRODEO
- 栗林みな実
- 黒崎真音
- 小松未可子
- 鈴村健一
- ST☆RISH
- 茅原実里
- 七森中☆ごらく部
- 初音ミク
- 堀江由衣
- μ's from ラブライブ!
- ミルキィホームズ
- 宮野真守
- Ray

バックバンド『アニサマバンド「INFINITY」』
- 平山[ヒラポン]牧伸（ドラム）
- 松尾洋一（ギター）
- 村上聖（ベース）
- 村山☆潤（キーボード）
- 山崎淳（ギター）

サプライズゲスト
- 森口博子（8月25日）
- 岡本夏生（8月25日、ALTIMAのゲストとして）
- 上杉昇（8月26日）
- 織田哲郎 / TETSU（8月26日）

セットリスト
8月25日
1. メドレー / 田村ゆかり&May'n
  1. おしえて A to Z
  2. Ready Go!

2. JOINT / 川田まみ（灼眼のシャナII OP）
3. Borderland / 川田まみ（ヨルムンガンド OP）
4. No buts! / 川田まみ（とある魔術の禁書目録II OP）
5. スカイクラッドの観測者 / いとうかなこ×志倉千代丸-科学アドベンチャーユニット-
6. Hacking to the Gate / いとうかなこ×志倉千代丸-科学アドベンチャーユニット-
7. 拡張プレイス / Zwei（ROBOTICS;NOTES OP）
8. La*La*Laラボリューション / アフィリア・サーガ・イースト（STEINS;GATE 比翼恋理のだーりん OP）
9. メドレー / ゆいかおり
  1. PUPPY LOVE!!（ニコニコ生放送「電波研究社」2011年9月度 ED）
  2. Our Steady Boy （kiss×sis ED）

10. メドレー / StylipS
  1. Choose me♡ダーリン（この中に1人、妹がいる! OP）
  2. STUDY×STUDY（ハイスクールD×D ED）
  3. MIRACLE RUSH（咲-Saki- 阿知賀編 episode of side-A OP）

11. 魔・カ・セ・テ Tonight / 野水いおり（これはゾンビですか? OP）
12. *** パショナート / 野水いおり（これはゾンビですか? オブ・ザ・デッド OP）
13. 輝跡 -kiseki- / 南里侑香（セイクリッドセブン OP&ED）
14. LIVE ON! / 南里侑香（ARK FRONTIER -時空漂流- テーマソング）
15. ユナイト / 三澤紗千香（アクセル・ワールド ED）
16. MEMORIA / 藍井エイル（Fate/Zero 1stシーズン ED）
17. 空は高く風は歌う / 春奈るな（Fate/Zero 2ndシーズン ED）
18. key plus words / PERSONA4 MUSIC BAND（平田志穂子 feat. 川村ゆみ）（Persona4 the ANIMATION OP）
19. Beauty of Destiny / PERSONA4 MUSIC BAND（平田志穂子 feat. Lotus Juice）（Persona4 the ANIMATION ED）
20. CHOIR JAIL / 鈴木このみ（黄昏乙女×アムネジア OP）
21. ブルーウォーター / 鈴木このみ&野水いおり&三澤紗千香（ふしぎの海のナディア OP）
22. 水の星へ愛を込めて / 森口博子（機動戦士Ζガンダム OP）
23. ETERNAL WIND〜ほほえみは光る風の中〜 / 森口博子（機動戦士ガンダムF91 テーマソング）
  - -休憩-

24. oath sign / LiSA（Fate/Zero 1stシーズン OP）
25. crossing field / LiSA（ソードアート・オンライン OP）
26. Burst The Gravity / ALTIMA（アクセル・ワールド OP）
27. メドレー / ALTIMA
  1. I'll believe
  2. One（灼眼のシャナIII-FINAL- ED）

28. 凶夢伝染 / ALI PROJECT（Another OP）
29. 月蝕グランギニョル / ALI PROJECT（AVENGER OP）
30. ピアニィ・ピンク / ALI PROJECT（CLAMP学園探偵団 OP）
31. パラドキシカルZOO / AKINO with bless4（アクエリオンEVOL OP）
32. 君の神話〜アクエリオン第二章 / AKINO with bless4（アクエリオンEVOL OP）
33. 創聖のアクエリオン / AKINO with bless4&いとうかなこ
34. Brain Diver / May'n（ファイ・ブレイン 神のパズル OP）
35. Mr.Super Future Star / May'n（エクストルーパーズ 主題歌）
36. ダイアモンド クレバス / May'n
37. Chase the world / May'n（アクセル・ワールド OP）
38. 微笑みのプルマージュ / 田村ゆかり（魔法少女リリカルなのは The MOVIE 2nd A's ED）
39. 滑空の果てのイノセント / 田村ゆかり（魔法少女リリカルなのはA's PORTABLE -THE GEARS OF DESTINY- ED）
40. Endless Story / 田村ゆかり
41. You & me / 田村ゆかり&motsu
  - -アンコール-

42. INFINITY 〜1000年の夢〜 / 出演者全員（特別出演者と森口博子を除く）

8月26日
1. マジLOVE1000% / ST☆RISH（うたの☆プリンスさまっ♪マジLOVE1000% ED）
2. 未来地図 / ST☆RISH（うたの☆プリンスさまっ♪マジLOVE1000% 挿入歌）
3. メドレー / 堀江由衣
  1. YAHHO!!
  2. 夏の約束 （DOG DAYS' ED）

4. CHILDISH♥LOVE♥WORLD / 堀江由衣
5. ナゾ! ナゾ? Happiness!! / ミルキィホームズ （探偵オペラ ミルキィホームズ 第2幕 OP）
6. 正解はひとつ!じゃない!! / ミルキィホームズ
7. マイペースでいきましょう / 七森中☆ごらく部（ゆるゆり ED）
8. いぇす!ゆゆゆ☆ゆるゆり♪♪ / 七森中☆ごらく部（ゆるゆり♪♪ OP）
9. メドレー / 七森中☆ごらく部 & ミルキィホームズ
  1. ゆりゆららららゆるゆり大事件
  2. 雨上がりのミライ

10. Happy Girl / 喜多村英梨（パパのいうことを聞きなさい! OP）
11. re;story / 喜多村英梨
12. DELIGHT / 小野大輔
13. 熱烈ANSWER / 小野大輔（バトルスピリッツ ブレイヴ ED）
14. あすなろ / 鈴村健一（神様のメモ帳 ED）
15. Messenger / 鈴村健一
16. アンインストール / 石川智晶&茅原実里
17. signs 〜朔月一夜〜 / 栗林みな実（トータル・イクリプス ED）
18. 君の中の英雄 / 栗林みな実（機動戦士ガンダムAGE ED）
19. HAPPY CRAZY BOX / 栗林みな実（めだかボックス OP）
20. sign / Ray（あの夏で待ってる OP）
21. Black Holy / 小松未可子（モーレツ宇宙海賊 イメージソング&ゲストED）
22. DAN DAN 心魅かれてく / 織田哲郎&黒崎真音&Ray&小松未可子（ドラゴンボールGT OP）
23. 炎のさだめ / TETSU（装甲騎兵ボトムズ ペールゼン・ファイルズ劇場版 主題歌）
24. 世界が終るまでは… / 織田哲郎&上杉昇（SLAM DUNK ED）
  - -休憩-

25. ワールドイズマイン / 初音ミク（米国トヨタ・カローラ CM曲）
26. Tell Your World / 初音ミク（Google Chroome“あなたのウェブを、はじめよう。”キャンペーンCM曲）
27. 太陽曰く燃えよカオス / 後ろから這いより隊G（這いよれ! ニャル子さん OP）
28. 夏色えがおで1,2,Jump! / μ's from ラブライブ!
29. YOU GET TO BURNING / 栗林みな実&喜多村英梨（機動戦艦ナデシコ OP）
30. 黎鳴-reimei- / 黒崎真音（薄桜鬼 黎明録 OP）
31. Magic∞World / 黒崎真音
32. DREAM FIGHTER / 宮野真守（ウルトラマン列伝 OP）
33. オルフェ / 宮野真守
34. The Giving Tree / 石川智晶（幻想水滸伝 紡がれし百年の時 主題歌）
35. あんなに一緒だったのに / 石川智晶（機動戦士ガンダムSEED ED）
36. Can Do / GRANRODEO（黒子のバスケ OP）
37. RIMFIRE / GRANRODEO（黒子のバスケ OP）
38. シャニムニ / GRANRODEO
39. ZONE//ALONE / 茅原実里（境界線上のホライゾンII OP）
40. TERMINATED / 茅原実里
41. SELF PRODUCER / 茅原実里（お兄ちゃんだけど愛さえあれば関係ないよねっ OP）
42. Paradise Lost / 茅原実里（喰霊―零― OP）
  - -アンコール-

43. INFINITY 〜1000年の夢〜 / 出演者全員（上杉昇、初音ミク、ST☆RISH（寺島拓篤、諏訪部順一、下野紘）を除く）

CD
INFINITY 〜1000年の夢〜
歌：AKINO from bless4、川田まみ、KISHOW（GRANRODEO）、喜多村英梨、栗林みな実、田村ゆかり、茅原実里、May'n
作詞：影山ヒロノブ、奥井雅美/作曲：織田哲郎/編曲：鈴木Daichi秀行
Animelo Summer Live 2012 -infinity∞- テーマソング
2012年7月18日発売。ドワンゴ・ミュージック・エンタテインメント/エイベックス・マーケティング/DGBS-10014
8月26日のライブではこのテーマソングの作曲を担当した織田も披露していた。

Blu-ray、DVD
Animelo Summer Live 2012-INFINITY∞- 8.25
2013年3月17日発売/キングレコード/KIXM-1020〜1、KIBM-1570〜9
Animelo Summer Live 2012-INFINITY∞- 8.26
2013年3月17日発売/キングレコード/KIXM-1022〜3、KIBM-1510〜2
- それぞれBlu-ray版（2枚組）とDVD版（3枚組）を発売。
- 25日分は藍井エイル、春奈るな、LiSAが未収録
- 26日分は初音ミクが未収録

その他
- 2012年3月23日に発表記者会見が行われた。司会は鷲崎健と石田絵里奈（文化放送アナウンサー）。
- これまで初回から連続で出演していたJAM Projectと水樹奈々は今回初の不参加となった。JAM Projectはさらなるアニソン界の発展のために新たなアーティストにアニサマを引き継ぐため、水樹奈々は自身の全国ツアーに専念するため、としている。不参加であるが両名とも発表記者会見には映像にて出演している。
- JAM Projectと水樹奈々の不参加により、初日は田村ゆかり、2日目は茅原実里がそれぞれ初めてのトリを務めた。
- 2日目の休憩時間中、流田Projectのミニライブが放映された。
- 26日の終了後、昨年と同じくスクリーンにてAnimelo Summer Live 2013が翌年行われる告知がなされた。

### Anisama in Shanghai 2012 〜 Next Stage 〜
- タイトル：Anisama in Shanghai 2012 〜 Next Stage 〜
- 開催日：2012年10月27日（2012年9月17日に開催延期が発表。そのまま無期延期となり事実上中止）
- 会場：上海メルセデス・ベンツ・アリーナ

出演予定者
- 藍井エイル
- 岩田光央
- 栗林みな実
- CONNECT
- JAM Project
- 鈴村健一
- 田村ゆかり
- 茅原実里
- nomico（のみこ） + Masayoshi Minoshima
- 春奈るな
- FLOW
- miko
- 水樹奈々
- May'n
- √5

## 2013年

### Animelo Summer Live 2013 -FLAG NINE-
- タイトル：Animelo Summer Live 2013 -FLAG NINE-
- 開催日：2013年8月23日、8月24日、8月25日
- 会場：さいたまスーパーアリーナ（スタジアムモード）
- 主催：MAGES.、文化放送
- 協賛：カラオケの鉄人、グッドスマイルカンパニー、ブシロード
- 後援：エイベックス・エンタテインメント、キングレコード、ジェネオン・ユニバーサル・エンターテイメントジャパン、ソニー・ミュージックエンタテインメント、DIVE II entertainment、日本コロムビア、響ミュージック、5pb.、フライングドッグ、ポニーキャニオン、メディアファクトリー、ユニバーサル ミュージック ZERO-A、ランティス、ワーナー・ホーム・ビデオ
- 企画：アニサマプロジェクト実行委員会
- 協力：さいたまスーパーアリーナ、セブン-イレブン・ジャパン、タワーレコード、ぴあ

出演者
8月23日
- earthmind
- アイドルマスターシンデレラガールズ（福原綾香、原紗友里、青木瑠璃子、五十嵐裕美、黒沢ともよ、高森奈津美、松嵜麗、三宅麻理恵、山本希望、佳村はるか）
- ALI PROJECT
- 串田アキラ
- ZAQ
- 鈴木このみ
- 茅原実里
- ChouCho
- 中川翔子
- nano.RIPE
- 藤田麻衣子
- FLOW
- 三澤紗千香
- ミルキィホームズ
- μ's
- May'n
- ももいろクローバーZ
- Ray

8月24日
- あいう♥らぶ
- アイドルマスターミリオンスターズ（中村繪里子・今井麻美・若林直美・沼倉愛美・山崎はるか・田所あずさ）
- 藍井エイル
- アフィリア・サーガ
- angela
- 上坂すみれ
- OLDCODEX
- 栗林みな実
- GRANRODEO
- Gero
- サイキックラバー
- T-Pistonz+KMC
- Zwei
- 中島愛
- 七森中☆ごらく部
- 春奈るな
- fripSide
- 山本正之
- LiSA

8月25日
- i☆Ris
- いとうかなこ
- 後ろから這いより隊G
- 小倉唯
- 喜多村英梨
- 黒崎真音
- 小松未可子
- 鈴村健一
- ST☆RISH
- スフィア
- 竹達彩奈
- 田村ゆかり
- 富永TOMMY弘明
- 南里侑香
- 野水いおり
- 日笠陽子
- petit milady
- 水樹奈々
- 宮野真守
- ゆいかおり

バックバンド『アニサマバンド「FLAG NINE」』
- 佐藤強一（ドラム）
- 平山[ヒラポン]牧伸（ドラム）
- 村上聖（ベース）
- 松尾洋一（ギター）
- 山崎淳（ギター）
- 高藤大樹（キーボード）

サプライズゲスト
- NoB（8月23日、中川翔子とのセッションとして）
- ふとし from キバオブアキバ（8月23日、鈴木このみとのセッションとして）
- motsu（8月24日、fripSideとのセッションとして）
- 土屋アンナ（8月24日）
- Coda（8月25日）

セットリスト
8月23日
1. Celestial Diva / 茅原実里 & 宝野アリカ（ケイオスリングスII テーマソング）
2. ムーンライト伝説 / ももいろクローバーZ（美少女戦士セーラームーン OP）
3. サラバ、愛しき悲しみたちよ / ももいろクローバーZ（テレビドラマ『悪夢ちゃん』ED）
4. 猛烈宇宙交響曲・第七楽章「無限の愛」 / ももいろクローバーZ（モーレツ宇宙海賊 OP）
5. お願い! シンデレラ / アイドルマスターシンデレラガールズ（アイドルマスター シンデレラガールズ テーマソング）
6. 輝く世界の魔法 / アイドルマスターシンデレラガールズ（アイドルマスター シンデレラガールズ テーマソング）
7. Recall / Ray（AMNESIA ED）
8. 楽園PROJECT / Ray（To LOVEる -とらぶる- ダークネス OP）
9. DreamRiser / ChouCho（ガールズ&パンツァー OP）
10. telepath〜光の塔〜 / 三澤紗千香（劇場版 とある魔術の禁書目録 -エンデュミオンの奇蹟- 挿入歌）
11. リンクス / 三澤紗千香（とある科学の超電磁砲S ED）
12. メドレー / ZAQ
  1. 激情論（ハイスクールD×D NEW 停止教室のヴァンパイア編 OP）
  2. MASANIANISAMA

13. Sparkling Daydream / ZAQ（中二病でも恋がしたい！ OP）
14. ENERGY / earthmind（ビビッドレッド・オペレーション OP）
15. 空色デイズ / 中川翔子
16. ペガサス幻想 ver.Ω / 中川翔子 & NoB（聖闘士星矢Ω OP）
17. 轟轟戦隊ボウケンジャー / NoB（轟轟戦隊ボウケンジャー OP）
18. メドレー / 串田アキラ
  1. 豪食マイウェイ!!（トリコ OP）
  2. ガツガツ!!（トリコ OP）

19. 宇宙刑事ギャバン / 串田アキラ（宇宙刑事ギャバン OP）
20. キン肉マンGo Fight! / 串田アキラ & ももいろクローバーZ（キン肉マン OP）
21. DAYS / FLOW（交響詩篇エウレカセブン OP）
22. CHA-LA HEAD-CHA-LA / FLOW（ドラゴンボールZ 神と神 主題歌）
23. GO!!! / FLOW（NARUTO -ナルト- OP）
  - -休憩-

24. 僕らは今のなかで / μ's（ラブライブ! OP）
25. START:DASH!! / μ's（ラブライブ! 挿入歌）
26. 影踏み / nano.RIPE（劇場版 花咲くいろは HOME SWEET HOME 主題歌）
27. リアルワールド / nano.RIPE（人類は衰退しました OP）
28. ねぇ / 藤田麻衣子（緋色の欠片 OP）
29. DAYS of DASH / 鈴木このみ（さくら荘のペットな彼女 ED）
30. 私がモテないのはどう考えてもお前らが悪い / 鈴木このみ n' キバオブアキバ feat. ZAQ（私がモテないのはどう考えてもお前らが悪い! OP）
31. ぐろーりーぐろーいん☆DAYS / ミルキィホームズ（ふたりはミルキィホームズ OP）
32. 正解はひとつ!じゃない!! / ミルキィホームズ（探偵オペラ ミルキィホームズ OP）
33. 禁じられた遊び / ALI PROJECT（ローゼンメイデン OP）
34. 聖少女領域 / ALI PROJECT
35. 私の薔薇を喰みなさい / ALI PROJECT（ローゼンメイデン（新シリーズ） OP）
36. ViViD / May'n（ブラッドラッド OP）
37. アオゾラ / May'n（BTOOOM! ED）
38. 射手座☆午後九時 Don't be late / May'n
39. この世界は僕らを待っていた / 茅原実里（翠星のガルガンティア OP）
40. CRADLE OVER / 茅原実里（ディスガイア D2 OP）
41. 境界の彼方 / 茅原実里（境界の彼方 OP）
42. TERMINATED / 茅原実里（境界線上のホライゾン OP）
  - -アンコール-

43. The Galaxy Express 999 / アニサマ2013出演アーティスト

8月24日
1. バリバリ最強No.1 / angela & Zwei（地獄先生ぬ〜べ〜 OP）
2. sister's noise / fripSide（とある科学の超電磁砲S OP）
3. メドレー / fripSide feat. motsu
  1. LEVEL5-judgelight-
  2. only my railgun

4. 七つの海よりキミの海 / 上坂すみれ（波打際のむろみさん OP）
5. カニ☆Do-Luck! / あいう♥らぶ（あいうら OP）
6. ネプテューヌ☆サガして / アフィリア・サーガ（超次元ゲイム ネプテューヌ ED）
7. BELOVED×SURVIVAL / Gero（BROTHERS CONFLICT OP）
8. 純情スペクトラ / Zwei（ROBOTICS;NOTES OP）
9. そんなこと裏のまた裏話でしょ? / 中島愛（琴浦さん OP）
10. ありがとう / 中島愛（たまゆら 〜もあぐれっしぶ〜 ED）
11. Overfly / 春奈るな（ソードアート・オンライン ED）
12. アイヲウタエ / 春奈るな（〈物語〉シリーズ セカンドシーズン ED）
13. 逆転イッパツマン / 山本正之 & 七森中☆ごらく部（逆転イッパツマン OP）
14. ヤッターマンの歌 / 山本正之 & 七森中☆ごらく部 & アフィリア・サーガ（ヤッターマン OP）
15. メドレー / T-Pistonz+KMC
  1. ガチで勝とうゼッ!（イナズマイレブンGO ギャラクシー OP）
  2. マジで感謝!（イナズマイレブン OP）

16. カタルリズム / OLDCODEX（黒子のバスケ ED）
17. Rage on / OLDCODEX（Free! OP）
18. メドレー / アイドルマスターミリオンスターズ
  1. THE IDOLM@STER
  2. READY!!

19. Thank You! / アイドルマスターミリオンスターズ（アイドルマスター ミリオンライブ! テーマソング）
20. STRAIGHT JET / 栗林みな実
21. Doubt the World / 栗林みな実（トータル・イクリプス OP）
22. ZERO!! / 栗林みな実（はたらく魔王さま! OP）
  - -休憩-

23. 僕じゃない / angela（革命機ヴァルヴレイヴ ED）
24. メドレー / angela
  1. 明日へのbrilliant road（宇宙のステルヴィア OP）
  2. Beautiful fighter（屍姫 赫・屍姫 玄 OP）
  3. gravitation（ヒロイック・エイジ OP）
  4. 蒼い春
  5. Shangri-La

25. KINGS / angela（K OP）
26. ゆりゆららららゆるゆり大事件 お祭りVer. / 七森中☆ごらく部
27. マジカル大☆大☆大冒険! / 七森中☆ごらく部（マイリトルポニー〜トモダチは魔法〜 OP）
28. Vanguard Fight / サイキックラバー（カードファイト!! ヴァンガード リンクジョーカー編 OP）
29. 侍戦隊シンケンジャー / サイキックラバー
30. 特捜戦隊デカレンジャー / サイキックラバー & T-Pistonz+KMC
31. AURORA / 藍井エイル（機動戦士ガンダムAGE OP）
32. INNOCENCE / 藍井エイル（ソードアート・オンライン OP）
33. rose / 土屋アンナ（NANA OP）
34. Switch On! / 土屋アンナ（仮面ライダーフォーゼ OP）
35. crossing field / LiSA
36. träumerei / LiSA（幻影ヲ駆ケル太陽 OP）
37. Crow Song / LiSA
38. 偏愛の輪舞曲 / GRANRODEO（カーニヴァル OP）
39. DARK SHAME / GRANRODEO（CØDE:BREAKER OP）
40. Can Do / GRANRODEO（黒子のバスケ第一期OP）
41. Go For It! / GRANRODEO（IGPXOP）
  - -アンコール-

42. The Galaxy Express 999 / アニサマ2013出演アーティスト（山本正之を除く）

8月25日
1. メドレー / 水樹奈々 & 宮野真守
  1. オルフェ
  2. SCARLET KNIGHT（DOG DAYS OP）

2. 太陽曰く燃えよカオス / 後ろから這いより隊G
3. 恋は渾沌の隷也 / 後ろから這いより隊G（這いよれ!ニャル子さんW OP）
4. ライスとぅミートゅー / 竹達彩奈
5. SAVE THE WORLD / 野水いおり（デート・ア・ライブ ED）
6. Black † White / 野水いおり（問題児たちが異世界から来るそうですよ? OP）
7. Get along / 野水いおり & 黒崎真音（スレイヤーズ OP）
8. §Rainbow / i☆Ris（プリティーリズム・レインボーライブ ED）
9. メドレー / 小倉唯
  1. Baby Sweet Berry Love（変態王子と笑わない猫。 ED）
  2. Raise（カンピオーネ! 〜まつろわぬ神々と神殺しの魔王〜 ED）

10. メドレー / ゆいかおり
  1. ウェィカッ!!（アニソンぷらす 2012年10月期OP）
  2. Shiny Blue（〜聖魔導物語〜 OP）

11. シロイカラス / 鈴村健一（CØDE:BREAKER ED）
12. ポジティヴマンタロウ / 鈴村健一
13. 終わらないメロディーを歌いだしました。 / 小松未可子（神さまのいない日曜日 ED）
14. 夏至の果実 / 小松未可子（小説アプリ「レントヘッド」 ED）
15. メドレー / petit milady
  1. 鏡のデュアル・イズム（遊☆戯☆王ZEXAL II OP）
  2. 100%サイダーガール（碧と彩奈のラ・プチミレディオ OP）

16. トポロジー / いとうかなこ（ROBOTICS;NOTES ED）
17. あなたの選んだこの時を / いとうかなこ（劇場版 STEINS;GATE 負荷領域のデジャヴ 主題歌）
18. 美しき残酷な世界 / 日笠陽子（進撃の巨人 ED）
19. ジョジョ 〜その血の運命〜 / 富永TOMMY弘明（ジョジョの奇妙な冒険（Part1 ファントムブラッド） OP）
20. BLOODY STREAM / Coda（ジョジョの奇妙な冒険（Part2 戦闘潮流） OP）
  - -休憩-

21. マジLOVE2000% / ST☆RISH（うたの☆プリンスさまっ♪マジLOVE2000% ED）
22. マジLOVE1000% -RAINBOW STAR ver.- / ST☆RISH（うたの☆プリンスさまっ♪マジLOVE2000% 挿入歌）
23. Birth / 喜多村英梨（神さまのいない日曜日 OP）
24. Sha-le-la / 喜多村英梨（アルヴ・レズル -機械仕掛けの妖精たち- 主題歌）
25. メドレー / 小松未可子 & 喜多村英梨
  1. Black Holy
  2. Happy Girl

26. UNDER/SHAFT / 黒崎真音（ヨルムンガンド PERFECT ORDER OP）
27. 君と太陽が死んだ日 / 黒崎真音（学園黙示録 HIGHSCHOOL OF THE DEAD ED）
28. 暁の車 / 南里侑香 & いとうかなこ
29. Mother land / 南里侑香（革命機ヴァルヴレイヴ 挿入歌）
30. BLOODY HOLIC / 南里侑香（ブラッドラッド ED）
31. カノン / 宮野真守（うたの☆プリンスさまっ♪マジLOVE2000% OP）
32. ULTRA FLY / 宮野真守（ウルトラマン列伝 OP）
33. GENESIS ARIA / スフィア（アラタカンガタリ〜革神語〜 OP）
34. Pride on Everyday / スフィア（バクマン。3 ED）
35. LET・ME・DO!! / スフィア（スフィアクラブ OP）
36. めてお☆いんぱくと / 田村ゆかり（俺の妹がこんなに可愛いわけがない 挿入歌）
37. W:Wonder tale / 田村ゆかり（俺の彼女と幼なじみが修羅場すぎる ED）
38. Fantastic future / 田村ゆかり（変態王子と笑わない猫。 OP）
39. 愛の星 / 水樹奈々（宇宙戦艦ヤマト2199第七章 ED）
40. BRAVE PHOENIX / 水樹奈々（魔法少女リリカルなのはA's 挿入歌）
41. Vitalization / 水樹奈々（戦姫絶唱シンフォギアG OP）
42. Synchrogazer / 水樹奈々（戦姫絶唱シンフォギア OP）
  - -アンコール-

43. The Galaxy Express 999 / アニサマ2013出演アーティスト（ST☆RISH〈寺島拓篤・谷山紀章・諏訪部順一・下野紘・鳥海浩輔〉、Codaを除く）

テーマソング
The Galaxy Express 999
作詞：奈良橋陽子、山川啓介/作曲：タケカワユキヒデ/編曲：佐久間正英
Animelo Summer Live 2013 -FLAG NINE- テーマソング

Blu-ray、DVD
Animelo Summer Live 2013 -FLAG NINE- 8.23
2014年3月26日発売/キングレコード/KIXM-1024〜5、KIBM-1513〜5
Animelo Summer Live 2013 -FLAG NINE- 8.24
2014年3月26日発売/キングレコード/KIXM-1026〜7、KIBM-1516〜8
Animelo Summer Live 2013 -FLAG NINE- 8.25
2014年3月26日発売/キングレコード/KIXM-1028〜9、KIBM-1519〜21
- それぞれBlu-ray版（2枚組）とDVD版（3枚組）を発売。
- 25日分はCodaが未収録

主な出来事
- アニサマ史上初となる3日間開催となった。
- 2013年3月28日に発表記者会見が行われた。司会は鷲崎健。
- ライブ直前である8月21日、22日にアニサマ2012の映像がニコニコ生放送で放送された（21日が一日目、22日が二日目の物）。
- 25日の終演後、昨年と同じくスクリーンにてAnimelo Summer Live 2014が翌年行われる告知がなされた。例年は翌年開催という告知のみであったが、本年は次回の開催日時と場所も告知された。2014年8月29日（金）、30日（土）、31日（日）の3日間でさいたまスーパーアリーナで行われた。
- 2013年11月17日・11月24日・12月1日には、NHK BSプレミアムにて各日2時間のダイジェスト版が放送。以降、毎年NHK BSプレミアム（2018はBSフジ、2021はBS11）で、ダイジェスト版が放送された。
- 後ろから這いより隊Gのメンバーとして出演し、2015年10月27日に亡くなった松来未祐は、これが最後のアニサマ出演となった。

### ANISAMA WORLD 2013 in Tokyo
- タイトル：アニメイト Presents ANISAMA WORLD 2013 in Tokyo supported by グッドスマイルカンパニー
- 開催日：2013年9月28日
- 会場：舞浜アンフィシアター
- 主催：ドワンゴ、MAGES.、文化放送
- 協賛：アニメイト、グッドスマイルカンパニー
- 企画：アニサマプロジェクト実行委員会
- 製作協力：FIRE WORKS

出演者
- earthmind
- 赤咲
- 奥井雅美
- 影山ヒロノブ
- 栗林みな実
- 茅原実里
- Valerie (Asian Pop Collective)

セットリスト
1. MASK / 奥井雅美 & 栗林みな実（爆れつハンター ED）
2. 輪舞-revolution / 奥井雅美 & 茅原実里
3. ZERO!! / 栗林みな実（はたらく魔王さま! OP）
4. Crystal Energy / 栗林みな実（舞-乙HiME ED）
5. Shining Days / 栗林みな実（舞-HiME OP）
6. マブラヴ / 奥井雅美 & 栗林みな実（マブラヴ 主題歌）
7. INSANITY / 奥井雅美（マブラヴ オルタネイティヴ トータル・イクリプスAVN主題歌）
8. Predestination / 奥井雅美（牙狼-GARO- 〜MAKAISENKI〜 ED）
9. あの日の午後 / 奥井雅美（遊☆戯☆王デュエルモンスターズ ED）
10. ソラノウタ / 奥井雅美（境界線上のホライゾンII ED）
11. B-Bird / earthmind（機動戦士ガンダムUC episode4 主題歌）
12. ENERGY / earthmind（ビビッドレッド・オペレーション OP）
13. HEATS / 影山ヒロノブ（真ゲッターロボ 世界最後の日 OP）
14. 夢スケッチ / 影山ヒロノブ（バクマン。 ED）
15. 青空のナミダ / 赤咲（BLOOD+ OP）
16. YAHHO!! / Valerie（かなめも ED）
17. CHA-LA HEAD-CHA-LA / 影山ヒロノブ Valerie 赤咲
18. 創聖のアクエリオン / 奥井雅美 & 茅原実里
19. ZONE//ALONE / 茅原実里
20. SELF PRODUCER / 茅原実里
21. TERMINATED / 茅原実里
22. Paradise Lost / 茅原実里
23. RE:BRIDGE / 全員
  - -アンコール-

24. evolution 〜for beloved one〜 / 全員

## 2014年

### ANISAMA WORLD 2014 in Taipei
- タイトル：animate Presents ANISAMA WORLD 2014 in Taipei supported by GOOD SMILE COMPANY
- 開催日：2014年3月28日
- 会場：Legacy Taipei

出演者
- 赤咲
- 奥井雅美
- 影山ヒロノブ
- 茅原実里
- Valerie (Asian Pop Collective)
- いとうかなこ
- 鈴木このみ

サプライズゲスト
- 富永TOMMY弘明

セットリスト
1. 輪舞-revolution / 奥井雅美 & 茅原実里
2. 空にかける橋 / 奥井雅美（テイルズ オブ エターニア THE ANIMATION OP）
3. Predestination / 奥井雅美
4. あの日の午後 / 奥井雅美（遊☆戯☆王デュエルモンスターズ ED）
5. Shuffle / 奥井雅美（遊☆戯☆王デュエルモンスターズ OP）
6. DAYS of DASH / 鈴木このみ
7. CHOIR JAIL / 鈴木このみ（黄昏乙女×アムネジア OP）
8. 私がモテないのはどう考えてもお前らが悪い / 鈴木このみ（私がモテないのはどう考えてもお前らが悪い! OP）
9. Hacking to the Gate / いとうかなこ
10. 追想のディスペア / いとうかなこ（ひぐらしのなく頃に絆 第一巻・祟 主題歌）
11. トポロジー / いとうかなこ（アニメROBOTICS;NOTES ED）
12. F.D.D. / 奥井雅美 & いとうかなこ（CHAOS;HEAD OP）
13. HEATS / 影山ヒロノブ
14. 聖闘士神話〜ソルジャー・ドリーム〜 / 影山ヒロノブ（聖闘士星矢 OP）
15. 青空のナミダ / 赤咲
16. YAHHO!! / Valerie
17. CHA-LA HEAD-CHA-LA / 影山ヒロノブ & Valerie & 赤咲
18. ジョジョ〜その血の運命〜 / 富永TOMMY弘明
19. TERMINATED / 茅原実里
20. SELF PRODUCER / 茅原実里
21. FOOL THE WORLD / 茅原実里（ノブナガ・ザ・フール OP）
22. Paradise Lost / 茅原実里
23. RE:BRIDGE〜Return to oneself〜 / 全員（富永TOMMY弘明除く）
  - -アンコール-

24. Happy Birthday to いとうかなこ / 全員（鈴木このみ除く）
25. evolution〜for beloved one〜 / 全員（鈴木このみ除く）

### Animelo Summer Live 2014 -ONENESS-
Animelo Summer Live 2013 -FLAG NINE-3日目の終演時に発表された。
- タイトル：Animelo Summer Live 2014 -ONENESS-
- 開催日：2014年8月29日、8月30日、8月31日
- 会場：さいたまスーパーアリーナ（スタジアムモード）
- 主催：MAGES.、文化放送
- 協賛：グッドスマイルカンパニー、ブシロード 他
- 後援：埼玉県、NBCユニバーサル・エンターテイメントジャパン、KADOKAWA、キングレコード、ZERO-A、ソニー・ミュージックエンタテインメント、DIVE II entertainment、日本コロムビア、5pb.、フライングドッグ、ポニーキャニオン、マーベラス、メディアファクトリー、ランティス、ワーナー・ブラザース・ホームエンターテイメント
- 企画：アニサマプロジェクト実行委員会
- 協力：さいたまスーパーアリーナ、セブン-イレブン・ジャパン、タワーレコード、ぴあ
- 制作協力：グランドスラム

出演者
8月29日
- 藍井エイル
- ALTIMA
- Wake Up, Girls!
- 小野賢章
- 艦隊これくしょん -艦これ-＜赤城（藤田咲） 翔鶴（野水伊織） 金剛・比叡・榛名・霧島（東山奈央）＞
- 黒崎真音
- ZAQ
- JAM Project
- sweet ARMS
- STAR☆ANIS
- 谷本貴義
- 茅原実里
- T.M.Revolution
- 9nine
- 流田Project
- 南條愛乃
- petit milady
- fripSide
- Project.R（YOFFY、谷本貴義、鎌田章吾）
- 和田光司

8月30日
- アイドルマスター（中村繪里子・今井麻美・下田麻美・沼倉愛美）
- アイドルマスターシンデレラガールズ（大橋彩香・福原綾香・原紗友里・青木瑠璃子・松嵜麗・佳村はるか）
- アイドルマスターミリオンスターズ（山崎はるか・田所あずさ・Machico・麻倉もも）
- angela
- Kalafina
- 喜多村英梨
- 栗林みな実
- GRANRODEO
- 地獄の沙汰オールスターズ 阿仁尊地獄篇（安元洋貴、長嶝高士、小林由美子、青山桐子、喜多村英梨、種﨑敦美、山田栄子、島本須美）
- ピーチ・マキ(上坂すみれ)
- fhána
- FLOW
- 堀江美都子
- 堀江由衣
- 三澤紗千香
- ミス・モノクローム
- 三森すずこ
- ももいろクローバーZ

8月31日
- アフィリア・サーガ
- いとうかなこ
- 小倉唯
- OLDCODEX
- 鈴木このみ
- 田村ゆかり
- 橋本仁
- プリキュアサマーレインボー!（五條真由美、工藤真由、池田彩、吉田仁美、仲谷明香）
- 水樹奈々
- 宮野真守
- μ's
- May'n
- ゆいかおり
- 悠木碧
- LiSA

バックバンド『アニサマバンド「ONENESS」』
- 平山[ヒラポン]牧伸（ドラム）
- 山内masshoi優（ドラム）
- 村上聖（ベース）
- 松尾洋一（ギター）
- 山崎淳（ギター）
- 今井隼（キーボード）
- 毛利泰士（マニピュレーター）

サプライズゲスト
- 天誅ガールズ（深沢紗希、佐々木璃花、錦織めぐみ、板山紗織、渡辺くるみ、澤田明菜、海保えりか）（8月29日、fripSideのバックダンサーとして）
- 稲川淳二（8月30日、地獄の沙汰オールスターズ 阿仁尊地獄篇のナレーションとして）
- 山田栄子（8月30日、地獄の沙汰オールスターズ 阿仁尊地獄篇のメンバーとして）
- 島本須美（8月30日、地獄の沙汰オールスターズ 阿仁尊地獄篇のメンバーとして）
- T.M.Revolution（8月31日、水樹奈々とのセッションとして）
- Daichi(8月31日、May'nとのセッションとして)
- ふっかちゃん（8月31日、アフィリア・サーガのゲストとして）
- 奥井雅美（8月31日、水樹奈々とのセッションとして）
- 矢吹俊郎（8月31日、水樹奈々とのセッションとして）

セットリスト
8月29日
1. SKILL / JAM Project（第2次スーパーロボット大戦α OP）
2. Wings of the legend / JAM Project（第2次スーパーロボット大戦OG OP）
3. メドレー / JAM Project
  1. Breakthrough（ノブナガ・ザ・フール OP）
  2. Rocks（スーパーロボット大戦OG ORIGINAL GENERATIONS OP）
  3. レスキューファイヤー（トミカヒーロー レスキューファイアー OP）

4. FOOL THE WORLD / 茅原実里（ノブナガ・ザ・フール OP）
5. 境界の彼方 / 茅原実里（境界の彼方 OP）
6. 向かい風に打たれながら / 茅原実里（RAIL WARS! OP）
7. OVERDRIVER / ZAQ（RAIL WARS! ED）
8. Alteration / ZAQ（ささみさん@がんばらない OP）
9. メドレー / sweet ARMS
  1. Trust in you（デート・ア・ライブII OP）
  2. デート・ア・ライブ（デート・ア・ライブ OP）

10. 7 Girls War / Wake Up, Girls!（Wake Up, Girls! OP）
11. タチアガレ! / Wake Up, Girls!（Wake Up, Girls! 七人のアイドル 主題歌）
12. メドレー / STAR☆ANIS
  1. アイドル活動!（アイカツ! 挿入歌）
  2. Signalize!（アイカツ! OP）
  3. ダイヤモンドハッピー（アイカツ! OP）

13. SHINING LINE* / STAR☆ANIS（アイカツ! OP）
14. With You / With Me / 9nine（マギ The kingdom of magic ED）
15. 君が微笑む夕暮れ / 南條愛乃（東京レイヴンズ ED）
16. メドレー / 谷本貴義
  1. Dragon Soul（ドラゴンボール改 OP）
  2. 空・前・絶・後 Kuu-Zen-Zetsu-Go（ドラゴンボール改 魔人ブウ編 OP）

17. ビュンビュン!トッキュウジャー / Project.R（烈車戦隊トッキュウジャー ED）
18. Fight 4 Real / ALTIMA（ストライク・ザ・ブラッド OP）
19. Burst The Gravity / ALTIMA（アクセル・ワールド OP）
20. CYBER CYBER / ALTIMA & Wake Up, Girls! & STAR☆ANIS & 9nine
21. 未来聖闘士Ω〜セイントエボリューション〜 / 流田Project（聖闘士星矢Ω 新生聖衣(ニュークロス)編 OP）
22. アニメじゃない〜夢を忘れた古い地球人よ〜 / Project.R & 流田Project（機動戦士ガンダムΖΖ OP）
23. 恋はみるくてぃ / petit milady （六畳間の侵略者!? ED）
24. スキ キライ キライ 大スキ♡ / petit milady
25. 暁の水平線に / 第一航空戦隊 旗艦二代 赤城・翔鶴（艦隊これくしょん -艦これ- イメージソング）
26. 提督との絆 / 金剛型高速戦艦 金剛・比叡・榛名・霧島（艦隊これくしょん -艦これ- イメージソング）
27. FANTASTIC TUNE / 小野賢章（黒子のバスケ ED）
28. Butter-Fly / 和田光司（デジモンアドベンチャー OP）
29. IGNITE / 藍井エイル（ソードアート・オンラインII OP）
30. シリウス / 藍井エイル（キルラキル OP）
31. Believe / 藍井エイル & 黒崎真音（機動戦士ガンダムSEED OP）
32. X-encounter / 黒崎真音（東京レイヴンズ OP）
33. sister's noise / fripSide（とある科学の超電磁砲S OP）
34. black bullet / fripSide（ブラック・ブレット OP）
35. only my railgun / fripSide（とある科学の超電磁砲 OP）
36. WHITE BREATH / T.M.Revolution
37. INVOKE / T.M.Revolution（機動戦士ガンダムSEED OP）
38. ignited -イグナイテッド- / T.M.Revolution（機動戦士ガンダムSEED DESTINY OP）
39. HEART OF SWORD 〜夜明け前〜 / T.M.Revolution（るろうに剣心 -明治剣客浪漫譚- ED）
  - -アンコール-

40. OUTRIDE / アニサマ2014出演アーティスト（以下、藤田咲、東山奈央を除く）
41. ONENESS / アニサマ2014出演アーティスト

セットリスト
8月30日
1. GO!!! / FLOW & GRANRODEO
2. COLORS / FLOW（コードギアス 反逆のルルーシュ OP）
3. 愛愛愛に撃たれてバイバイバイ / FLOW （サムライフラメンコ OP）
4. MOON PRIDE / ももいろクローバーZ（美少女戦士セーラームーンCrystal OP）
5. 月虹 / ももいろクローバーZ（美少女戦士セーラームーンCrystal ED）
6. 猛烈宇宙交響曲・第七楽章「無限の愛」（Emperor Style） / ももいろクローバーZ（モーレツ宇宙海賊 OP アレンジver.）
7. ユニバーページ / 三森すずこ（アウトブレイク・カンパニー OP）
8. せいいっぱい、つたえたい! / 三森すずこ（まじもじるるも OP）
9. フェイス / 三澤紗千香（白銀の意思 アルジェヴォルン ED）
10. ユナイト / 三澤紗千香
11. いつかの、いくつかのきみとのせかい / fhána（僕らはみんな河合荘 OP）
12. divine intervention / fhána（ウィッチクラフトワークス OP）
13. ポーカーフェイス / ミス・モノクローム（ミス・モノクローム -The Animation- 主題歌）
14. Stand Up! / 堀江由衣（白猫プロジェクト 主題歌）
15. メドレー / 堀江由衣
  1. Golden Time（ゴールデンタイム OP）
  2. 半永久的に愛してよ♡（ゴールデンタイム ED）

16. メドレー / 堀江美都子
  1. キャンディキャンディ（キャンディキャンディ OP）
  2. ひみつのアッコちゃん（ひみつのアッコちゃん OP）
  3. 花の子ルンルン（花の子ルンルン OP）
  4. サザエさんのうた（サザエさん OP）

17. アクビ娘 / 堀江美都子 & ももいろクローバーZ（ハクション大魔王 主題歌）
18. moving soul / 栗林みな実（Fate/kaleid liner プリズマ☆イリヤ ツヴァイ! OP）
19. Shining☆Days / 栗林みな実
20. 儚くも永久のカナシ / 栗林みな実 & angela（機動戦士ガンダム00 OP）
21. 開け!地獄の釜の蓋 / 地獄の沙汰オールスターズ 阿仁尊地獄篇（鬼灯の冷徹 イメージソング）
22. キャラメル桃ジャム120% / ピーチ・マキ（鬼灯の冷徹 ED）
23. 地獄の沙汰も君次第 / 地獄の沙汰オールスターズ 阿仁尊地獄篇（鬼灯の冷徹 OP）
24. READY!! / アイドルマスター
25. お願い!シンデレラ / アイドルマスターシンデレラガールズ
26. Thank You! / アイドルマスターミリオンスターズ & アイドルマスター
27. M@STERPIECE / THE IDOLM@STER THREE STARS!!!（THE IDOLM@STER MOVIE 輝きの向こう側へ! 主題歌）
28. to the beginning / Kalafina（Fate/Zero 2ndシーズン OP）
29. 君の銀の庭 / Kalafina（劇場版 魔法少女まどか☆マギカ [新編] 叛逆の物語 ED）
30. heavenly blue / Kalafina（アルドノア・ゼロ OP）
31. 掌 -show- / 喜多村英梨（シドニアの騎士 ED）
32. Birth / 喜多村英梨
33. Different colors / angela（劇場版 K MISSING KINGS 主題歌）
34. Shangri-La / angela
35. シドニア / angela（シドニアの騎士 OP）
36. 変幻自在のマジカルスター / GRANRODEO（黒子のバスケ OP）
37. シャニムニ / GRANRODEO
38. 慟哭ノ雨 / GRANRODEO
39. Can Do / GRANRODEO（黒子のバスケ1期前期OP）
  - -アンコール-

40. RE:BRIDGE〜Return to oneself〜 / アニサマ2014出演アーティスト（以下、地獄の沙汰オールスターズ 阿仁尊地獄篇、ピーチ・マキを除く）
41. ONENESS / アニサマ2014出演アーティスト

セットリスト
8月31日
1. Preserved Roses / T.M.Revolution & 水樹奈々（革命機ヴァルヴレイヴ OP）
2. 革命デュアリズム / 水樹奈々 & T.M.Revolution（革命機ヴァルヴレイヴ 2ndシーズン OP）
3. キミシニタモウコトナカレ / May'n & Daichi
4. Re:REMEMBER / May'n（M3〜ソノ黒キ鋼〜 OP）
5. 今日に恋色 / May'n（いなり、こんこん、恋いろは。 OP）
6. ビジュメニア / 悠木 碧（世界征服〜謀略のズヴィズダー〜 ED）
7. クピドゥレビュー / 悠木 碧（彼女がフラグをおられたら OP）
8. S・M・L☆ / アフィリア・サーガ（俺の脳内選択肢が、学園ラブコメを全力で邪魔している OP）
9. マジカル☆エクスプレス☆ジャーニー / アフィリア・サーガ（〜裏ネタワイド〜 DEEPナイト ED）
10. メドレー / 小倉唯
  1. Charming Do!（最近、妹のようすがちょっとおかしいんだが。 ED）
  2. Tinkling Smile（ヤマノススメ セカンドシーズン ED）

11. メドレー / ゆいかおり
  1. PUPPY LOVE!!
  2. Intro Situation（ミュージックドラゴン POWER PLAY）

12. ラブミーギミー / 田村ゆかり & 宮野真守（うーさーのその日暮らし ED）
13. メドレー / 鈴木このみ
  1. This game（ノーゲーム・ノーライフ OP）
  2. CHOIR JAIL
  3. 私がモテないのはどう考えてもおまえらが悪い
  4. AVENGE WORLD（フリージング ヴァイブレーション OP）
  5. DAYS of DASH
  6. This game

14. Another Heaven / いとうかなこ（STEINS;GATE ED）
15. Hacking to the Gate / いとうかなこ & 鈴木このみ
16. STAND PROUD / 橋本 仁（ジョジョの奇妙な冒険 スターダストクルセイダース OP）
17. Rising Hope / LiSA（魔法科高校の劣等生 OP）
18. 夕景イエスタデイ / LiSA（メカクシティアクターズ ED）
19. crossing field / LiSA
20. ハピネスチャージプリキュア!WOW! / 仲谷明香（ハピネスチャージプリキュア! OP）
21. メドレー / 吉田仁美
  1. プリキュア・メモリ（ハピネスチャージプリキュア! 前期ED）
  2. パーティ ハズカム（ハピネスチャージプリキュア! 後期ED）

22. DANZEN!ふたりはプリキュア（Ver. MAX Heart） / 五條真由美 & 工藤真由 & 池田 彩
23. プリキュアメドレー2014 アニサマVer. / プリキュアサマーレインボー!
  1. DANZEN!ふたりはプリキュア（Ver. MAX Heart）
  2. まかせて★スプラッシュ☆スター★（ふたりはプリキュアSplash☆Star OP）
  3. プリキュア5、スマイル go go!（Yes!プリキュア5 OP）
  4. キラキラしちゃってMy True Love!（Yes!プリキュア5 前期ED）
  5. プリキュア5、フル・スロットル GO GO!（Yes!プリキュア5GoGo! OP）
  6. Let's!フレッシュプリキュア!（フレッシュプリキュア! OP）
  7. Alright! ハートキャッチプリキュア!（ハートキャッチプリキュア! OP）
  8. ラ♪ラ♪ラ♪スイートプリキュア♪（スイートプリキュア♪ OP）
  9. Let's go!スマイルプリキュア!（スマイルプリキュア! OP）
  10. イェイ!イェイ!イェイ!（スマイルプリキュア! 前期ED）
  11. Happy Go Lucky! ドキドキ!プリキュア（ドキドキ!プリキュア OP）
  12. プリキュア・メモリ
  13. ハピネスチャージプリキュア!WOW!

24. それは僕たちの奇跡 / μ's（ラブライブ! 2nd Season OP）
25. Snow halation / μ's（ラブライブ! 2nd Season 挿入歌）
26. No brand girls / μ's（ラブライブ! 挿入歌）
27. WALK / OLDCODEX（黒子のバスケ ED）
28. Dried Up Youthful Fame / OLDCODEX（Free!-Eternal Summer- OP）
29. Rage on / OLDCODEX
30. NEW ORDER / 宮野真守（うーさーのその日暮らし 覚醒編 ED）
31. カノン / 宮野真守
32. You & Me / 田村ゆかり & motsu
33. Fantastic future / 田村ゆかり
34. 秘密の扉から会いにきて / 田村ゆかり（のうりん OP）
35. 恋の抑止力-type EXCITER- / 水樹奈々（メタルギアソリッド ピースウォーカー 挿入歌）
36. METRO BAROQUE / 水樹奈々（劇場版 BLOOD-C The Last Dark 主題歌）
37. BRIGHT STREAM / 水樹奈々（魔法少女リリカルなのは The MOVIE 2nd A's 主題歌）
38. TRANSMIGRATION / 水樹奈々 & 奥井雅美
  - -アンコール-

39. Generation-A / アニサマ2014出演アーティスト（以下、T.M.Revolutionを除く）
40. ONENESS / アニサマ2014出演アーティスト

テーマソング
ONENESS
作詞・作曲：奥井雅美 / 編曲：服部隆之
Animelo Summer Live 2014 -ONENESS- テーマソング

Blu-ray
Animelo Summer Live 2014 -ONENESS- 8.29
2015年3月25日発売/株式会社ランティス/LABX-8075〜6
Animelo Summer Live 2014 -ONENESS- 8.30
2015年3月25日発売/株式会社ランティス/LABX-8077〜8
Animelo Summer Live 2014 -ONENESS- 8.31
2015年3月25日発売/株式会社ランティス/LABX-8079〜80
- Blu-ray版（2枚組）を発売。

主な出来事
- イベント開催中にはけやきひろばにはONENESSステージが設置され、3日間ともにカスタマイZのライブと参加者によるカラオケ大会（事前申込制だったが、当日の飛び入り参加も受け付けていた）、ゲストDJによるパフォーマンスが行われた。
- 3日目のONENESSステージではてーきゅうの特別公演が行われ、アニメ第3期の制作決定が発表された。
- 31日の終演後、昨年と同じくスクリーンにてAnimelo Summer Live 2015が翌年行われる告知がなされた。昨年と同じく日程も発表され、2015年8月28日（金）、29日（土）、30日（日）の3日間でさいたまスーパーアリーナで行われた。
- 2016年4月に亡くなった和田光司は、生涯唯一のアニサマとなった。

### ANISAMA WORLD 2014 in Saitama
- タイトル：ANISAMA WORLD 2014 in Saitama
- 開催日：2014年10月12日
- 会場：大宮ソニックシティ 大ホール
- 主催：埼玉県、公益財団法人埼玉県産業文化センター、MAGES.、文化放送
- 企画：アニサマプロジェクト実行委員会
- 製作協力：FIRE WORKS

出演者
- アフィリア・サーガ
- 彩音
- 上坂すみれ
- 大橋彩香
- 奥井雅美
- きただにひろし
- 鈴木このみ
- 橋本仁
- 春奈るな
- Ray

セットリスト
1. Get along / 奥井雅美 & 鈴木このみ
2. 女神になりたい〜for a yours〜 / 奥井雅美（Di Gi Charat クリスマススペシャル OP）
3. キューティーハニー / 奥井雅美
4. Arrival of Tears / 彩音
5. いつもこの場所で / 彩音（劇場版 STEINS;GATE 負荷領域のデジャヴ ED）
6. lull〜そして僕らは〜 / Ray（凪のあすから OP）
7. 季節のシャッター / Ray（あの夏で待ってる 特別編 OP）
8. やわじゃないDID!!-Catch me! To LOVEる- / Ray（To LOVEる -とらぶる- ダークネス バトルエクスタシー 主題歌）
9. . S・M・L☆ / アフィリア・サーガ
10. マジカル☆エクスプレス☆ジャーニー / アフィリア・サーガ
11. 恋のWizard百年戦争 / アフィリア・サーガ & 奥井雅美
12. YES!! / 大橋彩香（さばげぶっ! OP）
13. アイヲウタエ / 春奈るな
14. Startear / 春奈るな（ソードアート・オンラインII ED）
15. secret base 〜君がくれたもの〜（10 years after Ver.） / 春奈るな×Ray×彩音（あの日見た花の名前を僕達はまだ知らない。 ED）
16. 七つの海よりキミの海 / 上坂すみれ
17. パララックス・ビュー / 上坂すみれ（鬼灯の冷徹 ED）
18. 今よ!ファンタジスタドール / 上坂すみれ×大橋彩香 （ファンタジスタドール OP）
19. STAND PROUD / 橋本仁
20. 青空になる / 橋本仁（仮面ライダークウガ ED）
21. ロックマンのテーマ 〜風を突き抜けて〜 / 橋本仁（ロックマンエグゼ OP）
22. メドレー / 鈴木このみ
  1. This game
  2. CHOIR JAIL
  3. 私がモテないのはどう考えてもおまえらが悪い
  4. AVENGE WORLD
  5. DAYS of DASH
  6. This game

23. 銀閃の風 / 鈴木このみ（魔弾の王と戦姫 OP）
24. ウィーゴー! / きただにひろし（ONE PIECE OP）
25. ジョジョ〜その血の運命〜 / きただにひろし & 橋本仁
26. Divine love / きただにひろし & 奥井雅美（セイント・ビースト 〜光陰叙事詩天使譚〜 OP）
27. ウィーアー! / きただにひろし
28. Generation-A / 全員
29. ONENESS / 全員

## 2015年
- タイトル：Animelo Summer Live 2015 -THE GATE-
- 開催日：2015年8月28日、8月29日、8月30日
- 会場：さいたまスーパーアリーナ（スタジアムモード）
- 主催：MAGES.、文化放送
- 協賛：LIVE DAM STADIUM、グッドスマイルカンパニー、代々木アニメーション学院、セガゲームス
- 後援：埼玉県、エイベックス・ピクチャーズ、エイベックス・ミュージック・クリエイティヴ、NBCユニバーサル・エンターテイメントジャパン、KADOKAWA、キングレコード、SPACEY、ZERO-A、ソニー・ミュージックエンタテインメント、DIVE II entertainment、東宝、日本コロムビア、バップ、ビクターエンタテインメント、5pb.、FRAME、フライングドック、ブシロードミュージック、ブロッコリー、ポニーキャニオン、ランティス、ワーナー・ブラザース・ホームエンターテイメント
- 企画：アニサマプロジェクト実行委員会
- 協力：さいたまスーパーアリーナ、セブン-イレブン・ジャパン、タワーレコード、ぴあ
- 制作協力：グランドスラム

出演者
8月28日
- アイドルマスター（中村繪里子、今井麻美、下田麻美、原由実、沼倉愛美、浅倉杏美）
- AKINO from bless4
- 井口裕香
- いとうかなこ
- オーイシマサヨシ
- キング・クリームソーダ
- 黒崎真音
- 昆夏美
- 鈴木このみ
- TRUSTRICK
- 野水いおり
- BACK-ON
- 春奈るな
- μ’s（南條愛乃はアイドルマスターコラボ時の挨拶のみ出演）
- メロキュア（サポートバンドメンバーとしてミトと西脇辰弥も参加）
- ももいろクローバーZ
- LiSA
- Ray

8月29日
- アイドルマスター シンデレラガールズ（大橋彩香、福原綾香、原紗友里、黒沢ともよ、大空直美、内田真礼、山本希望、青木瑠璃子、洲崎綾、五十嵐裕美、高森奈津美、大坪由佳、松嵜麗、佳村はるか）
- 藍井エイル（急病のため出演中止）
- 蒼井翔太
- i☆Ris
- angela
- 今井麻美
- 内田彩
- カスタマイZ
- 川田まみ
- GARNiDELiA
- 3年E組サマ担(渕上舞、洲崎綾、岡本信彦、逢坂良太、田中美海、山谷祥生)
- SCREEN mode
- スフィア
- ChouCho
- 七森中☆ごらく部
- 南條愛乃
- Pile
- 宮野真守
- ミルキィホームズ
- 分島花音

8月30日
- 綾野ましろ
- Wake Up, Girls!
- 内田真礼
- 大橋彩香
- 小倉唯
- 小野賢章
- Kalafina
- GRANRODEO
- 小松未可子
- ZAQ
- JO☆STARS〜TOMMY,Coda,JIN〜
- てさプルん♪（西明日香、明坂聡美、荻野可鈴、大橋彩香、上田麗奈、三上枝織、大久保瑠美、小松未可子、高森奈津美、上坂すみれ）
- TrySail
- 茅原実里
- 新田恵海
- fhána
- Mitsuru Matsuoka EARNEST DRIVE
- Rhodanthe*
- ゆいかおり

バックバンド『アニサマバンド「THE GATE」』
- 山内masshoi優（ドラム）
- 村上聖（ベース）
- 松尾洋一（ギター）
- 山崎淳（ギター）
- 今井隼（キーボード）
- 毛利泰士（マニピュレーター）

サプライズゲスト
- 原優子（8月28日、野水いおりのゲスト生アフレコとして）
- Tom-H@ck （8月28日、OxTとして）
- 西沢幸奏（8月28日）
- 八木沼悟志（8月29日、fripSideとして）
- マーティ・フリードマン（8月29日、七森中☆ごらく部とのセッションとして）
- 天誅ガールズ（8月29日、fripSideのバックダンサーとして。メンバーはLuce Twinkle Wink☆、海保えりか、沢口かなみの7人）
- 佐々木恵梨（8月29日）
- motsu（8月30日、ZAQとのセッションとして）
- 恩田快人（8月30日、小松未可子・内田真礼とのセッションとして）

セットリスト
8月28日
1. メドレー / アイドルマスター×μ's
  1. READY!!
  2. 僕らは今のなかで

2. メドレー / アイドルマスター×μ's
  1. Wonderful Rush
  2. キラメキラリ
  3. No brand girls
  4. GO MY WAY!!

3. ゲラッポ・ダンストレイン / キング・クリームソーダ（妖怪ウォッチ OP）
4. ゲラゲラポーのうた / キング・クリームソーダ（妖怪ウォッチ OP）
5. ニブンノイチ / BACK-ON（ガンダムビルドファイターズ 前期OP）
6. セルリアン / BACK-ON（ガンダムビルドファイター トライ 前期OP）
7. 漆黒を塗りつぶせ / 野水いおり（棺姫のチャイカ AVENGING BATTLE OP）
8. D.O.B. / 野水いおり（空戦魔導士候補生の教官 OP）
9. Hey World / 井口裕香（ダンジョンに出会いを求めるのは間違っているだろうか OP）
10. Grow Slowly / 井口裕香（とある科学の超電磁砲S ED）
11. Rolling! Rolling!/ 井口裕香&Ray（ロウきゅーぶ!SS ED）
12. ebb and flow / Ray（凪のあすから OP）
13. secret arms / Ray（To LOVEる -とらぶる- ダークネス 2nd OP）
14. 虹のかけら / 昆夏美（一週間フレンズ。 OP）
15. ISOtone / 昆夏美（ケイオスドラゴン 赤竜戦役 OP）
16. ハーモナイズ・クローバー / 黒崎真音（がっこうぐらし! ED）
17. 刹那の果実/ 黒崎真音（グリザイアの果実 OP）
18. 逆光のフリューゲル/ 黒崎真音&TRUSTRICK（戦姫絶唱シンフォギア 挿入歌）
19. FLYING FAFNIR / TRUSTRICK（銃皇無尽のファフニール OP）
20. 自分REST@RT / アイドルマスター（THE IDOLM@STER 挿入歌）
21. M@STERPIECE / アイドルマスター
  - -休憩-

22. MOON PRIDE / ももいろクローバーZ
23. 『Z』の誓い / ももいろクローバーZ（ドラゴンボールZ 復活の「F」 主題歌）
24. CHA-LA HEAD-CHA-LA / ももいろクローバーZ
25. Hacking to the Gate / いとうかなこ
26. アマデウス / いとうかなこ（STEINS;GATE 0 OP）
27. 君じゃなきゃダメみたい / オーイシマサヨシ（月刊少女野崎くん OP）
28. 君色シグナル / 春奈るな（冴えない彼女の育てかた OP）
29. Startear / 春奈るな（ソードアート・オンラインII ED）
30. コネクト / 春奈るな&鈴木このみ（魔法少女まどか☆マギカ OP）
31. メドレー / 鈴木このみ
  1. 銀閃の風（魔弾の王と戦姫 OP）
  2. CHOIR JAIL

32. Absolute Soul -THE GATE LIVE ver- / 鈴木このみ feat. OxT（アブソリュート・デュオ OP）
33. 1st Priority / メロキュア（ストラトス・フォー OP）
34. Agapē / メロキュア（円盤皇女ワるきゅーレ 挿入歌）
35. 海色 / AKINO from bless4（艦隊これくしょん -艦これ- OP）
36. 吹雪 / 西沢幸奏（艦隊これくしょん -艦これ- ED）
37. それは僕たちの奇跡 / μ's
38. ユメノトビラ / μ's（ラブライブ! 2nd Season 挿入歌）
39. KiRa-KiRa Sensation! / μ's（ラブライブ! 2nd Season 挿入歌）
40. Rally Go Round / LiSA（ニセコイ: OP）
41. No More Time Machine / LiSA（ソードアート・オンラインII ED）
42. シルシ / LiSA（ソードアート・オンラインII ED）
43. Rising Hope / LiSA
  - -アンコール-

44. ハジマレ, THE GATE!! / アニサマ2015出演アーティスト（キング・クリームソーダを除く）

8月29日
1. ハッピー☆マテリアル / スフィア&fripSide
2. Luminize / fripSide（フューチャーカード バディファイト100 OP）
3. black bullet / fripSide
4. ドリームパレード / i☆Ris（プリパラ OP）
5. メドレー / i☆Ris
  1. Make it!（プリパラ OP）
  2. ミラクル☆パラダイス（プリパラ OP）
  3. Realize!（プリパラ OP）

6. 正解はひとつ!じゃない!! / ミルキィホームズ&i☆Ris
7. ミルキィ A GO GO / ミルキィホームズ（探偵歌劇 ミルキィホームズ TD OP）
8. 鎮魂歌 -レクイエム- / カスタマイZ（シドニアの騎士 第九惑星戦役 ED）
9. BLESS YoUr NAME / ChouCho（ハイスクールD×D BorN OP）
10. 優しさの理由 / ChouCho（氷菓 OP）
11. RIGHT LIGHT RISE / 分島花音（ダンジョンに出会いを求めるのは間違っているだろうか ED）
12. killy killy JOKER / 分島花音（selector infected WIXOSS OP）
13. アップルミント / 内田彩（アニメマシテ OP）
14. キミがくれたKISEKI / Pile（デュエル・マスターズ VSR ED）
15. きみを探しに / 南條愛乃（グリザイアの楽園 ED）
16. 極限Dreamer / SCREEN mode（夜ノヤッターマン OP）
17. アンビバレンス / SCREEN mode（黒子のバスケ 第3期帝光編ED）
18. Ding! Dong! Ding! Dong! / スフィア
19. 情熱CONTINUE / スフィア（夜ノヤッターマン ED）
20. vivid brilliant door! / スフィア（電波教師 OP）
  - -休憩-

21. 青春サツバツ論 / 3年E組サマ担（暗殺教室 OP）
22. ゆるゆりんりんりんりんりん / 七森中☆ごらく部（ゆるゆり なちゅやちゅみ! OP）
23. ゆりしゅらしゅしゅしゅ / 七森中☆ごらく部（ゆるゆり なちゅやちゅみ!+ OP）
24. ゆりゆららららゆるゆりデス事件 / 七森中☆ごらく部 feat. マーティ・フリードマン
25. Ring of Fortune / 佐々木恵梨（プラスティック・メモリーズ OP）
26. 朝焼けのスターマイン / 今井麻美（プラスティック・メモリーズ ED）
27. 経験値上昇中☆ / 今井麻美&内田彩&Pile（みなみけ OP）
28. ambiguous / GARNiDELiA（キルラキル OP）
29. BLAZING / GARNiDELiA（ガンダム Gのレコンギスタ OP）
30. 秘密のクチヅケ / 蒼井翔太（Break Out OP）
31. Gardens / 川田まみ（To LOVEる -とらぶる- ダークネス 2nd ED）
32. メドレー / 川田まみ
  1. 緋色の空（灼眼のシャナ OP）
  2. Borderland
  3. No buts!

33. JOINT / 川田まみ
34. シャイン / 宮野真守（うたの☆プリンスさまっ♪ マジLOVEレボリューションズ OP）
35. NEW ORDER / 宮野真守
36. BREAK IT! / 宮野真守（カードファイト!! ヴァンガードG OP）
37. お願い!シンデレラ / アイドルマスター シンデレラガールズ
38. Star!! / アイドルマスター シンデレラガールズ（アイドルマスター シンデレラガールズ 1stシーズン OP）
39. Shine!! / アイドルマスター シンデレラガールズ（アイドルマスター シンデレラガールズ 2ndシーズン OP）
40. イグジスト / angela（蒼穹のファフナー EXODUS OP）
41. 明日へのbrilliant road / angela
42. シドニア / angela
43. 騎士行進曲 / angela（シドニアの騎士 第九惑星戦役 OP）
  - -アンコール-

44. ハジマレ, THE GATE!! / アニサマ2015出演アーティスト

8月30日
1. 変幻自在のマジカルスター / GRANRODEO&小野賢章
2. Stand Up!!!!!!!!!! / てさプルん♪（てさぐれ!部活もの OP）
3. 色彩crossroad / てさプルん♪（てさぐれ!部活もの すぴんおふ プルプルんシャルムと遊ぼう ED）
4. Youthful Dreamer / TrySail（電波教師 OP）
5. コバルト / TrySail（Classroom☆Crisis OP）
6. Raise (album ver.) / 小倉唯（カンピオーネ! ED）
7. Honey♥Come!! / 小倉唯（城下町のダンデライオン ED）
8. からっぽカプセル / 内田真礼（アニメで分かる心療内科 ED）
9. ギミー!レボリューション / 内田真礼（俺、ツインテールになります。 OP）
10. 笑顔と笑顔で始まるよ! / 新田恵海
11. 探求Dreaming / 新田恵海（探偵歌劇 ミルキィホームズ TD ED）
12. YES!! / 大橋彩香（さばげぶっ! OP）
13. ENERGY☆SMILE / 大橋彩香
14. ideal white / 綾野ましろ（Fate/stay night ［Unlimited Blade Works］ 1stシーズン OP）
15. 星屑のインターリュード / fhána（天体のメソッド ED）
16. ワンダーステラ / fhána（Fate/kaleid liner プリズマ☆イリヤ ツヴァイ ヘルツ! OP）
17. divine intervention / fhána&ZAQ
18. ありがとう、だいすき / 茅原実里（長門有希ちゃんの消失 ED）
19. 境界の彼方 / 茅原実里
20. 会いたかった空 / 茅原実里（劇場版 境界の彼方 -I'LL BE HERE- 主題歌）
  - -休憩-

21. Our Steady Boy / ゆいかおり
22. Ring Ring Rainbow!! / ゆいかおり（城下町のダンデライオン OP）
23. 少女交響曲 / Wake Up, Girls!（Wake Up, Girls! 続・劇場版 前篇 主題歌）
24. タチアガレ! / Wake Up, Girls!
25. ラブ+I・N・G / つん♡へご（アニソンCLUB!-i テーマソング）
26. メドレー / Rhodanthe*
  1. Your Voice（きんいろモザイク ED）
  2. Jumping!!（きんいろモザイク OP）

27. 夢色パレード / Rhodanthe*（ハロー!!きんいろモザイク OP）
28. 群青サバイバル / 小松未可子（青春×機関銃 ED）
29. そばかす / 小松未可子&内田真礼 feat.恩田快人（るろうに剣心 -明治剣客浪漫譚- OP）
30. ZERO / 小野賢章（黒子のバスケ 第3期帝光編OP）
31. Blue horizon / 小野賢章
32. Philosophy of Dear World / ZAQ（純潔のマリア OP）
33. Seven Doors / ZAQ（トリニティセブン OP）
34. OVERDRIVER-ANISAMA Remix- feat.motsu / ZAQ feat. motsu
35. SURPRISE-DRIVE / Mitsuru Matsuoka EARNEST DRIVE（仮面ライダードライブ OP）
36. re-ray / Mitsuru Matsuoka EARNEST DRIVE（劇場版 仮面ライダードライブ サプライズ・フューチャー 主題歌）
37. メドレー / JO☆STARS 〜TOMMY, Coda, JIN〜
  1. ジョジョ〜その血の運命〜
  2. BLOODY STREAM
  3. STAND PROUD

38. ジョジョその血の記憶 〜end of THE WORLD〜 / JO☆STARS 〜TOMMY, Coda, JIN〜（ジョジョの奇妙な冒険 スターダストクルセイダース エジプト編 OP）
39. believe / Kalafina（Fate/stay night [Unlimited Blade Works] ED）
40. ring your bell / Kalafina（Fate/stay night [Unlimited Blade Works] ED）
41. One Light / Kalafina（アルスラーン戦記 ED）
42. DAWN GATE / GRANRODEO
43. Punky Funky Love / GRANRODEO（黒子のバスケ 第3期前期OP）
44. サマーGT09 / GRANRODEO
45. メモリーズ / GRANRODEO（黒子のバスケ 第3期誠凛VS洛山編OP）
  - -アンコール-

46. ハジマレ, THE GATE!! / アニサマ2015出演アーティスト

テーマソング
ハジマレ, THE GATE!!
作詞：畑亜貴/作曲・編曲：渡辺和紀
Animelo Summer Live 2015 -THE GATE- テーマソング

Blu-ray
Animelo Summer Live 2015 -THE GATE- 8.28
2016年3月30日発売/Sony Music Marketing Inc./SSXX-31〜32
Animelo Summer Live 2015 -THE GATE- 8.29
2016年3月30日発売/Sony Music Marketing Inc./SSXX-33〜34
Animelo Summer Live 2015 -THE GATE- 8.30
2016年3月30日発売/Sony Music Marketing Inc./SSXX-35〜36
- Blu-ray版（2枚組）を発売。
- 25日分はキング・クリームソーダが未収録

主な出来事
- アイドルマスターとラブライブのコラボが大きな話題を集めた。8年後の2023年12月に東京ドームで行われた「異次元フェス アイドルマスター・ラブライブ！歌合戦」でもコラボが実現している。
- 2016年4月1日のファイナルライブを以て音楽活動を大幅縮小したμ’s、2016年末を以て歌手活動から引退した川田まみ、2019年3月を以て解散したKalafinaは、これが「アニサマ」最後の出演となった。

## 2016年
- タイトル：Animelo Summer Live 2016 刻-TOKI-
- 開催日：2016年8月26日、8月27日、8月28日
- 会場：さいたまスーパーアリーナ（スタジアムモード）
- 主催：MAGES.、文化放送
- 協賛：LIVE DAM STADIUM、グッドスマイルカンパニー、オタマート、JCB、スカパー!、アイマリンプロジェクト
- 後援：埼玉県、エー・ティー・エックス、NBCユニバーサル・エンターテイメントジャパン、KADOKAWA、キングレコード、ZERO-A、ソニー・ミュージックエンタテインメント、DIVE II entertainment、徳間ジャパンコミュニケーションズ、日本コロムビア、ビクターエンタテインメント、フィックスレコード、フライングドック、ブシロードミュージック、ポニーキャニオン、ランティス、ワーナー・ブラザース・ホームエンターテイメント
- 企画：アニサマプロジェクト実行委員会
- 協力：さいたまスーパーアリーナ、セブン-イレブン・ジャパン、タワーレコード、ぴあ
- 制作協力：グランドスラム

出演者
8月26日
- 相坂優歌
- アイドルマスター シンデレラガールズ（大橋彩香、福原綾香、原紗友里、高森奈津美、青木瑠璃子、大坪由佳、黒沢ともよ、渕上舞、松井恵理子、飯田友子、佐藤亜美菜）
- i☆Ris
- 藍井エイル（出演中止）
- AKINO with bless4
- ALTIMA
- 井口裕香
- every♥ing!
- GRANRODEO
- KOTOKO
- ZAQ
- Suara
- 田所あずさ
- 玉置成実
- Zwei
- デーモン閣下
- TRUSTRICK
- 春奈るな
- 村川梨衣
- May'n
- 山本陽介

8月27日
- イヤホンズ
- 内田真礼
- A応P
- 大橋彩香
- OxT
- 北宇治カルテット（黒沢ともよ、朝井彩加、豊田萌絵、安済知佳）
- SCREEN mode
- 鈴木このみ
- 高垣彩陽
- 竹達彩奈
- TRUE
- 早見沙織
- B.B.クィーンズ
- fhána
- FLOW
- プラズマジカ（稲川英里、上坂すみれ、沼倉愛美、佐倉綾音）
- Poppin'Party from BanG Dream!（愛美、大塚紗英、西本りみ、大橋彩香、伊藤彩沙）
- MICHI
- Lia
- LiSA

8月28日
- 蒼井翔太
- ALI PROJECT
- angela
- 飯田里穂
- 小倉唯
- 小野賢章
- 筋肉少女帯
- 黒崎真音
- THE DU
- 地球防衛部（山本和臣、梅原裕一郎、西山宏太朗、白井悠介、増田俊樹）
- 戸松遥
- TrySail
- ナノ
- 西沢幸奏
- 沼倉愛美
- Pile
- batta
- petit milady
- Minami
- 三森すずこ
- ゆいかおり

サプライズゲスト
- 松本梨香（8月26日）
- 石田燿子（8月27日）
- 永井ルイ（8月27日）
- marina（8月27日、Girls Dead Monsterとして）
- 鮎川麻弥（8月28日）
- エラバレシ（8月28日、ゆいかおり・petit miladyコラボレーションのバックダンサーとして）
- バッキー木場（8月28日、batta・THE DUの「杜王町RADIO」カイ原田役として）

バックバンド『アニサマバンド「刻-TOKI-」』
- 山内masshoi優（ドラム）
- 村上聖（ベース）
- 松尾洋一（ギター）
- 山崎淳（ギター）
- 今井隼（キーボード）
- 毛利泰士（マニピュレーター）

セットリスト
8月26日
1. 愛をとりもどせ!! / デーモン閣下&GRANRODEO（北斗の拳 OP）
2. TRASH CANDY / GRANRODEO（文豪ストレイドッグス OP）
3. アウトサイダー / GRANRODEO（キューティーハニー THE LIVE 挿入歌）
4. Ripple Effect / 春奈るな（ハイスクール・フリート ED）
5. Overfly / 春奈るな（ソードアート・オンライン ED）
6. Shining Star-☆-LOVE Letter / 井口裕香（劇場版 とある魔術の禁書目録 -エンデュミオンの奇蹟- イメージソング）
7. Lostorage / 井口裕香（Lostorage incited WIXOSS OP）
8. カラフルストーリー / every♥ing!（レーカン! OP）
9. ゆめいろ学院校歌 / every♥ing!（木戸衣吹・エリイちゃんのゆめいろ学院 Doki☆Doki参観日 テーマソング）
10. セルリアンスカッシュ / 相坂優歌（アクティヴレイド -機動強襲室第八係- 2nd OP）
11. 純真Always / 田所あずさ（無彩限のファントム・ワールド ED）
12. ブルーウォーター / 田所あずさ&i☆Ris（ふしぎの海のナディア OP）
13. Ready Smile!! / i☆Ris（プリパラ OP）
14. Re:Call / i☆Ris（双星の陰陽師 OP）
15. メドレー / 松本梨香 with bless4 feat. i☆Ris
  1. めざせポケモンマスター（ポケットモンスター OP）
  2. OK!（ポケットモンスター OP）
  3. ライバル!（ポケットモンスター OP）
  4. タイプ:ワイルド（ポケットモンスター ED）
  5. めざせポケモンマスター（ポケットモンスター OP）

16. innocent promise / TRUSTRICK（少年メイド OP）
17. Recall THE END / TRUSTRICK（ダンガンロンパ3 -The End of 希望ヶ峰学園- 未来編 ED）
18. DEAD OR LIE / 黒崎真音 feat. TRUSTRICK（ダンガンロンパ3 -The End of 希望ヶ峰学園- 未来編 OP）
19. Believe / 玉置成実（機動戦士ガンダムSEED OP）
20. Belief / May'n（タブー・タトゥー OP）
21. ヤマイダレdarlin' / May'n（アクエリオンロゴス OP）
22. メドレー / May'n
  1. ノーザンクロス（マクロスF ED）
  2. ユニバーサル・バニー（劇場版 マクロスF 虚空歌姫〜イツワリノウタヒメ〜 挿入歌）
  3. 射手座☆午後九時 Don't be late（マクロスF 挿入歌）
  4. ライオン（マクロスF OP）

  - -休憩-

23. PLANET / THE HELL / デーモン閣下（テラフォーマーズ リベンジ OP）
24. Red Zone / Zwei（テラフォーマーズ リベンジ ED）
25. The Beginning / 山本陽介（コンクリート・レボルティオ〜超人幻想〜 ED）
26. カタラレズトモ / ZAQ feat. 山本陽介（コンクリート・レボルティオ〜超人幻想〜 OP）
27. 割レル慟哭 / ZAQ（コンクリート・レボルティオ〜超人幻想〜THE LAST SONG OP）
28. hopeness / ZAQ（紅殻のパンドラ OP）
29. ALL-WAYS / 山本陽介 feat. 玉置成実（コンクリート・レボルティオ〜超人幻想〜THE LAST SONG ED）
30. Sweet Sensation / 村川梨衣（12歳。〜ちっちゃなムネのトキメキ〜 OP）
31. INSIDE IDENTITY / 村川梨衣&相坂優歌（中二病でも恋がしたい! ED）
32. 不安定な神様 / Suara（うたわれるもの 偽りの仮面 OP）
33. キミガタメ / Suara（うたわれるもの 最終話ED）
34. エクストラ・マジック・アワー / AKINO with bless4（甘城ブリリアントパーク OP）
35. Golden Life / AKINO with bless4（アクティヴレイド -機動強襲室第八係- OP）
36. メドレー / AKINO with bless4
  1. Genesis of Aquarion（創聖のアクエリオン 挿入歌）
  2. 創聖のアクエリオン（創聖のアクエリオン OP）

37. →unfinished→ / KOTOKO（アクセル・ワールド ED）
38. PLASMIC FIRE / KOTOKO×ALTIMA（アクセル・ワールド INFINITE∞BURST 主題歌）
39. Burst The Gravity / ALTIMA（アクセル・ワールド OP）
40. CYBER CYBER / ALTIMA
41. M@GIC☆ / アイドルマスター シンデレラガールズ（アイドルマスター シンデレラガールズ 挿入歌）
42. メドレー / アイドルマスター シンデレラガールズ
  1. ミツボシ☆☆★ / 本田未央（原紗友里）・赤城みりあ（黒沢ともよ）（アイドルマスター シンデレラガールズ イメージソング）
  2. ØωØver!! / ＊（Asterisk）（前川みく（高森奈津美）・多田李衣菜（青木瑠璃子））（アイドルマスター シンデレラガールズ ED）
  3. Tulip / 速水奏（飯田友子）・橘ありす（佐藤亜美菜）（アイドルマスター シンデレラガールズ スターライトステージ イメージソング）
  4. Trancing Pulse / Triad Primus（渋谷凛（福原香織）・神谷奈緒（松井恵理子）・北条加蓮（渕上舞））（アイドルマスター シンデレラガールズ 挿入歌）
  5. S(mile)ING! / 島村卯月（大橋彩香）・三村かな子（大坪由佳）（アイドルマスター シンデレラガールズ 挿入歌）

43. GOIN'!!! / アイドルマスター シンデレラガールズ（アイドルマスター シンデレラガールズ 挿入歌）
44. お願い!シンデレラ / アイドルマスター シンデレラガールズ
45. PASSION RIDERS / アニサマ2016出演アーティスト（ALTIMAを除く）

8月27日
1. メドレー / B.B.クィーンズ with B応P
  1. We Are B.B.クィーンズ
  2. おどるポンポコリン（ちびまる子ちゃん OP）

2. はなまるぴっぴはよいこだけ / A応P（おそ松さん 前期OP）
3. 全力バタンキュー / A応P（おそ松さん 後期OP）
4. Yes! BanG Dream! / Poppin'Party from BanG Dream!
5. STAR BEAT!〜ホシノコドウ〜 / Poppin'Party from BanG Dream!
6. DREAM SOLISTER / TRUE（響け!ユーフォニアム OP）
7. トゥッティ! / 北宇治カルテット（響け! ユーフォニアム ED）
8. Bravely You / Lia（Charlotte OP）
9. 鳥の詩 / Lia（AIR OP）
10. やさしい希望 / 早見沙織（赤髪の白雪姫 OP）
11. ブルーアワーに祈りを / 早見沙織
12. Checkmate!? / MICHI（だがしかし OP）
13. Hey!カロリーQueen / 竹達彩奈（だがしかし ED）
14. ライスとぅミートゅー / 竹達彩奈
15. 流星ドリームライン / プラズマジカ(SHOW BY ROCK!!)（SHOW BY ROCK!! 挿入歌）
16. 青春はNon-Stop! / プラズマジカ(SHOW BY ROCK!!)（SHOW BY ROCK!! OP）
17. それが声優! / イヤホンズ（それが声優! OP）
18. メドレー / イヤホンズ with 石田燿子 feat. 永井ルイ
  1. あなたのお耳にプラグイン!（それが声優! ED）
  2. 乙女のポリシー（美少女戦士セーラームーンR ED）

19. Steppin' out / FLOW（デュラララ!!!×2結 OP）
20. BURN / FLOW（テイルズ オブ ベルセリア OP）
21. 風ノ唄 / FLOW（テイルズ オブ ゼスティリア ザ クロス OP）
22. GO!!! / FLOW（NARUTO -ナルト- OP）
  - -休憩-

23. 虹を編めたら / fhána（ハルチカ〜ハルタとチカは青春する〜 OP）
24. calling / fhána（テイルズ オブ ゼスティリア ザ クロス ED）
25. 時を刻む唄 / Lia&fhána（CLANNAD 〜AFTER STORY〜 OP）
26. おしえてブルースカイ / 大橋彩香（コメット・ルシファー ED）
27. 裸足のままでもこわくない / 大橋彩香（コメット・ルシファー ED）
28. Rebirth-day / 高垣彩陽（戦姫絶唱シンフォギアGX ED）
29. Komm, süsser Tod〜甘き死よ、来たれ /高垣彩陽&早見沙織 feat.佐藤純一（fhána）（新世紀エヴァンゲリオン劇場版 Air/まごころを、君に 挿入歌）
30. Naked Dive / SCREEN mode（無彩限のファントム・ワールド OP）
31. ROUGH DIAMONDS / SCREEN mode（食戟のソーマ 弐ノ皿 OP）
32. Divine Spell / TRUE（レガリア The Three Sacred Stars OP）
33. Clattanoia / OxT（オーバーロード OP）
34. STRIDER'S HIGH / OxT（プリンス・オブ・ストライド オルタナティブ OP）
35. メドレー / 内田真礼
  1. 創傷イノセンス（悪魔のリドル OP）
  2. Resonant Heart（聖戦ケルベロス 竜刻のファタリテ OP）

36. ギミー!レボリューション / 内田真礼（俺、ツインテールになります。 OP）
37. Beat your Heart / 鈴木このみ（ブブキ・ブランキ OP）
38. Love is MY RAIL / 鈴木このみ（アンジュ・ヴィエルジュ OP）
39. Redo / 鈴木このみ（Re:ゼロから始める異世界生活 OP）
40. Crow Song / Girls Dead Monster（LiSA&marina）（Angel Beats! 挿入歌）
41. Brave Freak Out / LiSA（クオリディア・コード OP）
42. oath sign / LiSA
43. シルシ / LiSA（ソードアート・オンラインII ED）
44. PASSION RIDERS / アニサマ2016出演アーティスト

8月28日
1. 混ぜるな危険 / 筋肉少女帯&angela（うしおととら OP）
2. 週替わりの奇跡の神話 / 筋肉少女帯（うしおととら OP）
3. 絶対無敵☆Fallin' LOVE☆ / 地球防衛部（美男高校地球防衛部LOVE! OP）
4. 沸点突破☆LOVE IS POWER☆ / 地球防衛部（美男高校地球防衛部LOVE!LOVE! OP）
5. Honey♥Come!! / 小倉唯（城下町のダンデライオン ED）
6. ハイタッチ☆メモリー / 小倉唯（カードファイト!! ヴァンガードG ストライドゲート編 ED）
7. courage / 戸松遥（ソードアート・オンラインII OP）
8. Q&A リサイタル! / 戸松遥（となりの怪物くん OP）
9. 片想い接近 / 飯田里穂（アニメマシテ 2016年7月度OP）
10. Melody / Pile（境界のRINNE OP）
11. メドレー / Pile
  1. 伝説のFLARE（テンカイナイト ED）

1.   1. ドリームトリガー（ワールドトリガー OP）

1. Light for Knight / 三森すずこ（ランス・アンド・マスクス OP）
2. ユニバーページ / 三森すずこ（アウトブレイク・カンパニー OP）
3. 青春は食べ物です / petit milady（パンでPeace! OP）
4. azurite / petit milady（とある飛空士への恋歌 OP）
5. もってけ!セーラーふく / ゆいかおり&petit milady（らき☆すた OP）
6. X-encounter / 黒崎真音（東京レイヴンズ OP）
7. 楽園の翼 / 黒崎真音（グリザイアの果実 OP）
8. Ζ・刻をこえて / 鮎川麻弥（機動戦士Ζガンダム OP）
9. Patria / Minami（レガリア The Three Sacred Stars ED）
10. 時すでに始まりを刻む / Minami（刀語 ED）
  - -休憩-

11. chase / batta（ジョジョの奇妙な冒険 ダイヤモンドは砕けない OP）
12. Crazy Noisy Bizarre Town / THE DU（ジョジョの奇妙な冒険 ダイヤモンドは砕けない OP）
13. Ring Ring Rainbow!! / ゆいかおり（城下町のダンデライオン OP）
14. Promise You!! / ゆいかおり（カードファイト!! ヴァンガードG ストライドゲート編 ED）
15. whiz / TrySail（暦物語 ED）
16. High Free Spirits / TrySail（ハイスクール・フリート OP）
17. Brand-new World / 西沢幸奏（学戦都市アスタリスク 第1期OP）
18. The Asterisk War / 西沢幸奏（学戦都市アスタリスク 第2期OP）
19. Night Drivin’ / 小野賢章
20. STORY / 小野賢章（ラクエンロジック OP）
21. 叫べ / 沼倉愛美（魔法少女育成計画 OP）
22. Believe / 沼倉愛美&三森すずこ（ONE PIECE OP）
23. SAVIOR OF SONG / ナノ（蒼き鋼のアルペジオ -アルス・ノヴァ- OP）
24. Rock on. / ナノ（劇場版 蒼き鋼のアルペジオ -アルス・ノヴァ- DC 主題歌）
25. 絶世スターゲイト / 蒼井翔太（ファンタシースターオンライン2 ジ アニメーション OP）
26. イノセント / 蒼井翔太（初恋モンスター OP）
27. 波羅蜜恋華 / ALI PROJECT（落第騎士の英雄譚 ED）
28. 緋ノ糸輪廻ノGEMINI / ALI PROJECT feat. petit milady（聖剣使いの禁呪詠唱 OP）
29. 亡國覚醒カタルシス / ALI PROJECT（.hack//Roots ED）
30. DEAD OR ALIVE / angela（蒼穹のファフナー EXODUS OP）
31. メドレー / angela
  1. KINGS（K OP）
  2. 蒼い春（生徒会役員共 ED）
  3. Peace of mind（蒼穹のファフナー RIGHT OF LEFT ED）
  4. Shangri-La（蒼穹のファフナー OP）
  5. 騎士行進曲（シドニアの騎士 第九惑星戦役 OP）

32. シドニア / angela（シドニアの騎士 OP）
33. PASSION RIDERS / アニサマ2016出演アーティスト（筋肉少女帯、batta、ナノを除く）

テーマソング
PASSION RIDERS
作詞：畑亜貴/作曲・編曲：Q-MHz
Animelo Summer Live 2016 刻-TOKI- テーマソング

Blu-ray
Animelo Summer Live 2016 刻-TOKI- 8.26
2017年3月29日発売/キングレコード/KIXM-1031〜2
Animelo Summer Live 2016 刻-TOKI- 8.27
2017年3月29日発売/キングレコード/KIXM-1033〜4
Animelo Summer Live 2016 刻-TOKI- 8.28
2017年3月29日発売/キングレコード/KIXM-1035〜6
- Blu-ray版（2枚組）を発売。

事件
8月28日の開催中に観客席にゴキブリを撒かれる事件が発生した。その後、2017年3月23日に容疑者の男が逮捕された。
主な出来事
- 前年、急病により当日欠席した藍井エイルは、当初は出演予定であり、テーマソングの歌唱にも参加していたが、2016年8月18日に活動休止を発表したことに伴い、代わりに、藍井と同じレーベルに所属する春奈るなが出演することとなった。
- A応Pは、翌年以降アニサマへの出演がないまま2021年3月31日を以て解散、結果的に最初で最後のアニサマ出演となった。

## 2017年
- タイトル：Animelo Summer Live 2017 -THE CARD-
- 開催日：2017年8月25日、8月26日、8月27日
- 会場：さいたまスーパーアリーナ（スタジアムモード）
- 主催：MAGES.、文化放送
- 協賛：ANiUTa、グッドスマイルカンパニー、スカパー!、LIVE DAM STADIUM、JCB
- 後援：埼玉県、エイベックス・ピクチャーズ、NBCユニバーサル・エンターテイメントジャパン、KADOKAWA、キングレコード、GloryHeaven、ソニー・ミュージックエンタテインメント、DIVE II entertainment、日本コロムビア、ビクターエンタテインメント、フライングドッグ、ブシロードミュージック、ポニーキャニオン、マーベラス、LOVE&ART、ランティス、ロッカンミュージック、ワーナー ブラザース ジャパン
- 企画：アニサマプロジェクト実行委員会
- 協力：さいたまスーパーアリーナ、セブン-イレブン・ジャパン、タワーレコード、ぴあ

出演者
8月25日
- Aqours
- 大橋彩香
- OxT
- ClariS
- GRANRODEO
- けものフレンズ（尾崎由香、本宮佳奈、小野早稀、佐々木未来、根本流風、田村響華、相羽あいな、築田行子、近藤玲奈、小森未彩）
- 鈴木このみ
- 田村ゆかり
- 茅原実里
- TRUE
- 西沢幸奏
- 早見沙織
- Pyxis
- FLOW
- Machico
- Minami
- Roselia from BanG Dream!（相羽あいな、工藤晴香、遠藤ゆりか、櫻川めぐ、明坂聡美）

8月26日
- アイドルマスター ミリオンスターズ（山崎はるか、田所あずさ、Machico、愛美、麻倉もも、雨宮天、伊藤美来、上田麗奈、木戸衣吹、駒形友梨、諏訪彩花、高橋未奈美、夏川椎菜、村川梨衣、渡部優衣）
- i☆Ris
- 蒼井翔太
- angela
- キラキラ☆プリキュアアラモード サマーセッション（駒形友梨、宮本佳那子、美山加恋、福原遥、村中知、藤田咲、森なな子、水瀬いのり）
- KING OF PRISM（寺島惇太、蒼井翔太、斉藤壮馬、畠中祐、八代拓、五十嵐雅、永塚拓馬、内田雄馬）
- 鈴村健一
- スフィア
- 東山奈央
- 中島愛
- 羽多野渉
- fhána
- fripSide
- 三森すずこ
- Luce Twinkle Wink☆

8月27日
- アイドルマスター SideM（DRAMATIC STARS（仲村宗悟、内田雄馬、八代拓）、High×Joker（野上翔、千葉翔也、白井悠介、永塚拓馬、渡辺紘）、S.E.M（伊東健人、榎木淳弥、中島ヨシキ））
- Wake Up, Girls!
- 上坂すみれ
- 内田真礼
- 奥華子
- 小倉唯
- 黒崎真音
- ZAQ
- SCREEN mode
- TrySail
- 春奈るな
- B-PROJECT（THRIVE（豊永利行、花江夏樹、加藤和樹）、KiLLER KiNG（西山宏太朗、八代拓、千葉翔也、江口拓也））
- 水樹奈々
- 水瀬いのり
- ミルキィホームズ
- LiSA

バックバンド「アニサマバンド」
- 山内"masshoi"優（ドラム）
- 村上聖（ベース）
- 松尾洋一（ギター）
- 山崎淳（ギター）
- 今井隼（キーボード）
- 毛利泰士（マニピュレーター）

サプライズゲスト
- 平野綾(SOS団として)（8月25日）
- 後藤邑子(SOS団として)（8月25日）
- motsu（8月25日、田村ゆかりとのセッションとして）
- DJ KOO（8月26日、KING OF PRISMとのセッションとして）
- 茅原実里（8月26日、三森すずことのセッションとして）
- ピュアリーモンスター (8月26日、fhánaのバックダンサーとして)
- オーサ・イェークストロム (8月26日、fhánaのライブペインターとして)
- 氷川きよし（8月26日）
- May'n(8月27日、LiSA及びWake Up,Girls!とのセッションとして)

セットリスト
8月25日
1. ハレ晴レユカイ/SOS団
2. ようこそジャパリパークへ / けものフレンズ with オーイシマサヨシ（けものフレンズ OP）
3. コネクト / ClariS
4. ヒトリゴト / ClariS（エロマンガ先生 OP）
5. FLAWLESS / Pyxis（デュエル・マスターズ VSRF ED）
6. プラチナ / Pyxis（カードキャプターさくら OP）
7. ユー&アイ / 大橋彩香（ナイツ&マジック ED）
8. ワガママMIRROR HEART / 大橋彩香（政宗くんのリベンジ OP）
9. fantastic dreamer / Machico（この素晴らしい世界に祝福を! OP）
10. TOMORROW / Machico（この素晴らしい世界に祝福を!2 OP）
11. サウンドスケープ / TRUE（響け!ユーフォニアム2 OP）
12. BUTTERFLY EFFECTOR / TRUE（ ひなろじ〜from Luck & Logic〜 OP）
13. DreamRiser / Minami&TRUE（ガールズ&パンツァー OP）
14. illuminate / Minami（テイルズ オブ ゼスティリア ザ クロス OP）
15. ZERO!! / Minami
16. 君じゃなきゃダメみたい / OxT
17. Go EXCEED!! / OxT（ダイヤのA OP）
18. バラライカ / 田村ゆかり&OxT（きらりん☆レボリューション OP）
19. カオスシンドローム / 鈴木このみ（CHAOS;CHILD ED）
20. Blow out / 鈴木このみ（ロクでなし魔術講師と禁忌教典 OP）
21. This game / 鈴木このみ
  - -休憩-

22. BLACK SHOUT / Roselia from BanG Dream!（BanG Dream! イメージソング）
23. LOUDER / Roselia from BanG Dream!（BanG Dream! イメージソング）
24. Break your fate / 西沢幸奏（アラド戦記 イメージソング）
25. 帰還 / 西沢幸奏（劇場版 艦これ 主題歌）
26. 空色デイズ / 西沢幸奏&鈴木このみ
27. Installation(Acoustic) / 早見沙織
28. 夢の果てまで / 早見沙織（劇場版 はいからさんが通る 前編 〜紅緒、花の17歳〜 主題歌）
29. 秘密の扉から会いにきて / 田村ゆかり
30. You & Me / 田村ゆかり feat. motsu & おまいら
31. 青空Jumping Heart / Aqours（ラブライブ!サンシャイン!! OP）
32. HAPPY PARTY TRAIN / Aqours
33. メドレー / Aqours
  1. 恋になりたいAQUARIUM
  2. ユメ語るよりユメ歌おう（ラブライブ!サンシャイン!! ED）

34. 雪、無音、窓辺にて。 / 茅原実里
35. SELF PRODUCER / 茅原実里
36. Paradise Lost / 茅原実里
37. INNOSENSE / FLOW（テイルズ オブ ゼスティリア ザ クロス ED）
38. WORLD END / FLOW（コードギアス 反逆のルルーシュR2 OP）
39. GO!!! / FLOW
40. 7 -seven- / FLOW&GRANRODEO（七つの大罪 ED）
41. Glorious days / GRANRODEO（劇場版 黒子のバスケ LAST GAME 主題歌）
42. move on! イバラミチ / GRANRODEO（最遊記RELOAD BLAST OP）
43. The Other self / GRANRODEO（黒子のバスケ OP）
44. Playing The World / アニサマ2017出演アーティスト（平野綾、後藤邑子、ClariSを除く）

8月26日
1. 僕は僕であって / angela×fripSide（亜人 OP）
2. イグジスト / angela
3. 全力☆Summer! / angela（アホガール OP）
4. ドラマチックLOVE / KING OF PRISM（KING OF PRISM by PrettyRhythm 主題歌）
5. メドレー / KING OF PRISM feat. DJ KOO
  1. CRAZY GONNA CRAZY（KING OF PRISM -PRIDE the HERO- 挿入歌）
  2. EZ DO DANCE（KING OF PRISM by PrettyRhythm 挿入歌）

6. go to Romance>>>>> / Luce Twinkle Wink☆（うらら迷路帖 ED）
7. Fight on! / Luce Twinkle Wink☆（ゲーマーズ! ED）
8. §Rainbow / i☆Ris
9. Shining Star / i☆Ris（プリパラ OP）
10. イチズ / i☆Ris（ムシブギョー ED）
11. You Only Live Once / YURI!!! on ICE feat. w.hatano（ユーリ!!! on ICE ED）
12. ハートシグナル / 羽多野渉（ひとりじめマイヒーロー OP）
13. イマココ / 東山奈央（月がきれい OP）
14. 月がきれい / 東山奈央（月がきれい ED）
15. TRY UNITE! -extended version- / 中島愛（輪廻のラグランジェ OP）
16. 星間飛行 / 中島愛（マクロスF 挿入歌）
17. ドキドキトキドキトキメキス♡ / 三森すずこ
18. サキワフハナ / 三森すずこ（結城友奈は勇者である -鷲尾須美の章- OP）
19. メドレー / スフィア
  1. My Only Place（装神少女まとい ED）
  2. Super Noisy Nova

20. MOON SIGNAL / スフィア（おとめ妖怪ざくろ OP）
21. HIGH POWERED / スフィア（侵略!?イカ娘 OP）
  - -休憩-

22. SHINE!! キラキラ☆プリキュアアラモード / 駒形友梨（キラキラ☆プリキュアアラモード OP）
23. シュビドゥビ☆スイーツタイム / 宮本佳那子（キラキラ☆プリキュアアラモード ED）
24. レッツ・ラ・クッキン☆ショータイム / キラキラ☆プリキュアアラモード サマーセッション（キラキラ☆プリキュアアラモード ED）
25. HIDE-AND-SEEK / 鈴村健一（はんだくん ED）
26. SHIPS / 鈴村健一
27. 英雄 / 鈴村健一&羽多野渉（ウルトラマンネクサス OP）
28. Don't say "lazy" / Minorin Mimorin-茅原実里&三森すずこ-（けいおん ED）
29. キミに捧げる鎮魂歌 / 蒼井翔太（初恋モンスター ED）
30. DDD / 蒼井翔太（フューチャーカード バディファイトDDD OP）
31. ムーンリバー / fhána（有頂天家族2 ED）
32. Hello!My World!! / fhána（ナイツ&マジック OP）
33. 青空のラプソディ / fhána（小林さんちのメイドラゴン OP）
34. おジャ魔女カーニバル!! / スフィア&i☆Ris（おジャ魔女どれみ OP）
35. 限界突破×サバイバー / 氷川きよし（ドラゴンボール超 OP）
36. CHA-LA HEAD-CHA-LA / 氷川きよし
37. Dreaming! / アイドルマスター ミリオンスターズ（アイドルマスター ミリオンライブ! テーマソング）
38. メドレー / アイドルマスター ミリオンスターズ
  1. PRETTY DREAMER / 横山奈緒（渡部優衣）・春日未来（山崎はるか）・望月杏奈（夏川椎菜）（アイドルマスター ミリオンライブ! イメージソング）
  2. カーニヴァル・ジャパネスク / 徳川まつり（諏訪彩花）（アイドルマスター ミリオンライブ! イメージソング）
  3. Up!10sion♪Pleeeeeeeeease! / 松田亜利沙（村川梨衣）（アイドルマスター ミリオンライブ! イメージソング）
  4. Eternal Harmony / 高坂海美（上田麗奈）・七尾百合子（伊藤美来）・矢吹可奈（木戸衣吹）（アイドルマスター ミリオンライブ! イメージソング）
  5. dear... / 馬場このみ（高橋未奈美）（アイドルマスター ミリオンライブ! イメージソング）
  6. プラリネ / ジュリア（愛美）（アイドルマスター ミリオンライブ! イメージソング）
  7. アイル / 伊吹翼（Machico）・ジュリア（愛美）（漫画アイドルマスター ミリオンライブ! イメージソング）
  8. Shooting Stars / 箱崎星梨花（麻倉もも）・最上静香（田所あずさ）・北沢志保（雨宮天）・高山紗代子（駒形友梨）（アイドルマスター ミリオンライブ! イメージソング）

39. Brand New Theater! / アイドルマスター ミリオンスターズ（アイドルマスター ミリオンライブ! シアターデイズ テーマソング）
40. black bullet / fripSide
41. The end of escape / fripSide×angela（亜人 OP）
42. clockwork planet / fripSide（クロックワーク・プラネット OP）
43. only my railgun / fripSide
44. Playing The World / アニサマ2017出演アーティスト（DJ KOO、氷川きよしを除く）

8月27日
1. メドレー / LiSA&May'n
  1. crossing field
  2. Chase the world

2. Inner Urge / 上坂すみれ（下ネタという概念が存在しない退屈な世界 ED）
3. 踊れ!きゅーきょく哲学 / 上坂すみれ（アホガール ED）
4. Beyond The Dream / アイドルマスター SideM（アイドルマスター SideM テーマソング）
5. メドレー / アイドルマスター SideM
  1. MOON NIGHTのせいにして / DRAMATIC STARS（アイドルマスター SideM イメージソング）
  2. HIGH JUMP NO LIMIT / High×Joker（アイドルマスター SideM イメージソング）
  3. Study Equal Magic! / S.E.M（アイドルマスター SideM イメージソング）

6. DRIVE A LIVE / アイドルマスター SideM（アイドルマスター SideM テーマソング）
7. ステラブリーズ / 春奈るな（冴えない彼女の育てかた♭ OP）
8. メドレー / 春奈るな
  1. アイヲウタエ
  2. 君色シグナル

9. Starry Wish / 水瀬いのり（ViVid Strike! ED）
10. アイマイモコ / 水瀬いのり（徒然チルドレン ED）
11. キミの花 / 奥華子（セイレン OP）
12. ガーネット / 奥華子（時をかける少女 主題歌）
13. Future Strike / 小倉唯（ViVid Strike! OP）
14. メドレー / 小倉唯
  1. ハイタッチ☆メモリー
  2. Honey♥Come!!

15. Magic∞world / 黒崎真音
16. VERMILLION / 黒崎真音（DRIFTERS ED）
17. メドレー / ミルキィホームズ
  1. ミルキィ100ワールド（フューチャーカード バディファイト100 ED）
  2. 泣き虫TREASURES（カードファイト!! ヴァンガード ED）
  3. カードゲームしよ!（ブシロード CMソング）
  4. Pleasure Stride（カードファイト!! ヴァンガードG NEXT ED）
  5. 泣き虫TREASURES

18. 正解はひとつ!じゃない!! / ミルキィホームズ
19. Last Proof / ZAQ（劇場版 トリニティセブン -悠久図書館と錬金術少女- 主題歌）
20. Alteration / ZAQ
21. Sparkling Daydream / ZAQ feat. 内田真礼&上坂すみれ
  - -休憩-

22. 無敵*デンジャラス / B-PROJECT（B-PROJECT〜鼓動＊アンビシャス〜 劇中歌）
23. メドレー / B-PROJECT
  1. Hungry Wolf / KiLLER KiNG（B-PROJECT イメージソング）
  2. dreaming time / THRIVE（B-PROJECT イメージソング）

24. 永久パラダイス / B-PROJECT（B-PROJECT〜鼓動＊アンビシャス〜 劇中歌）
25. One In A Billion / Wake Up, May'n!（異世界食堂 OP）
26. 恋?で愛?で暴君です! / Wake Up, Girls!（恋愛暴君」OP）
27. Beyond the Bottom / Wake Up, Girls!（Wake Up, Girls! Beyond the Bottom 主題歌）
28. Reason Living / SCREEN mode（文豪ストレイドッグス OP）
29. MYSTERIUM / SCREEN mode（バチカン奇跡調査官 OP）
30. おジャ魔女でBAN2 / MILKY mode-ミルキィホームズ&SCREEN mode-（も〜っと! おジャ魔女どれみ OP）
31. ギミー!レボリューション / 内田真礼
32. +INTERSECT+ / 内田真礼
33. オリジナル。 / TrySail（亜人ちゃんは語りたい OP）
34. adrenaline!!! / TrySail（エロマンガ先生 ED）
35. oath sign / LiSA
36. だってアタシのヒーロー。 / LiSA（僕のヒーローアカデミア ED）
37. Catch the Moment / LiSA（劇場版 ソードアート・オンライン -オーディナル・スケール- 主題歌）
38. Rising Hope / LiSA
39. TESTAMENT -Aufwachen Form- / 水樹奈々（戦姫絶唱シンフォギアAXZ OP）
40. Destiny's Prelude / 水樹奈々（魔法少女リリカルなのは Reflection 主題歌）
41. Invisible Heat / 水樹奈々（魔法少女リリカルなのは Reflection 挿入歌）
42. UNLIMITED BEAT / 水樹奈々（戦姫絶唱シンフォギアXD UNLIMITED 主題歌）
43. Playing The World / アニサマ2017出演アーティスト

テーマソング
Playing The World
作詞・作曲：ZAQ/編曲：ZAQ/EFFY
Animelo Summer Live 2017 -THE CARD- テーマソング

Blu-ray
Animelo Summer Live 2017 -THE CARD- 8.25
2018年3月28日発売/株式会社ランティス/LABX-8231〜2
Animelo Summer Live 2017 -THE CARD- 8.26
2018年3月28日発売/株式会社ランティス/LABX-8233〜4
Animelo Summer Live 2017 -THE CARD- 8.27
2018年3月28日発売/株式会社ランティス/LABX-8235〜6
- Blu-ray版（2枚組）を発売。
- 26日分は氷川きよしが未収録

主な出来事
- 2018年6月を以て声優を引退した遠藤ゆりか、2022年4月を以てボーカルが交代したfripSide（第2期）は「アニサマ」最後の出演となった。

## 2018年
- タイトル：Animelo Summer Live 2018 "OK!"
- 開催日：2018年8月24日、8月25日、8月26日
- 会場：さいたまスーパーアリーナ（スタジアムモード）
- 主催：MAGES.、文化放送、BSフジ
- 協賛：ANiUTa、グッドスマイルカンパニー、LIVE DAM STADIUM
- 後援：埼玉県、KADOKAWA、キングレコード、ZERO-A、ソニー・ミュージックエンタテインメント、DIVE II entertainment、日本コロムビア、バンダイナムコエンターテインメント、5pb.Records、フライングドッグ、ブシロードミュージック、ポニーキャニオン、バンダイナムコアーツ（ランティス）
- 協力：さいたまスーパーアリーナ、セブン-イレブン・ジャパン、ぴあ

出演者
8月24日
- Aqours
- 亜咲花
- いとうかなこ
- 伊藤美来
- Wake Up, Girls!
- 内田彩
- OLDCODEX
- GARNiDELiA
- 黒崎真音
- Zwei
- DearDream（石原壮馬、溝口琢矢、富田健太郎、太田将熙、正木郁）
- Do As Infinity
- 中島愛
- 春奈るな
- Poppin’Party
- MYTH & ROID
- 三森すずこ
- 山崎エリイ
- レン（楠木ともり）

8月25日
- アイドルマスターSideM（仲村宗悟、堀江瞬、野上翔、山谷祥生、伊東健人、熊谷健太郎、狩野翔、土岐隼一、矢野奨吾、笠間淳）
- 内田真礼
- ウマ娘 プリティーダービー（和氣あず未、高野麻里佳、Machico、大橋彩香、高橋未奈美、高柳知葉、前田玲奈、上田瞳、大坪由佳、木村千咲、徳井青空、巽悠衣子、松井恵理子、大西沙織、鬼頭明里）
- 大橋彩香
- GRANRODEO
- スタァライト九九組（小山百代、三森すずこ、富田麻帆、佐藤日向、岩田陽葵、小泉萌香、相羽あいな、生田輝、伊藤彩沙）
- 竹達彩奈
- 茅原実里
- TRUE
- TrySail
- fhána
- 水瀬いのり
- Minami
- 宮野真守
- 山崎はるか
- 悠木碧

8月26日
- アイドルマスター ミリオンライブ! ミリオンスターズ（山崎はるか、田所あずさ、Machico、愛美、麻倉もも、雨宮天、伊藤美来、郁原ゆう、木戸衣吹、香里有佐、諏訪彩花、夏川椎菜、平山笑美、藤井ゆきよ、南早紀）
- i☆Ris
- 蒼井翔太
- 上坂すみれ
- オーイシマサヨシ
- OxT
- 小倉唯
- ORESAMA
- ZAQ
- 妹S（田中あいみ、影山灯、白石晴香、古川由利奈）
- JAM Project
- 鈴木このみ
- 鈴木みのり
- 東山奈央
- 早見沙織
- ヘルシェイク矢野（AC部 安達亨・板倉俊介による高速紙芝居パフォーマンス）
- ミルキィホームズ
- YURiKA

サプライズゲスト
- 藍井エイル（8月24日）
- 藤井ゆきよ（8月25日、ウマ娘 プリティーダービーの実況として）
- petit milady（8月25日）
- THE MONSTERS（8月26日）
- 麻倉もも（8月26日、ソロとして）
- 雨宮天（8月26日、ソロとして）
- 夏川椎菜（8月26日、ソロとして）

セットリスト
太字はBSフジで放送された楽曲（休憩は除く）。
8月24日
1. DISCOTHEQUE / 三森すずこ&内田彩
2. 流星 / 藍井エイル（ソードアート・オンライン オルタナティブ ガンゲイル・オンライン OP）
3. ラピスラズリ / 藍井エイル（アルスラーン戦記 ED）
4. SPEED STAR / GARNiDELiA（劇場版 魔法科高校の劣等生 星を呼ぶ少女 主題歌）
5. Error / GARNiDELiA（BEATLESS OP）
6. 君の知らない物語 / GARNiDELiA&中島愛（化物語 ED）
7. To see the future / レン(楠木ともり)（ソードアート・オンライン オルタナティブ ガンゲイル・オンライン ED）
8. Shocking Blue / 伊藤美来（武装少女マキャヴェリズム OP）
9. 守りたいもののために / 伊藤美来（りゅうおうのおしごと!#テレビアニメ ED）
10. PLEASURE FLAG / DearDream（ドリフェス! OP）
11. ユメノコドウ / DearDream（ドリフェス!R OP）
12. Open your eyes / 亜咲花（Occultic;Nine -オカルティック・ナイン- ED）
13. SHINY DAYS / 亜咲花（ゆるキャン△ OP）
14. Bright way / 内田彩（百錬の覇王と聖約の戦乙女 OP）
15. So Happy / 内田彩（お前はまだグンマを知らない ED）
16. Starlight / 山崎エリイ（七星のスバル ED）
17. 笑顔に会いたい / みっく&エリイ（伊藤美来&山崎エリイ）（ママレード・ボーイ OP）
18. ティアドロップス / Poppin’Party（BanG Dream!再放送版ED）
19. キラキラだとか夢だとか 〜Sing Girls〜 / Poppin’Party（BanG Dream! ED）
20. God knows... / Poppin’Party（涼宮ハルヒの憂鬱 挿入歌）
  - -休憩-

21. ファティマ / いとうかなこ（シュタインズ・ゲート ゼロ OP）
22. LAST GAME / Zwei（シュタインズ・ゲート ゼロ ED）
23. スカイクラッドの観測者 / いとうかなこ&Zwei（STEINS;GATE テーマソング）
24. 放課後オーバーフロウ / 中島愛（劇場版 マクロスF 恋離飛翼〜サヨナラノツバサ〜 主題歌）
25. サタデー・ナイト・クエスチョン / 中島愛（ネト充のススメ OP）
26. 桃色タイフーン / 春奈るな（ゆらぎ荘の幽奈さん OP）
27. Startear / 春奈るな（ソードアート・オンラインII ED）
28. 瞬間センチメンタル / 黒崎真音&春奈るな feat.大塚紗英&西本りみ from Poppin’Party（鋼の錬金術師 FULLMETAL ALCHEMIST ED）
29. décadence -デカダンス- / 黒崎真音（されど罪人は竜と踊る ED）
30. Gravitation / 黒崎真音（とある魔術の禁書目録Ⅲ OP）
31. 極上スマイル / Wake Up, Girls!（Wake Up, Girls! 挿入歌）
32. Polaris / Wake Up, Girls!（Wake Up, Girls!新章 挿入歌）
33. ユニバーページ / 三森すずこ（アウトブレイク・カンパニー OP）
34. 革命のマスカレード / 三森すずこ（無双OROCHI 3 テーマソング）
35. VORACITY / MYTH & ROID（オーバーロードIII OP）
36. HYDRA / MYTH & ROID（オーバーロードII ED）
37. 化身の獣 / Do As Infinity（十二大戦 ED）
38. 深い森 / Do As Infinity（犬夜叉 ED）
39. 君がいない未来 / Do As Infinity（犬夜叉 完結編 OP）
40. 未来の僕らは知ってるよ / Aqours（ラブライブ!サンシャイン!! 2nd Season OP）
41. 君の瞳を巡る冒険 / Aqours
42. メドレー / Aqours
  1. WONDERFUL STORIES（ラブライブ!サンシャイン!! 2nd Season 挿入歌）
  2. 勇気はどこに?君の胸に!（ラブライブ!サンシャイン!! 2nd Season ED）

43. Growth Arrow / OLDCODEX（Butlers〜千年百年物語〜 OP）
44. One Side / OLDCODEX（SERVAMP-サーヴァンプ- Alice in the Garden 主題歌）
45. Heading to Over / OLDCODEX（Free!-Dive to the Future- OP）
46. WALK / OLDCODEX（黒子のバスケ 第2期 ED）
47. Stand by...MUSIC!!! / アニサマ2018出演アーティスト（藍井エイルを除く）

8月25日
1. メドレー/ 内田真礼&水瀬いのり
  1. ギミー!レボリューション
  2. アイマイモコ

2. メドレー/ ウマ娘 プリティーダービー
  1. うまぴょい伝説（ウマ娘 プリティーダービー イメージソング）
  2. Make debut! （ウマ娘 プリティーダービー OP）

3. グロウアップ・シャイン! / ウマ娘 プリティーダービー（ウマ娘 プリティーダービー ED）
4. OH MY シュガーフィーリング!! / 竹達彩奈（だがしかし2 OP）
5. Hey!カロリーQueen / 竹達彩奈
6. 帰る場所があるということ / 悠木碧（ピアノの森 ED）
7. 永遠ラビリンス / 悠木碧（僕の彼女がマジメ過ぎるしょびっちな件 OP）
8. ゼンゼントモダチ / 山崎はるか（魔法少女サイト ED）
9. Star Divine / スタァライト九九組（少女☆歌劇 レヴュースタァライト イメージソング）
10. 星のダイアローグ / スタァライト九九組（少女☆歌劇 レヴュースタァライト OP）
11. 檄!帝国華撃団 / スタァライト九九組（サクラ大戦 OP）
12. Million Futures / 水瀬いのり（乖離性ミリオンアーサー 主題歌）
13. Starry Wish / 水瀬いのり
14. NOISY LOVE POWER☆ / 大橋彩香（魔法少女 俺 OP）
15. YES!! / 大橋彩香
16. わたしのための物語 〜My Uncompleted Story〜 / fhána（メルヘン・メドヘン OP）
17. ケセラセラ / fhána（有頂天家族 ED）
18. 青空のラプソディ / fhána
19. WANTED GIRL / TrySail（タイムボカン 逆襲の三悪人 OP）
20. Truth. / TrySail（BEATLESS OP）
21. adrenaline!!! / TrySail
  - -休憩-

22. Los! Los! Los! / 悠木碧（幼女戦記 ED）
23. aventure bleu / 内田真礼（たくのみ。 OP）
24. Smiling Spiral / 内田真礼
25. One Unit / Minami（プラネット・ウィズ OP）
26. Precious Memories / Minami
27. Remained dream /茅原実里（フルメタル・パニック! Invisible Victory ED）
28. みちしるべ / 茅原実里（ヴァイオレット・エヴァーガーデン ED）
29. Sincerely /TRUE（ヴァイオレット・エヴァーガーデン OP）
30. UNISONIA / TRUE（バディ・コンプレックス OP）
31. DREAM SOLISTER / TRUE
32. 360°星のオーケストラ / petit milady（七星のスバル OP）
33. 世界中が恋をする夜 / petit milady（百錬の覇王と聖約の戦乙女 ED）
34. おねんねコンちゃん / petit milady（ポプテピピック 挿入歌）
35. JOINT / Mimorin×Minorin（三森すずこ&茅原実里）
36. Reason!! / アイドルマスター SideM（アイドルマスター SideM OP）
37. GLORIOUS RO@D / アイドルマスター SideM（アイドルマスター SideM 挿入歌）
38. DRIVE A LIVE / アイドルマスター SideM
39. The Birth / 宮野真守（亜人 -衝戟- 主題歌）
40. SHOUT! / 宮野真守
41. シャイン / 宮野真守
42. BEASTFUL / GRANRODEO（バキ OP）
43. Deadly Drive / GRANRODEO（文豪ストレイドッグス DEAD APPLE 主題歌）
44. 少年の果て / GRANRODEO（機動戦士ガンダム 鉄血のオルフェンズ ED）
45. Punky Funky Love / GRANRODEO
46. Stand by...MUSIC!!! / アニサマ2018出演アーティスト

8月26日
1. ANISAM A GO GO / ミルキィホームズ&i☆Ris&上坂すみれ&東山奈央
2. うまるん体操 / 妹S（干物妹!うまるちゃんR ED）
3. かくしん的☆めたまるふぉ〜ぜっ! / 妹S（干物妹!うまるちゃん OP）
4. ホトハシル / ORESAMA（ムヒョとロージーの魔法律相談事務所 ED）
5. 流星ダンスフロア / ORESAMA（魔法陣グルグル OP）
6. Snow halation / THE MONSTERS
7. Hell Yeah!! / ヘルシェイク矢野
8. POP TEAM EPIC / 上坂すみれ（ポプテピピック OP）
9. 鏡面の波 / YURiKA（宝石の国 OP）
10. メドレー / YURiKA
  1. Shiny Ray（リトルウィッチアカデミア OP）
  2. MIND CONDUCTOR（リトルウィッチアカデミア OP）

11. オトモダチフィルム / オーイシマサヨシ（多田くんは恋をしない OP）
12. Jewelry / 早見沙織（カードキャプターさくら クリアカード編 ED）
13. 新しい朝 / 早見沙織（劇場版 はいからさんが通る 後編 〜花の東京大ロマン〜 主題歌）
14. True Destiny / 東山奈央（チェインクロニクル 〜ヘクセイタスの閃〜 ED）
15. 灯火のまにまに / 東山奈央（かくりよの宿飯 OP）
16. FEELING AROUND / 鈴木みのり（ラーメン大好き小泉さん OP）
17. リワインド / 鈴木みのり（カードキャプターさくら クリアカード編 ED）
18. Catch You Catch Me / 早見沙織&鈴木みのり（カードキャプターさくら OP）
19. アルカテイル / 鈴木このみ（Summer Pockets テーマソング）
20. 歌えばそこに君がいるから / 鈴木このみ（LOST SONG OP）
21. 私がモテないのはどう考えてもお前らが悪い / 鈴木このみ（私がモテないのはどう考えてもお前らが悪い OP）
  - -休憩-

22. トクベツいちばん!! / 麻倉もも（プリプリちぃちゃん!! OP）
23. 誓い / 雨宮天（七つの大罪 戒めの復活 ED）
24. フワリ、コロリ、カラン、コロン / 夏川椎菜（プリプリちぃちゃん!! ED）
25. Changing point / i☆Ris（魔法少女サイト OP）
26. キュウキョクのプリパラメドレー / i☆Ris
  1. Make it!
  2. ミラクル☆パラダイス
  3. Realize!
  4. ドリームパレード
  5. ブライトファンタジー
  6. Goin’on
  7. Ready Smile!!
  8. Shining Star
  9. Memorial

27. Baby Sweet Berry Love / 小倉唯（変態王子と笑わない猫。 ED）
28. 永遠少年 / 小倉唯（音楽少女 OP）
29. 零 / 蒼井翔太
30. Eclipse / 蒼井翔太（デビルズライン OP）
31. カーストルーム / ZAQ（ようこそ実力至上主義の教室へ OP）
32. JOURNEY / ZAQ（映画 中二病でも恋がしたい! -Take On Me- OP）
33. シュガーソングとビターステップ / ZAQとOxT（血界戦線 ED）
34. GO CRY GO / OxT（オーバーロードII OP）
35. Silent Solitude / OxT（オーバーロードIII ED）
36. Brand New Theater! / アイドルマスター ミリオンライブ! ミリオンスターズ
37. メドレー / アイドルマスター ミリオンライブ! ミリオンスターズ
  1. Princess Be Ambitious!! / プリンセススターズ（山崎はるか、伊藤美来、郁原ゆう、木戸衣吹、諏訪彩花）（アイドルマスター ミリオンライブ! シアターデイズ イメージソング）
  2. Angelic Parade♪ / エンジェルスターズ（Machico、麻倉もも、香里有佐、夏川椎菜、平山笑美）（アイドルマスター ミリオンライブ! シアターデイズ イメージソング）
  3. FairyTaleじゃいられない / フェアリースターズ（田所あずさ、愛美、雨宮天、藤井ゆきよ、南早紀）（アイドルマスター ミリオンライブ! シアターデイズ イメージソング）

38. UNION!! /アイドルマスター ミリオンライブ! ミリオンスターズ（アイドルマスター ミリオンライブ! シアターデイズ テーマソング）
39. 正解はひとつ!じゃない!! / ミルキィホームズ（探偵オペラ ミルキィホームズ OP）
40. メドレー / ミルキィホームズ
  1. 雨上がりのミライ
  2. 聞こえなくてもありがとう（探偵オペラミルキィホームズ ED）

41. Shining Storm 〜烈火の如く〜 / JAM Project（スーパーロボット大戦OG ムーン・デュエラーズ OP）
42. THE HERO !! 〜怒れる拳に火をつけろ〜 / JAM Project（ワンパンマン OP）
43. メドレー / JAM Project
  1. VICTORY（スーパーロボット大戦MX OP）
  2. GONG（第3次スーパーロボット大戦α 終焉の銀河へ OP）
  3. 鋼のWarriors（スーパーロボット大戦X OP）

44. SKILL / JAM Project（第2次スーパーロボット大戦α OP）
45. Stand by...MUSIC!!! / アニサマ2018出演アーティスト（ヘルシェイク矢野を除く）

テーマソング
Stand by...MUSIC!!!
作詞：唐沢美帆 / 作曲・編曲：神前暁
Animelo Summer Live 2018 “OK!” テーマソング

Blu-ray
Animelo Summer Live 2018 "OK!" 08.24
2019年3月27日発売/株式会社ソニー・ミュージックマーケティング/SSXX-41〜42
Animelo Summer Live 2018 "OK!" 08.25
2019年3月27日発売/株式会社ソニー・ミュージックマーケティング/SSXX-43〜44
Animelo Summer Live 2018 "OK!" 08.26
2019年3月27日発売/株式会社ソニー・ミュージックマーケティング/SSXX-45〜46
- Blu-ray版（2枚組）を発売。
- 24日分はGARNiDELiA&中島愛の「君の知らない物語」、26日分はZAQとOxTの「シュガーソングとビターステップ」が未収録

主な出来後
- 今回が、平成最後の『Animelo Summer Live』となった。
- 藍井エイルは、2015年は当日に体調不良、2016年は活動休止発表により、いずれの年も出演を見合せたため、シークレットであったが、4年ぶりの出演となった。
- 2019年1月28日を以て解散したミルキィホームズは「アニサマ」最後の出演となった。ただし、2022年に再結成している。
- 三森すずこが初めて3日間共出演（全通）した[注 6][注 7]。
- 後述の通り、2018年はBSフジでの放送となったが、前年と比べ1曲も放送されないアーティストが多くなり[注 8]、1日目は、藍井エイル・GARNiDELiAと中島愛のコラボ・山崎エリイ（ソロのみ）・いとうかなこ（ソロのみ）・Zwei（ソロのみ）・MYTH & ROID、2日目は、山崎はるか・内田真礼（ソロのみ）、3日目は、ORESAMA・YURiKA・オーイシマサヨシ[注 9]・東山奈央（ソロのみ）・鈴木みのり（ソロのみ）[注 10]・ZAQ（ソロのみ）がそれぞれ未放送となった。しかし、放送されたアーティストの中でも、カバー曲のみで持ち歌がカットされたり、新曲がカットされたりするアーティストも多数であった。一方、前年と翌年は、セトリの順番をライブ特番用に一部入れ替えているが、この年のライブ特番では、順番の入れ替えは特に無かった。

## 2019年

### アニサマワールド in ニコニコ超会議2019
- タイトル：アニサマワールド in ニコニコ超会議2019
- 開催日：2019年4月28日
- 会場：幕張メッセ国際展示場

出演者
- オーイシマサヨシ
- 大橋彩香
- 奥井雅美
- OxT
- けものフレンズ（尾崎由香、小野早稀、小池理子、佐々木未来、田村響華、根本流風、築田行子、佐藤遥、）
- Gothic×Luck
- 鈴木このみ
- スタァライト九九組（小山百代、富田麻帆、岩田陽葵、小泉萌香、生田輝）
- Zwei
- halca
- MOTSU

セットリスト
1. ようこそジャパリパークへ / けものフレンズ with アニサマフレンズ
2. 星をつなげて / Gothic×Luck（けものフレンズ2 ED）
3. 大空ドリーマー〜純情フリッパー / PPP（けものフレンズ 挿入歌）
4. 乗ってけ!ジャパリビート / どうぶつビスケッツ×PPP×カラカル×オイナリサマ（けものフレンズ2 OP）
5. YES!! / 大橋彩香
6. ハイライト / 大橋彩香（叛逆性ミリオンアーサー OP）
7. NOISY LOVE POWER☆ / 大橋彩香
8. Burst The Gravity / 大橋彩香×halca×MOTSU
9. キミの隣 / halca（ヲタクに恋は難しい ED）
10. センチメンタルクライシス / halca（かぐや様は告らせたい〜天才たちの恋愛頭脳戦〜 ED）
11. プライド革命 / halca
12. LAST GAME / Zwei
13. 純情スペクトラ / Zwei×鈴木このみ
14. 青き炎 / Zwei（BAKUMATSUクライシス ED）
15. 拡張プレイス / Zwei
16. 約束タワー / スタァライト九九組（少女☆歌劇 レヴュースタァライト イメージソング）
17. 檄!帝国華撃団 / スタァライト九九組
18. ディスカバリー! / スタァライト九九組
19. Star Divine / スタァライト九九組
20. 君じゃなきゃダメみたい / オーイシマサヨシ
21. シンガロン進化論 / オーハシアヤカ×オーイシマサヨシ
22. GO CRY GO / OxT
23. UNION / OxT（SSSS.GRIDMAN OP）
24. 歌えばそこに君がいるから / 鈴木このみ
25. 蒼の彼方 / 鈴木このみ（ソラとウミのアイダ ED）
26. This game / 鈴木このみ
27. 私がモテないのはどう考えてもお前らが悪い! / 鈴木このみ feat. MOTSU
28. INSANITY / 奥井雅美 feat. MOTSU
29. 宝箱 -treasure box- / 奥井雅美（SHIROBAKO 後期OP）
30. Shuffle / 奥井雅美xOxT
31. 輪舞-revolution- / 奥井雅美 feat. スタァライト九九組
32. ONENESS / アニサマフレンズ

### Animelo Summer Live 2019 -STORY-
- タイトル：Animelo Summer Live 2019 -STORY-
- 開催日：2019年8月30日、8月31日、9月1日
- 会場：さいたまスーパーアリーナ（スタジアムモード）
- 主催：文化放送 他
- 協賛：ANiUTa、グッドスマイルカンパニー、LIVE DAM STADIUM
- 後援：Astro Voice、キングレコード、GloryHeaven、ソニー・ミュージックエンタテインメント、DIVE II entertainment、DMM music、日本コロムビア、バンダイナムコエンターテインメント、5pb.Records、フライングドッグ、ブシロードミュージック、ポニーキャニオン、ランティス
- 企画：アニサマプロジェクト実行委員会
- 協力：さいたまスーパーアリーナ、アニメイト、ゲーマーズ、LINEチケット

出演者
8月30日
- 逢田梨香子
- i☆Ris
- アニメロサマープリンセス from プリンセスコネクト!Re:Dive（伊藤美来、立花理香、東山奈央、木戸衣吹、小倉唯、大橋彩香、大坪由佳、芹澤優、佳村はるか）
- 石原夏織
- 伊藤美来
- オーイシマサヨシ
- けものフレンズ（尾崎由香、小野早稀、佐々木未来、根本流風、田村響華、相羽あいな、築田行子、小池理子、山下まみ、佐藤遥、八木ましろ、菅まどか、柳原かなこ、和泉風花、伏見はる香）
- 佐咲紗花
- 鈴木このみ
- 鈴木雅之
- スフィア
- 中島愛
- 氷川きよし
- fhána
- 渕上舞
- 三森すずこ
- ReoNa
- Roselia（相羽あいな、工藤晴香、中島由貴、櫻川めぐ、志崎樺音）

8月31日
- アイドルマスター SideM（仲村宗悟、寺島拓篤、寺島惇太、小松昌平、濱野大輝、笠間淳、汐谷文康、駒田航）
- Aqours
- 亜咲花
- angela
- 大橋彩香
- 大原ゆい子
- 北宇治カルテット
- 栗林みな実
- 鈴木みのり
- スタァライト九九組
- 茅原実里
- 寺島拓篤
- TRUE
- TrySail
- 畠中祐
- 水瀬いのり
- RAISE A SUILEN（Raychell、小原莉子、夏芽、倉知玲鳳、紡木吏佐）

9月1日
- 藍井エイル
- 蒼井翔太
- 今井麻美
- 上坂すみれ
- 内田真礼
- 内田雄馬
- OxT
- 小倉唯
- ClariS
- 黒崎真音
- ZAQ
- JAM Project
- JUNNA
- スピラ・スピカ
- 虹ヶ咲学園スクールアイドル同好会（大西亜玖璃、相良茉優、前田佳織里、久保田未夢、村上奈津実、鬼頭明里、楠木ともり、指出毬亜、田中ちえ美）
- buzz☆Vibes
- Poppin'Party

サプライズゲスト
- トキ（金田朋子）（8月30日、けものフレンズのサポートとして）
- 如月千早（今井麻美）feat.ピアニート公爵（8月30日）
- Gothic&Luck（8月30日、fhánaのサポートとして）
- ウルトラマンタイガ（8月31日、寺島拓篤のサポートとして）
- 弦巻こころ（伊藤美来）&ミッシェル（黒沢ともよ）（8月31日、RAISE A SUILENとのセッションとして）
- 高木さん（高橋李依）（8月31日、大原ゆい子のサポート・セッションとして）
- 奥井雅美（8月31日、栗林みな実とのセッションとして）
- 結城アイラ（8月31日）
- MOTSU（9月1日、buzz★Vibesとのセッションとして）
- 放課後ティータイム（9月1日）

セットリスト
8月30日
1. ようこそジャパリパークへ / けものフレンズ×i☆RiSphere
2. メドレー / けものフレンズ with オーイシマサヨシ
  1. 乗ってけ!ジャパリビート（けものフレンズ2 OP）
  2. け・も・の・だ・も・の（けものフレンズ3 主題歌）

3. Shocking Blue / 伊藤美来（武装少女マキャヴェリズム OP）
4. 閃きハートビート / 伊藤美来 feat. 佐藤純一 (fhána)（上野さんは不器用 OP）
5. Ray Rule / 石原夏織
6. TEMPEST / 石原夏織（魔王様、リトライ! OP）
7. Grand symphony / 佐咲紗花（ガールズ&パンツァー 最終章 主題歌）
8. メドレー / 佐咲紗花
  1. あんこう音頭（ガールズ&パンツァー 挿入歌）
  2. High-Flying Future!!（ガールズ&パンツァー イメージソング）

9. Enter Enter MISSION! / 佐咲紗花×渕上 舞（ガールズ&パンツァー ED）
10. BLACK CAT / 渕上 舞
11. Lost Princess / アニメロサマープリンセス from プリンセスコネクト!Re:Dive（プリンセスコネクト!Re:Dive OP）
12. Connecting Happy!! / アニメロサマープリンセス from プリンセスコネクト!Re:Dive（プリンセスコネクト!Re:Dive ED）
13. 限界突破×サバイバー / 氷川きよし（ドラゴンボール超 OP2)
14. TOUGH BOY / 氷川きよし（北斗の拳2 OP）
15. TRY UNITE! / 中島 愛×石原夏織（輪廻のラグランジェ OP）
16. ORDINARY LOVE / 逢田梨香子（川柳少女 ED）
17. 蒼い鳥（M@STER VERSION） / 如月千早 feat. ピアニート公爵（THE IDOLM@STER イメージソング）
18. グローリー! / 三森すずこ×オーイシマサヨシ（ダイヤのA ED）
19. ファッとして桃源郷 / 三森すずこ×石原夏織（てーきゅう4期 OP）
20. ドキドキトキドキトキメキス♡ / 芹澤優♡→三森すずこ←♡大坪由佳
21. ユニバーページ / 三森すずこ×渕上舞（アウトブレイク・カンパニー OP）
22. 会いたいよ...会いたいよ! / 三森すずこ
  - -休憩-

23. 楽園都市 / オーイシマサヨシ（コップクラフト OP）
24. オトモダチフィルム / オーイシマサヨシ×オーハシアヤカ（多田くんは恋をしない OP）
25. forget-me-not / ReoNa（ソードアート・オンライン アリシゼーション ED）
26. 虹の彼方に / ReoNa（ソードアート・オンライン アリシゼーション 挿入歌）
27. 幻想曲WONDERLAND / i☆Ris（ランク王国 ED）
28. Endless Notes / i☆Ris（グリムノーツ The Animation ED）
29. アルティメット☆MAGIC / i☆Ris（賢者の孫 OP）
30. ワタシノセカイ / 中島愛（風夏 ED）
31. Bitter Sweet Harmony / 中島愛（すのはら荘の管理人さん OP）
32. ラブ・ドラマティック / 鈴木雅之 feat. スフィア（かぐや様は告らせたい〜天才たちの恋愛頭脳戦〜 OP）
33. メドレー / 鈴木雅之 feat. スフィア
  1. 違う、そうじゃない
  2. め組のひと

34. メドレー / Roselia
  1. LOUDER（BanG Dream! 2nd Season 挿入歌）
  2. BLACK SHOUT（BanG Dream! 2nd season 挿入歌）

35. BRAVE JEWEL / Roselia（BanG Dream! 2nd Season OP）
36. This game / Roselia feat. Konomi Suzuki（ノーゲーム・ノーライフ OP）
37. 真理の鏡、剣乃ように / 鈴木このみ（この世の果てで恋を唄う少女YU-NO ED）
38. 蒼の彼方 / 鈴木このみ（ソラとウミのアイダ ED）
39. DAYS of DASH / 鈴木このみ（さくら荘のペットな彼女 ED）
40. divine intervention / fhána（ウィッチクラフトワークス OP）
41. 青空のラプソディ / fhána with あにさまフレンズ（小林さんちのメイドラゴン OP）
42. きみは帰る場所 / fhána feat. Gothic×Luck（けものフレンズ2 ED）
43. 僕を見つけて / fhána（ナカノヒトゲノム【実況中】 ED）
44. MOON SIGNAL / スフィア（おとめ妖怪 ざくろ OP）
45. Music Power→!!!! / スフィア
46. Now loading...SKY!! / スフィア（あそびにいくヨ! OP）
47. LET・ME・DO!! / スフィア（スフィアクラブ OP）
48. CROSSING STORIES / アニサマ2019出演アーティスト（如月千早、鈴木雅之、氷川きよしを除く）

8月31日
1. Paradise Lost / 茅原実里×TRUE（喰霊-零- OP）
2. 純白サンクチュアリィ / 茅原実里（キディ・ガーランド パイロットDVD テーマソング）
3. TERMINATED / 茅原実里（境界線上のホライゾン OP）
4. not GAME / 畠中祐（ナカノヒトゲノム【実況中】 OP）
5. カサブタ / 畠中祐（金色のガッシュベル!! OP）
6. FEELING AROUND / 鈴木みのり（ラーメン大好き小泉さん OP）
7. ダメハダメ / 鈴木みのり（手品先輩 ED）
8. Nameless Story / 寺島拓篤（転生したらスライムだった件 OP）
9. Buddy, steady, go! / 寺島拓篤×ウルトラマンタイガ（ウルトラマンタイガ OP）
10. UNSTOPPABLE / RAISE A SUILEN（カードファイト!! ヴァンガード ED）
11. せかいのっびのびトレジャー! / 弦巻こころ&ミッシェル+RAISE A SUILEN（BanG Dream! 2nd Season 挿入歌）
12. ゼロセンチメートル / 大原ゆい子（からかい上手の高木さん2 OP）
13. 気まぐれロマンティック / 高木さん feat. 大原ゆい子（からかい上手の高木さん ED）
14. Next Season / 栗林みな実（君が望む永遠〜Next Season〜 OP）
15. Crystal Energy / 栗林みな実（舞-乙HiME OP）
16. 輪舞-revolution / 奥井雅美×栗林みな実（少女革命ウテナ OP）
17. DRIVE A LIVE / アイドルマスター SideM
18. メドレー / アイドルマスター SideM
  1. LET'S GO!! / 天道輝（仲村宗悟）、天ヶ瀬冬馬（寺島拓篤）（アイドルマスター SideM 理由あってMini! ED）
  2. RAY OF LIGHT / THE 虎牙道（大河タケル（寺島惇太）、牙崎漣（小松昌平）、円城寺道流（濱野大輝））（アイドルマスター SideM イメージソング）
  3. Legacy of Spirit /Legenders（葛之葉雨彦（笠間淳）、北村想楽（汐谷文康）、古論クリス（駒田航）（アイドルマスター SideM イメージソング）

19. PRIDE STAR / アイドルマスター SideM（アイドルマスター SideM テーマソング）
  - -休憩-

20. メドレー / スタァライト九九組
  1. 約束タワー（少女☆歌劇 レヴュースタァライト イメージソング）
  2. 舞台少女心得（少女☆歌劇 レヴュースタァライト イメージソング）

21. THE GALAXY EXPRESS 999 / スタァライト99組
22. Star Divine / スタァライト九九組
23. この世の果てで恋を唄う少女 / 亜咲花（この世の果てで恋を唄う少女YU-NO OP）
24. SHINY DAYS / 亜咲花（ゆるキャン△ OP）
25. Get Wild / 亜咲花×鈴木みのり（シティーハンター ED）
26. ダイスキ。 / 大橋彩香（可愛ければ変態でも好きになってくれますか? OP）
27. ワガママMIRROR HEART /大橋彩香（政宗くんのリベンジ OP）
28. Another colony / TRUE（転生したらスライムだった件 ED）
29. Blast! /TRUE（劇場版 響け!ユーフォニアム〜誓いのフィナーレ〜 主題歌）
30. DREAM SOLISTER / TRUE×北宇治カルテット
31. トゥッティ! / 北宇治カルテット
32. Violet Snow / 結城アイラ（ヴァイオレット・エヴァーガーデン 挿入歌）
33. エイミー / 茅原実里（ヴァイオレット・エヴァーガーデン 外伝 -永遠と自動手記人形- ED）
34. Wonder Caravan! / 水瀬いのり（えんどろ〜! ED）
35. Ready Steady Go! / 水瀬いのり
36. TRUST IN ETERNITY / 水瀬いのり（ゲシュタルト・オーディン 主題歌）
37. THE BEYOND / angela（蒼穹のファフナー THE BEYOND OP）
38. 全力☆Shangri-La〜全力☆シドニア（全力☆Summer!〜Shangri-La〜全力☆Summer!〜シドニア） / angela
39. SURVIVE! / angela（K SEVEN STORIES 主題歌）
40. High Free Spirits! / TrySail
41. Sunset カンフー / TrySail
42. adrenaline!!! / TrySail
43. 僕らの走ってきた道は… / Aqours（ラブライブ!サンシャイン!! The School Idol Movie Over the Rainbow OP）
44. 青空Jumping Heart / Aqours
45. 想いよひとつになれ / Aqours（ラブライブ!サンシャイン!! 挿入歌）
46. 勇気はどこに?君の胸に! / Aqours
47. CROSSING STORIES / アニサマ2019出演アーティスト（結城アイラを除く）

9月1日
1. Preserved Roses / 藍井エイル×蒼井翔太
2. スタートダッシュ / スピラ・スピカ（ガンダムビルドダイバーズ ED）
3. イヤヨイヤヨモスキノウチ! / スピラ・スピカ（通常攻撃が全体攻撃で二回攻撃のお母さんは好きですか? OP）
4. TOKIMEKI Runners / 虹ヶ咲学園スクールアイドル同好会（ラブライブ!スクールアイドルフェスティバルALL STARS OP）
5. ボン♡キュッ♡ボンは彼のモノ♡ / 上坂すみれ（なんでここに先生が!? OP）
6. last sparkle / 上坂すみれ（ポプテピピック OP）
7. メドレー / ClariS
  1. SHIORI（終物語 ED）
  2. CheerS（はたらく細胞 ED）

8. secret base 〜君がくれたもの〜 / ClariS（キッズ・ウォー3 主題歌）
9. コノユビトマレ / JUNNA（賭ケグルイ×× OP）
10. イルイミ / JUNNA（BEM ED）
11. Believe in Sky / 今井麻美（ぱすてるメモリーズ OP）
12. 遠い音楽 / 今井麻美
13. Speechless / 内田雄馬（この音とまれ! ED）
14. Hands / OxTx内田雄馬（ウルトラマンR/B OP）
15. 鼓動エスカレーション / 内田真礼（ダイヤのA actII ED）
16. youthful beautiful / 内田真礼（SSSS.GRIDMAN ED）
17. 魔女になりたい姫と姫になりたい魔女のラプソディー / 内田真礼 feat. 上坂すみれ
18. BRAVER / ZAQ（食戟のソーマ 餐ノ皿 OP）
19. ソラノネ / ZAQ（荒野のコトブキ飛行隊 OP）
20. メドレー / buzz★Vibes
  1. buzz★Parade
  2. 心絵（MAJOR〜1stシーズン〜 OP）

21. メドレー / buzz★Vibes feat. MOTSU
  1. EZ DO DANCE（プリティーリズム・レインボーライブ 挿入歌）
  2. buzz★Parade

22. Don't say “lazy” / 放課後ティータイム（けいおん! ED）
23. GO! GO! MANIAC / 放課後ティータイム（けいおん!! OP）
  - -休憩-

24. Tread on the Tiger's Tail / JAM Project（スーパーロボット大戦T OP）
25. 静寂のアポストル / JAM Project（ワンパンマン OP）
26. HERO / JAM Project
27. SKILL / JAM Project with アニサマフレンズ（MOTSU、ZAQ、今井麻美、buzz★Vibes、OxT、Poppin’Party、スピラ・スピカ、虹ヶ咲学園スクールアイドル同好会、上坂すみれ、内田雄馬）（第2次スーパーロボット大戦α OP）
28. ハム太郎とっとこうた / 小倉唯×内田真礼（とっとこハム太郎 OP）
29. ハイタッチ☆メモリー / 小倉唯
30. Raise / 小倉唯（カンピオーネ! ED）
31. ROAR / 黒崎真音（とある魔術の禁書目録III OP）
32. 幻想の輪舞 / 黒崎真音（グリザイア：ファントムトリガー THE ANIMATION OP）
33. Tone / 蒼井翔太（この音とまれ! OP）
34. UNLIMITED / 蒼井翔太（Break Out OP）
35. Clattanoia / OxT（オーバーロード OP）
36. ゴールデンアフタースクール / OxT（ダイヤのA actII ED）
37. UNION / OxTxSSSS.GRIDMAN（SSSS.GRIDMAN OP）
38. ティアドロップス / Poppin’Party feat.アニサマバンド
39. STAR BEAT!〜ホシノコドウ〜 / Poppin’Party
40. キズナミュージック♪ / Poppin’Party（BanG Dream! 2nd Season OP）
41. シリウス / 藍井エイル（キルラキル OP）
42. INNOCENCE / 藍井エイル（ソードアート・オンライン フェアリィ・ダンス編 OP）
43. 月を追う真夜中 / 藍井エイル（グランベルム OP）
44. IGNITE / 藍井エイル（ソードアート・オンラインII ファントム・バレット編 OP）
45. CROSSING STORIES / アニサマ2019出演アーティスト（放課後ティータイムを除く）

テーマソング
CROSSING STORIES
作詞：林英樹 / 作曲・編曲：佐藤純一(fhána)
Animelo Summer Live 2019 “STORY” テーマソング

Blu-ray
Animelo Summer Live 2019 -STORY- DAY1
2020年3月25日発売/キングレコード/KIXM-407〜8
Animelo Summer Live 2019 -STORY- DAY2
2020年3月25日発売/キングレコード/KIXM-409〜10
Animelo Summer Live 2019 -STORY- DAY3
2020年3月25日発売/キングレコード/KIXM-411〜2
- Blu-ray版（2枚組）を発売。
- 25日分はCodaが未収録

主な出来事
- 今回が、令和最初の『Animelo Summer Live』となった。
- アニサマ史上、最も遅い開催日[注 11]となり、3日目のみだが史上初の9月開催となった。
- 2018年まで14年間皆勤であり初開催から栗林みな実のサポートギターでGRANRODEOのギターとして活躍している飯塚昌明と栗林とGRANRODEOのサポートベースである瀧田イサムが今回不参加となりアニサマから皆勤賞のアーティストがいなくなった。
- 前年の三森すずこに続き、本年は大橋彩香とfhánaの佐藤純一が3日間共出演（全通）した[注 12]。
- 2023年2月16日に亡くなった黒崎真音は、これが生涯最後の「アニサマ」出演となった。
- 2023年3月31日を以て虹ヶ咲学園スクールアイドルを卒業した楠木ともり（優木せつ菜役・初代）は、虹ヶ咲としてアニサマでの出演は唯一となった。なお、楠木ソロでの出演はこれまで通り継続している。
- LiSAは「紅蓮華」（鬼滅の刃 竈門炭治郎立志編OP）の大ヒットで出演が有力視されていたが、全国ホールツアーの真っ最中だったため、出演が見送られた。
- 2日目のライブ特番が放送された直後の12月10日に2014年からアニサマバンドのドラマーとして参加していた山内"masshoi"優が12月4日に死去したことが明らかになったため、山内"masshoi"優が出演した最後の『Animelo Summer Live』となった[15]。

## 2020年

### Animelo Summer Live 2020 -COLORS-（中止）
- タイトル：Animelo Summer Live 2020 -COLORS-
- 開催予定日：2020年8月28日、8月29日、8月30日（2020年5月28日に新型コロナウイルスの影響により2021年8月27日、8月28日、8月29日に開催が延期されることが発表された）
- 会場：さいたまスーパーアリーナ（スタジアムモード）
- 主催：ドワンゴ、文化放送
- 協賛：dアニメストア、ANiUTa、グッドスマイルカンパニー、MAGES.、キンカン
- 後援：エイベックス・ピクチャーズ、KADOKAWA、キングレコード、ソニー・ミュージックエンタテインメント、日本コロムビア、フライングドッグ、ブシロードミュージック、ポニーキャニオン、MAGES.、ユニバーサルミュージック、ランティス
- 協力：さいたまスーパーアリーナ、アニメイト、ゲーマーズ、LINEチケット

出演予定者（2020年）
8月28日
- アイドルマスター 765プロオールスターズ
- i☆Ris
- 藍井エイル
- ASCA
- AiRBLUE（内山悠里菜、稗田寧々、守屋亨香、緒方佑奈、鷹村彩花、宮原颯希、飯塚麻結、村上まなつ、安齋由香里、松田彩希、山口愛、鶴野有紗、立花日菜、小峯愛未、佐藤舞、土屋李央）
- 大橋彩香
- 岡崎体育
- OLDCODEX
- 岸田教団&THE明星ロケッツ
- スキマスイッチ
- スピラ・スピカ
- 富田美憂
- 西川貴教
- Peaky P-key from D4DJ（愛美、高木美佑、小泉萌香、倉知玲鳳）
- Photon Maiden from D4DJ（紡木吏佐、前島亜美、岩田陽葵、佐藤日向）

8月29日
- アイドルマスター シャイニーカラーズ
- 亜咲花
- Argonavis（伊藤昌弘、日向大輔、前田誠二、森嶋秀太、橋本祥平）
- angela
- 井口裕香
- オーイシマサヨシ
- 大黒摩季
- 鬼頭明里
- GRANRODEO
- GYROAXIA（小笠原仁、橋本真一、真野拓実、秋谷啓斗、宮内告典）
- 鈴木愛奈
- 鈴木愛理
- 鈴木雅之
- スタァライト九九組
- 東山奈央
- TrySail
- halca

8月30日
- Assault Lily [一柳隊]（赤尾ひかる、夏吉ゆうこ、井澤美香子、西本りみ、紡木吏佐、岩田陽葵、星守紗凪、遠野ひかる、高橋花林）
- 雨宮天
- 伊藤美来
- 内田雄馬
- えりぴよ&舞菜 from 推し武道（ファイルーズあい、立花日菜）
- SHOW BY ROCK!!（Mashumairesh!!（遠野ひかる、夏吉ゆうこ、和多田美咲、山根綺）、DOKONJOFINGER（伊東健人）、REIJINGSIGNAL（Lynn、芹澤優、鈴木みのり）、稲川英里、野口瑠璃子）
- 鈴木このみ
- 鈴木みのり
- 茅原実里
- TRUE
- 仲村宗悟
- 森口博子
- ReoNa

テーマソング
なんてカラフルな世界!
作詞・作曲：大石昌良、編曲：大石昌良&Canvas（オリジナル版）、XELIK（D4DJ Mix）
Animelo Summer Live 2020 “COLORS” テーマソング

その他
- 前述の通り、今回はアニサマ史上初の開催延期（事実上の中止）となった。
- 開催延期の段階では、総勢60組147名のアーティストが出演予定だったが、一部のアーティストは未発表となった。
- 2020年の開催延期時点で、初出演を予定していたアーティストは、初日がASCA・AiRBLUE・岡崎体育・岸田教団&THE明星ロケッツ・スキマスイッチ・富田美憂・西川貴教[注 13]・Peaky P-key from D4DJ[注 14]・Photon Maiden from D4DJ[注 15]、2日目がアイドルマスター シャイニーカラーズ・Argonavis・大黒摩季・鬼頭明里[注 16]・GYROAXIA・鈴木愛奈[注 17]・鈴木愛理・halca、3日目が、Assault Lily [一柳隊][注 18]・えりぴよ&舞菜 from 推し武道・SHOW BY ROCK!!（Mashumairesh!!、DOKONJOFINGER、REIJINGSIGNAL、稲川英里、野口瑠璃子）[注 19]・仲村宗悟[注 20]だった。
- 2021年3月を以て卒業したi☆Risの澁谷梓希は、本来ならこの年を以て最後のアニサマ出演となる予定だった。
- 2018年の三森すずこ、2019年の大橋彩香とfhánaの佐藤純一に続き、2020年は岩田陽葵が3日間共出演（全通）する予定だった[注 21]。
- 代替企画として、8月21日、22日、23日の3日間に渡り「Animelo Summer Live 2018 "OK!"」をニコニコ生放送にて放送。同企画内では、2018年出演者によるダミーヘッド副音声版も配信。

### Animelo Summer Night in Billboard Live
- タイトル：Animelo Summer Night in Billboard Live
- 開催日：2020年8月30日
- 会場：Billboard Live YOKOHAMA
- 主催：ドワンゴ
- 協賛：dアニメストア、ANiUTa、グッドスマイルカンパニー、ルミカ、キンカン
- 後援：キングレコード、ソニー・ミュージックエンタテインメント、ポニーキャニオン、ランティス、ワーナー ブラザース ジャパン(50音順)
- 協力：Billboard JAPAN

出演者
- オーイシマサヨシ
- 鈴木愛奈
- 鈴木雅之
- 鈴木愛理
- TRUE
- 早見沙織
- 三森すずこ
- 森口博子

その他
- 中止となった「Animelo Summer Live 2020 -COLORS-」の代替企画。ニコニコ生放送にて有料配信のみの公開。
  - 本公演終了後のアフタートークも別枠で配信。ニコニコプレミアム会員のみ視聴可能な無料配信。

- 当初は仲村宗悟も出演予定だったが、諸事情により出演見合わせとなった

## 2021年

### Animelo Summer Night in Billboard Live II
- タイトル：Animelo Summer Night in Billboard Live II
- 開催日：2021年3月14日
- 会場：Billboard Live YOKOHAMA
- 主催：ドワンゴ
- 後援：アミューズ、ソニー・ミュージックエンタテインメント、フライングドッグ、ポニーキャニオン、ランティス、ワーナー ブラザース ジャパン(50音順)
- 協力：Billboard JAPAN

出演者
- オーイシマサヨシ
- 大橋彩香
- 鈴木みのり
- 高槻かなこ
- 早見沙織
- ReoNa
- 鷲崎健

### Animelo Summer Live 2021 -COLORS-
- 開催日：2021年8月27日、8月28日、8月29日（新型コロナウイルスの影響による2020年の振替公演[16]）
- 会場：さいたまスーパーアリーナ（スタジアムモード）
- 主催：ドワンゴ、文化放送、文化放送開発センター、BS11
- 協賛：ヤクルト本社、ルミカ、dアニメストア、MAGES.、ANiUTa、キンカン
- 後援：アサルトリリィプロジェクト、アミューズ、エイベックス・ピクチャーズ、KADOKAWA、キングレコード、ソニー・ミュージックエンタテインメント、D-GO、日本コロムビア、バンダイナムコアーツ、バンダイナムコエンターテインメント、ビーイング、フライングドッグ、ブシロードミュージック、ポニーキャニオン、MAGES.、ユニバーサルミュージック、ランティス、ワーナー ブラザース ジャパン
- 協力：さいたまスーパーアリーナ、アニメイト、ゲーマーズ、LINEチケット

出演者（2021年）
8月27日
- アイドルマスター 765プロオールスターズ（中村繪里子、今井麻美、長谷川明子、平田宏美、仁後真耶子、原由実、釘宮理恵）
- i☆Ris（山北早紀、芹澤優、茜屋日海夏、若井友希、久保田未夢）
- 藍井エイル
- ASCA
- 石原夏織
- 大橋彩香
- 岡崎体育
- 岸田教団&THE明星ロケッツ
- スキマスイッチ
- スピラ・スピカ
- DIALOGUE+
- 高橋洋子
- 富田美憂
- 西川貴教
- Happy Around!（西尾夕香、各務華梨、三村遙佳、志崎樺音）
- Peaky P-key
- Photon Maiden
- WANDS※出演中止

8月28日
- アイドルマスター シャイニーカラーズ（アルストロメリア（黒木ほの香、前川涼子、芝崎典子）、ノクチル（和久井優、土屋李央、田嶌紗蘭、岡咲美保）※出演中止
- 亜咲花
- Argonavis
- GYROAXIA
- angela
- 井口裕香
- オーイシマサヨシ
- 大黒摩季
- 鬼頭明里
- GRANRODEO
- 栗林みな実
- 鈴木愛奈
- 鈴木愛理
- 鈴木雅之
- スタァライト九九組
- 東山奈央
- TrySail
- halca

8月29日
- Assault Lily [一柳隊]
- 雨宮天
- 伊藤美来
- 内田真礼
- OLDCODEX※出演中止
- 楠木ともり
- SHOW BY ROCK!!（遠野ひかる、夏吉ゆうこ、和多田美咲、山根綺、伊東健人、稲川英里）
- 鈴木このみ
- 鈴木みのり
- 高槻かなこ※出演中止
- TRUE
- 仲村宗悟
- 早見沙織
- fhána
- 森口博子
- RAISE A SUILEN
- ReoNa

サプライズゲスト
- MOTSU（8月27日、D4DJとのセッションとして）
- 佐藤純一（fhána）（8月27日、石原夏織とのセッションとして）
- ピアニート公爵（8月27日、アイドルマスター 765プロオールスターズとのセッションとして）
- 富永TOMMY弘明（8月28日、大黒摩季とのセッションとして）
- スーパーちょろゴンず（桑原由気、長縄まりあ、高田憂希、髙橋ミナミ、嶺内ともみ）（8月29日、fhánaとのセッションとして）
- NAOTO（8月29日、森口博子とのセッションとして）
- 酒井ミキオ（8月29日、森口博子とのセッションとして）
- Healer Girls（礒部花凜、熊田茜音、堀内まり菜、吉武千颯）（8月29日、森口博子とのセッションとして）
- オーイシマサヨシ（8月29日、テーマソングのみ）

セットリスト
8月27日
1. 魂のルフラン / 高橋洋子
2. 残酷な天使のテーゼ / 高橋洋子
3. Photon Melodies / Photon Maiden（D4DJ イメージソング）
4. 電乱★カウントダウン / Peaky P-key（D4DJ First Mix 挿入歌）
5. ぐるぐるDJ TURN!! / Happy Around!（D4DJ First Mix OP）
6. CYBER CYBER / D4DJ feat. MOTSU
7. Broken Sky / 富田美憂（無能なナナ OP）
8. COLORS / 富田美憂&大橋彩香
9. メドレー / DIALOGUE+
  1. はじめてのかくめい!（超人高校生たちは異世界でも余裕で生き抜くようです! OP）
  2. 人生イージー?（弱キャラ友崎くん OP）

10. おもいでしりとり / DIALOGUE+（ひげを剃る。そして女子高生を拾う。 OP）
11. Plastic Smile / 石原夏織 feat. 佐藤純一(fhána)（ひげを剃る。そして女子高生を拾う。 ED）
12. Against. / 石原夏織（キミと僕の最後の戦場、あるいは世界が始まる聖戦 OP）
13. リライズ / スピラ・スピカ（ガンダムビルドダイバーズRe:RISE OP）
14. ピラミッド大逆転 / スピラ・スピカ（俺だけ入れる隠しダンジョン OP）
15. RESISTER / ASCA（ソードアート・オンライン アリシゼーション OP）
16. Howling / ASCA（魔法科高校の劣等生 来訪者編 OP）
17. ゴールデンタイムラバー / スキマスイッチ（鋼の錬金術師 FULLMETAL ALCHEMIST OP）
18. ボクノート / スキマスイッチ（ドラえもん のび太の恐竜2006 主題歌）
19. 全力少年 / スキマスイッチ（東京マーブルチョコレート 全力少年編/2分の1の魔法 ED）
20. 約束 / 765プロオールスターズ feat. ピアニート公爵（THE IDOLM@STER 挿入歌）
21. キラメキラリ / 765プロオールスターズ feat. 山崎淳
22. Colorful Days (M@STER VERSION 12 Colors) / 765プロオールスターズ feat. ヒロムーチョ（THE IDOLM@STER SP テーマソング）
23. M@STERPIECE / 765プロオールスターズ feat. ANISAMA BAND
  - -休憩-

24. nameless story / 岸田教団&THE明星ロケッツ（とある科学の超電磁砲T ED）
25. GATE〜それは暁のように〜 / 岸田教団&THE明星ロケッツ（GATE 自衛隊 彼の地にて、斯く戦えり OP）
26. HIGHSCHOOL OF THE DEAD / 岸田教団&THE明星ロケッツ（学園黙示録 HIGHSCHOOL OF THE DEAD OP）
27. FANTASTIC ILLUSION / i☆Ris（手品先輩 OP）
28. ウルトラリラックス / i☆Ris×幹葉 feat. 犬寄しのぶ（高木美佑）（こどものおもちゃ OP）
29. アルティメット☆MAGIC / i☆Ris
30. START DASH / 大橋彩香
31. にゃんだーわんだーデイズ / 大橋彩香（犬と猫どっちも飼ってると毎日たのしい 主題歌）
32. ワガママMIRROR HEART / 大橋彩香
33. 感情のピクセル / 岡崎体育
34. ポーズ / 岡崎体育（ポケットモンスター サン&ムーン ED）
35. キミの冒険 / 岡崎体育（ポケットモンスター サン&ムーン OP）
36. Bright Burning Shout / 西川貴教（Fate/EXTRA Last Encore OP）
37. Eden through the rough / 西川貴教（EDENS ZERO OP）
38. 天秤-Libra- / 西川貴教&ASCA（白猫プロジェクト ZERO CHRONICLE OP）
39. 鼓動 / 藍井エイル（バック・アロウ OP）
40. アトック / 藍井エイル（BLUE REFLECTION RAY/澪 OP）
41. 星が降るユメ / 藍井エイル（Fate/Grand Order -絶対魔獣戦線バビロニア- ED）
42. 流星 / 藍井エイル（ソードアート・オンライン オルタナティブ ガンゲイル・オンライン OP）
43. なんてカラフルな世界! / アニサマ2021出演アーティスト（スキマスイッチ、高橋洋子を除く）

8月28日
1. 紅蓮華 / GRANRODEO&栗林みな実（鬼滅の刃 OP）
2. 情熱は覚えている / GRANRODEO（バキ OP）
3. セツナの愛 / GRANRODEO（文豪ストレイドッグス OP）
4. MANIFESTO / GYROAXIA（ARGONAVIS from BanG Dream! 挿入歌）
5. LIAR / GYROAXIA（ARGONAVIS from BanG Dream! ED）
6. 渡月橋 〜君想ふ〜 / 鈴木愛奈（名探偵コナン から紅の恋歌 主題歌）
7. ヒカリイロの歌 / 鈴木愛奈（はてな☆イリュージョン ED）
8. No Continue / 鬼頭明里（出会って5秒でバトル OP）
9. Tiny Light / 鬼頭明里（地縛少年花子くん ED）
10. over and over / 井口裕香（ダンジョンに出会いを求めるのは間違っているだろうかIII OP）
11. 白金ディスコ / 井口裕香（偽物語 OP）
12. キミがいたしるし / halca（BORUTO-ボルト- NARUTO NEXT GENERATIONS ED）
13. 時としてバイオレンス / halca feat. 邪神ちゃん（鈴木愛奈）（邪神ちゃんドロップキック' OP）
14. 星がはじまる / Argonavis（ARGONAVIS from BanG Dream! OP）
15. STARTING OVER / Argonavis feat. 旭 那由多（小笠原仁） from GYROAXIA（ARGONAVIS from BanG Dream! 挿入歌）
16. I believe what you said / 亜咲花（ひぐらしのなく頃に業 OP）
17. Seize The Day / 亜咲花（ゆるキャン△ SEASON2 OP）
18. SHINY DAYS / 亜咲花△東山奈央
  - -休憩-

19. 恋愛♡ライダー / 鈴木愛理（しゅごキャラ! ED）
20. DADDY ! DADDY ! DO ! / 鈴木雅之 feat. 鈴木愛理（かぐや様は告らせたい〜天才たちの恋愛頭脳戦〜 OP）
21. ロンリー・チャップリン / 鈴木雅之 feat. 鈴木愛理
22. 歩いていこう! / 東山奈央（恋する小惑星 OP）
23. エブリデイワールド / 由比ヶ浜結衣（東山奈央）（やはり俺の青春ラブコメはまちがっている。続 ED）
24. ZERO!! / 栗林みな実&佐々木千穂（東山奈央）
25. お願いマッスル / ジーナ・ボイド（東山奈央）&奏流院朱美（雨宮天） feat. 鈴木愛理（ダンベル何キロ持てる? OP）
26. 再生讃美曲 / スタァライト九九組（少女☆歌劇 レヴュースタァライト ロンド・ロンド・ロンド 主題歌）
27. 私たちはもう舞台の上 / スタァライト九九組（劇場版 少女☆歌劇 レヴュースタァライト 主題歌）
28. 薔薇は美しく散る / スタァライト九九組（ベルサイユのばら OP）
29. Anything Goes! / 大黒摩季 feat. 富永TOMMY弘明（仮面ライダーオーズ/OOO OP）
30. あなただけ見つめてる / 大黒摩季&GRANRODEO（SLAM DUNK ED）
31. ら・ら・ら / 大黒摩季 with 鈴木雅之 feat. スタァライト九九組（味いちもんめ 主題歌） ※当初はアイドルマスター シャイニーカラーズとのコラボを予定していた（下述）
32. 残酷な夢と眠れ / 栗林みな実（回復術士のやり直し OP）
33. Just the truth / 栗林みな実（劇場版 Fate/kaleid liner プリズマ☆イリヤ Licht 名前の無い少女 主題歌）
34. 誰が為に愛は鳴る / TrySail（SDガンダムワールド ヒーローズ OP）
35. Free Turn / TrySail（劇場版 ハイスクール・フリート 主題歌）
36. adrenaline!!! / TrySail
37. インパーフェクト / オーイシマサヨシ（SSSS.DYNAZENON OP）
38. ロールプレイング / オーイシマサヨシ（ドラゴン、家を買う。 OP）
39. 英雄の歌 / オーイシマサヨシ（モンスターストライク THE MOVIE ルシファー 絶望の夜明け 主題歌）
40. シドニア / angela
41. 叫べ / angela（蒼穹のファフナー THE BEYOND OP）
42. アンダンテに恋をして! / angela（乙女ゲームの破滅フラグしかない悪役令嬢に転生してしまった…X OP）
43. 乙女のルートはひとつじゃない! / angela（乙女ゲームの破滅フラグしかない悪役令嬢に転生してしまった… OP）
44. なんてカラフルな世界! / アニサマ2021出演アーティスト（鈴木雅之を除く）

8月29日
1. あんなに一緒だったのに / 森口博子&TRUE&鈴木このみ feat. NAOTO
2. Here comes The SUN / 仲村宗悟（厨病激発ボーイ ED）
3. 壊れた世界の秒針は / 仲村宗悟（RE-MAIN ED）
4. 移動手段はバイクです / DOKONJOFINGER（SHOW BY ROCK!! ましゅまいれっしゅ!! 挿入歌）
5. キミのラプソディー / Mashumairesh!!（SHOW BY ROCK!! ましゅまいれっしゅ!! ED）
6. エールアンドレスポンス / Mashumairesh!!（SHOW BY ROCK!! STARS!! ED）
7. アノカナタリウム / SHOW BY ROCK!!（SHOW BY ROCK!! STARS!! 挿入歌）
8. Plunderer / 伊藤美来（プランダラ OP）
9. No.6 / 伊藤美来（戦闘員、派遣します! OP）
10. ハミダシモノ / 楠木ともり（魔王学院の不適合者 〜史上最強の魔王の始祖、転生して子孫たちの学校へ通う〜 ED）
11. 航海の唄 / 楠木ともり（僕のヒーローアカデミア ED）
12. 星をあつめて / fhána（劇場版 SHIROBAKO 主題歌）
13. 愛のシュプリーム! / fhána feat. スーパーちょろゴンず（小林さんちのメイドラゴンS OP）
14. 青空のラプソディ / fhána feat. スーパーちょろゴンず
15. 君を見つめて -The time I'm seeing you- / 森口博子 feat. ヒロムーチョ（機動戦士ガンダムF91 イメージソング）
16. 一千万年銀河 / 森口博子 feat. 今井隼（機動戦士ガンダムZZ ED）
17. ETERNAL WIND 〜ほほえみは光る風の中〜 / 森口博子 feat. NAOTO&酒井ミキオ with Healer Girls
  - -休憩-

18. 君の手を離さない / Assault Lily ［一柳隊］（アサルトリリィ BOUQUET 挿入歌）
19. GROWING* / Assault Lily ［一柳隊with 一柳結梨（伊藤美来）］（アサルトリリィ BOUQUET ED）
20. Edel Lilie / Assault Lily ［一柳隊］（アサルトリリィ BOUQUET ED）
21. Sacred world / RAISE A SUILEN（アサルトリリィ BOUQUET OP）
22. R·I·O·T / RAISE A SUILEN（BanG Dream! 2nd Season 挿入歌）
23. EXPOSE ‘Burn out!!!’ / RAISE A SUILEN（BanG Dream! 3rd Season 挿入歌）
24. 永遠のAria / 雨宮天（七つの大罪 憤怒の審判 OP）
25. PARADOX / 雨宮天（理系が恋に落ちたので証明してみた。 OP）
26. エフェメラをあつめて / 鈴木みのり（本好きの下剋上 司書になるためには手段を選んでいられません ED）
27. サイハテ / 鈴木みのり（海賊王女 ED）
28. やさしい希望 / 早見沙織
29. Awake / 早見沙織
30. youthful beautiful / 内田真礼
31. ストロボメモリー / 内田真礼（SSSS.DYNAZENON ED）
32. 君のせい / 内田真礼&雨宮天（青春ブタ野郎はバニーガール先輩の夢を見ない OP）
33. ないない / ReoNa（シャドーハウス ED）
34. 生命線 / ReoNa（月姫 -A piece of blue glass moon- 主題歌）
35. ANIMA / ReoNa（ソードアート・オンライン アリシゼーション War of Underworld OP）
36. Absolute Soul / 鈴木このみ&Raychell
37. Realize / 鈴木このみ（Re:ゼロから始める異世界生活 OP）
38. Missing Promise / 鈴木このみ（ひぐらしのなく頃に卒 OP）
39. Bursty Greedy Spider / 鈴木このみ（蜘蛛ですが、なにか? OP）
40. Storyteller / TRUE（転生したらスライムだった件 OP）
41. WILL / TRUE（劇場版 ヴァイオレット・エヴァーガーデン 主題歌）
42. Another colony / TRUE（転生したらスライムだった件 ED）
43. サウンドスケープ / TRUE（響け!ユーフォニアム 2期 OP）
44. なんてカラフルな世界!feat. オーイシマサヨシ / アニサマ2021出演アーティスト

テーマソング
なんてカラフルな世界!
作詞・作曲：大石昌良、編曲：大石昌良&Canvas（オリジナル版）、XELIK（D4DJ Mix）
Animelo Summer Live 2021 “COLORS” テーマソング

Blu-ray
Animelo Summer Live 2021 -COLORS- 8.27
2022年4月6日発売/株式会社バンダイナムコアーツ/LABX-8532〜3
Animelo Summer Live 2021 -COLORS- 8.28
2022年4月6日発売/株式会社バンダイナムコアーツ/LABX-8534〜5
Animelo Summer Live 2021 -COLORS- 8.29
2022年4月6日発売/株式会社バンダイナムコアーツ/LABX-8536〜7
- Blu-ray版（2枚組）を発売
- 27日分はスキマスイッチの「全力少年」、28日分はGRANRODEO&栗林みな実の「紅蓮華」が未収録

その他
- 前述の通り、今回はアニサマ2020の振替公演となった。
- 新型コロナウィルス感染対策として観客はマスクの着用を義務付けられ声出しは禁止、密集・密接防止の観点から銀テープの発射取りやめ、収容人数は5,000人まで、グッズは現地でも事前予約販売制となり、開演前のけやきひろばでのイベントも行われなかった。
- 出演者はアニサマ2020から一部変更が発生した。
- 第1弾発表時点では、3日間共出演（全通）する予定の出演者が1人もいなかったが、スタァライト九九組の追加出演が発表されたことで、岩田陽葵が2018年の三森すずこ、2019年の大橋彩香とfhánaの佐藤純一に続き全通した。
- アニサマ2020テーマソング「なんてカラフルな世界!」のD4DJ版が追加で制作された。アニサマに出演しなかったMerm4id、憐舞曲、Lyrical Lilyも参加した。
  - 「なんてカラフルな世界! D4DJ Mix」の制作を記念し、ゲーム「D4DJ Groovy Mix」でコラボレーションイベントが行われた。

- 特別企画として現地からのライブ実況がニコニコ生放送において放送された。レポーターは27日・宮田俊哉（Kis-My-Ft2）、28日・鷲崎健、29日・オーイシマサヨシ。
- 27日に出演予定だったWANDSの上原大史、29日に出演予定だった「SHOW BY ROCK!!」のメンバーとして参加予定だった小松昌平がそれぞれ新型コロナウイルスに感染したため、OLDCODEXは活動休止のため、高槻かなこが体調不良による一定期間の活動休止のため、それぞれ出演辞退となった。
  - このうち、WANDSは2022年に改めて初出演した。

- 28日に出演予定だったアイドルマスター シャイニーカラーズは、芝崎典子が新型コロナウィルスに感染したことで、協議の結果全員が出演辞退となり、初出演は2024年に持ち越された。
  - アイドルマスター シャイニーカラーズは、鈴木雅之と大黒摩季とのコラボで「ら・ら・ら」を歌唱する予定だった。

## 2022年
- タイトル：Animelo Summer Live 2022 -Sparkle-
- 開催日：2022年8月26日、8月27日、8月28日
- 会場：さいたまスーパーアリーナ（スタジアムモード）
- 主催：ドワンゴ、文化放送、BS11
- 協賛：dアニメストア、ルミカ、MAGES.、D4DJ Groovy Mix、merchan.jp、マンガート ビームス、LIVE DAM Ai、日清カレーメシ
- 後援：アップフロントワークス、エイベックス・ピクチャーズ、NBCユニバーサル・エンターテイメントジャパン、KADOKAWA、キングレコード、Cygames、ソニー・ミュージックエンタテインメント、DONUTS、日本コロムビア、ビーイング、フライングドッグ、ブシロードミュージック、Project IDOLY PRIDE、ポニーキャニオン、MAGES.、ユニバーサルミュージック、ランティス
- 協力：さいたまスーパーアリーナ、アニメイト、株式会社セブン‐イレブン・ジャパン、ぴあ

出演者（2022年）
8月26日
- 愛美
- 亜咲花
- ASCA
- オーイシマサヨシ
- 大西亜玖璃
- 斉藤朱夏
- 鈴木愛理
- 鈴木このみ
- CHiCO with HoneyWorks
- 月のテンペスト（橘美來、夏目ここな、宮沢小春、相川奏多、日向もか）
- サニーピース（菅野真衣、結城萌子、佐々木奈緒、高尾奏音、首藤志奈）
- 東山奈央
- TRUE
- 中島由貴
- 仲村宗悟
- Merm4id（平嶋夏海、岡田夢以、葉月ひまり、根岸愛）
- RAISE A SUILEN
- 燐舞曲（加藤里保菜、大塚紗英、もものはるな、つんこ）

8月27日
- 藍井エイル
- 雨宮天
- angela
- 石原夏織
- 伊藤美来
- ウマ娘 プリティーダービー（Lynn、大橋彩香、徳井青空、咲々木瞳、遠野ひかる、のぐちゆり、山根綺、花井美春、立花日菜、矢野妃菜喜、中村カンナ、小倉唯）
- 大橋彩香
- 梶原岳人
- GRANRODEO
- ZAQ
- スピラ・スピカ
- DIALOGUE+（内山悠里菜、飯塚麻結を除く）
- FLOW
- MADKID
- ReoNa
- RAB(リアルアキバボーイズ)

8月28日
- i☆Ris
- ARCANA PROJECT（桜野羽咲、空野青空、相田詩音、花宮ハナ、天野ひかる）
- 内田真礼
- 内田雄馬
- 大黒摩季
- saji
- GYROAXIA
- 鈴木愛奈
- 鈴木みのり
- 777☆SISTERS（篠田みなみ、高田憂希、加隈亜衣、中島唯、井澤詩織、清水彩香、道井悠、今井麻夏、大西沙織、中村桜、高井舞香、桑原由気）
- 4U（長縄まりあ、吉岡茉祐、山下まみ）
- KARAKURI（秋奈）
- TrySail
- 花澤香菜
- halca
- やなぎなぎ
- WANDS

サプライズゲスト
- m.c.A・T（8月26日、Merm4idとのセッションとして）
- Morfonica（進藤あまね、Ayasa）（8月26日、RAISE A SUILENとのセッションとして）
- Ayasa（8月26日、TRUEとのセッションとして）
- 豊田萌絵（8月27日、StylipSとして）
- マーティ・フリードマン（8月27日、大橋彩香とのセッションとして）
- 明坂聡美（8月27日、ウマ娘 プリティーダービーの実況として）
- 松平健（8月28日）

セットリスト
8月26日
1. Now or Never! / 鈴木このみ×オーイシマサヨシ×仲村宗悟（ウルトラギャラクシーファイト 運命の衝突 OP）
2. SUNNY PEACE HARMONY / サニーピース（IDOLY PRIDE 挿入歌）
3. 月下儚美 / 月のテンペスト（IDOLY PRIDE 挿入歌）
4. song for you / 長瀬琴乃（橘美來）（IDOLY PRIDE 挿入歌）
5. サヨナラから始まる物語 / IDOLY PRIDE feat. オーイシマサヨシ（IDOLY PRIDE 挿入歌）
6. BLACK LOTUS / 燐舞曲（D CIDE TRAUMEREI THE ANIMATION ED）
7. unravel / 燐舞曲（東京喰種トーキョーグール OP）
8. Elder flower / 大西亜玖璃（精霊幻想記 ED）
9. ジェリーフィッシュな君へ / 大西亜玖璃（このヒーラー、めんどくさい OP）
10. Route BLUE / 中島由貴（可愛いだけじゃない式守さん ED）
11. Floor Killer×Bomb A Head! Anisama Remix / Merm4id feat. m.c.A・T
12. FAKE OFF / Merm4id×燐舞曲(D4DJ Double Mix 主題歌）
13. 流転 / 仲村宗悟（最遊記RELOAD -ZEROIN- ED）
14. JUMP / 仲村宗悟（スケートリーディング☆スターズ ED）
15. 群青インフィニティ / 東山奈央
16. Growing / 東山奈央（勇者、辞めます ED）
17. パパパ / 斉藤朱夏（俺を好きなのはお前だけかよ OP）
18. 大きな愛でもてなして / 鈴木愛理（きらりん☆レボリューション ED）
19. ハートはお手上げ / 鈴木愛理（かぐや様は告らせたい-ウルトラロマンティック- ED）
20. MY BOY / 鈴木愛理×愛美×中島由貴（しゅごキャラ!!どきっ ED）
21. DRIVE US CRAZY / RAISE A SUILEN（劇場版 BanG Dream! ぽっぴん'どりーむ! 挿入歌）
22. Repaint / RAISE A SUILEN（新日本プロレスSTRONG SPIRITS CMソング）
23. UNSTOPPABLE / RAISE A SUILEN feat. ましろ&瑠唯 from Morfonica（カードファイト!! ヴァンガード（2018年版） ED）
24. ヒミツ恋ゴコロ / CHiCO with HoneyWorks（彼女、お借りします OP）
25. 世界は恋に落ちている / CHiCO with HoneyWorks（アオハライド OP）
26. プライド革命 / CHiCO with HoneyWorks×亜咲花（銀魂 OP）
27. カザニア / 愛美（現実主義勇者の王国再建記 ED）
28. LIGHTS / 愛美（現実主義勇者の王国再建記 ED）
29. de messiah / 東山奈央（勇者、辞めます ED）
30. CHAIN / ASCA（ダーウィンズゲーム OP）
31. 君が見た夢の物語 / ASCA（ロード・エルメロイII世の事件簿 -魔眼蒐集列車 Grace note- 特別編 ED）
32. 僕たちの行方 / ASCA×鈴木このみ（機動戦士ガンダムSEED DESTINY OP）
33. 夏夢ノイジー / 亜咲花（サマータイムレンダ OP）
34. Ready Set Go!! / 亜咲花（賢者の弟子を名乗る賢者 OP）
35. Sun Is Coming Up / 亜咲花（映画 ゆるキャン△ OP）
36. 君じゃなきゃダメみたい / オーイシマサヨシ
37. 打上花火 / オーイシマサヨシ×鈴木愛理（打ち上げ花火、下から見るか? 横から見るか? 主題歌）
38. UNION / OxTRUE
39. Happy encount / TRUE feat. Ayasa（リアデイルの大地にて OP）
40. 飛竜の騎士 / TRUE（最弱無敗の神装機竜 OP）
41. Divine Spell / TRUE
42. UNISONIA / TRUE
43. Theater of Life / 鈴木このみ（デカダンス OP）
44. 命の灯火 / 鈴木このみ（Deep Insanity THE LOST CHILD OP）
45. This game / 鈴木このみ
46. DAYS of DASH / 鈴木このみ
47. Sparkle / アニサマ2022出演アーティスト（m.c.A・Tを除く）

8月27日
1. SKILL / FLOW×GRANRODEO×angela
2. RISE / MADKID（盾の勇者の成り上がり OP）
3. Bring Back / MADKID（盾の勇者の成り上がり OP）
4. メドレー / DIALOGUE+
  1. 恋は世界定理と共に（恋は世界征服のあとで ED）
  2. 僕らが愚かだなんて誰が言った（骸骨騎士様、只今異世界へお出掛け中 ED）

5. デネブとスピカ / DIALOGUE+（継母の連れ子が元カノだった OP）
6. A Walk / 梶原岳人（ブラッククローバー ED）
7. 色違いの糸束 / 梶原岳人（オリエント ED）
8. サヨナラナミダ -piano ver.- / 幹葉（スピラ・スピカ） feat. 重永亮介（戦翼のシグルドリーヴァ ED）
9. 燦々デイズ / スピラ・スピカ（その着せ替え人形は恋をする OP）
10. STUDY×STUDY / StylipS（小倉唯×石原夏織×豊田萌絵×伊藤美来）
11. MIRACLE RUSH 〜 Choose me♡ダーリン / StylipS（小倉唯×石原夏織×豊田萌絵×伊藤美来）
12. 奏(かなで) / 雨宮天（一週間フレンズ。 ED）
13. フリイジア / 雨宮天（天官賜福 ED）
14. Love-Evidence / 雨宮天（理系が恋に落ちたので証明してみた。r=1-sinθ OP）
15. 花ハ踊レヤいろはにほ / DIALOGUE+（ハナヤマタ OP）
16. ダイスキ。/ 大橋彩香
17. HOWL / 大橋彩香
18. Be My Friend!!! / 大橋彩香 feat. マーティ・フリードマン（史上最強の大魔王、村人Aに転生する OP）
19. JUST COMMUNICATION / angela（新機動戦記ガンダムW OP）
20. メドレー / angela
  1. 蒼い春
  2. 全力☆Summer!
  3. キラキラ-go-round（モーレツ宇宙海賊 ABYSS OF HYPERSPACE -亜空の深淵- ED）

21. KINGS / angela
22. GIRLS' LEGEND U / ウマ娘 プリティーダービー（ウマ娘 プリティーダービー テーマソング）
23. We are DREAMERS!! / ウマ娘 プリティーダービー（ウマ娘 プリティーダービー テーマソング）
24. うまぴょい伝説 / ウマ娘 プリティーダービー
25. Cherish / 石原夏織（社畜さんは幼女幽霊に癒されたい。 OP）
26. 夢想的クロニクル / 石原夏織（異世界薬局 OP）
27. Abracada-Boo / 石原夏織（金装のヴェルメイユ〜崖っぷち魔術師は最強の厄災と魔法世界を突き進む〜 OP）
28. 青100色 / 伊藤美来（古見さんは、コミュ症です。 OP）
29. all yours / 伊藤美来
30. PHOENIX PRAYER / 藍井エイル（コードギアス 反逆のルルーシュ 15周年再放送版OP）
31. HELLO HELLO HELLO / 藍井エイル（カッコウの許嫁 ED）
32. MEMORIA / 藍井エイル
33. ANIMA / ReoNa
34. Rea(s)oN / ReoNa（ソードアート・オンライン オルタナティブ ガンゲイル・オンライン 挿入歌）
35. シャル・ウィ・ダンス? / ReoNa feat. RAB（シャドーハウス 2nd Season ED）
36. ASEED / ZAQ（ブラック★★ロックシューター DAWN FALL OP）
37. Dance In The Game / ZAQ（ようこそ実力至上主義の教室へ OP）
38. Sparkling Daydream / ZAQ feat. スピラ・スピカ
39. カミモホトケモ / GRANRODEO（最遊記RELOAD -ZEROIN- OP）
40. Treasure Pleasure / GRANRODEO feat. FIRE HORNS（範馬刃牙 OP）
41. Can Do / GRANRODEO
42. COLORS / FLOW
43. DICE / FLOW（コードギアス 反逆のルルーシュ 15周年再放送版OP）
44. GO!!! / FLOW feat. MADKID&RAB
45. GOLD / FLOW with アニサマフレンズ（BORUTO-ボルト- -NARUTO NEXT GENERATIONS- OP）
46. Sparkle / アニサマ2022出演アーティスト（マーティ・フリードマン、明坂聡美を除く）

8月28日
1. 太陽曰く燃えよカオス / Nyai☆Ris（鈴木愛奈×i☆Ris）
2. とめどない潮騒に僕たちは何を歌うだろうか / ARCANA PROJECT（白い砂のアクアトープ OP）
3. たゆたえ、七色 / ARCANA PROJECT（白い砂のアクアトープ OP）
4. AMATERRAS / KARAKURI（Tokyo 7th シスターズ イメージソング）
5. メドレー / 4U
  1. メロディーフラッグ（Tokyo 7th シスターズ イメージソング）
  2. LOVE AND DEVIL（Tokyo 7th シスターズ イメージソング）

6. FUNBARE☆RUNNER / 777☆SISTERS（Tokyo 7th シスターズ イメージソング）
7. Departures -あしたの歌- / Tokyo 7th シスターズ（Tokyo 7th シスターズ イメージソング）
8. Reverse-Rebirth / 鈴木愛奈（逆転世界ノ電池少女 ED）
9. Endless Pain / 鈴木愛奈（N-INNOCENCE- 主題歌）
10. あれこれドラスティック / halca&鈴木愛奈（邪神ちゃんドロップキックX OP）
11. センチメンタルクライシス / halca
12. 告白バンジージャンプ / halca（彼女、お借りします ED）
13. 明日の空へ -Album ver.- / saji（あひるの空 挿入歌）
14. 星のオーケストラ / saji（かげきしょうじょ!! OP）
15. Wherever / 鈴木みのり（黒の召喚士 ED）
16. BROKEN IDENTITY / 鈴木みのり（勇者、辞めます OP）
17. エフェメラをあつめて / 鈴木みのり×やなぎなぎ
18. Summer Dude / i☆Ris
19. ドリームパレード / i☆Ris
20. チキチキバンバン / i☆Ris feat. PROPS（パリピ孔明 OP）
21. Queens Bluff / i☆Ris（賭ケグルイ双 ED）
22. マツケンサンバⅡ（Summer Sparkle ver.） / 松平健&まあや姫 feat. i☆Ris with 腰元ダンサーズ&アニサマフレンズ
23. 火花散ル / GYROAXIA（劇場版アルゴナビス 流星のオブリガート ED）
24. 慟哭ノ雨 / GYROAXIA
25. DANCING PARANOIA / GYROAXIA
26. 駆け引きはポーカーフェイス / 花澤香菜（それでも歩は寄せてくる OP）
27. 恋愛サーキュレーション / 花澤香菜（化物語 OP）
28. SHINOBI-NAI / 花澤香菜
29. Before I Rise / やなぎなぎ（ヘブンバーンズレッド イメージソング）
30. 春擬き / やなぎなぎ（やはり俺の青春ラブコメはまちがっている。続 OP）
31. メルト 10th ANNIVERSARY MIX / やなぎなぎ
32. SPARKLE / 大黒摩季（名探偵コナン OP）
33. SHAKE!SHAKE!SHAKE! / 内田雄馬（怪病医ラムネ OP）
34. Comin' Back / 内田雄馬（灼熱カバディ ED）
35. Over / 内田雄馬&saji（あひるの空 ED）
36. 聴こえる? / 内田真礼（社畜さんは幼女幽霊に癒されたい。 ED）
37. ギミー!レボリューション / 内田真礼
38. 真っ赤なLip / WANDS（名探偵コナン OP）
39. 錆びついたマシンガンで今を撃ち抜こう / WANDS（ドラゴンボールGT ED）
40. 世界が終るまでは… / WANDS feat. 大黒摩季
41. High Free Spirits / TrySail
42. はなれない距離 / TrySail（阿波連さんははかれない OP）
43. Youthful Dreamer / TrySail
44. adrenaline!!! / TrySail
45. Sparkle / アニサマ2022出演アーティスト（松平健を除く）

テーマソング
Sparkle
作詞：中村彼方 作曲：田中秀和 編曲：田中秀和（オリジナル）、XELIK（D4DJ Remix）
Animelo Summer Live 2022 -Sparkle- テーマソング

Blu-ray
Animelo Summer Live 2022 -Sparkle- DAY1
2023年3月29日発売/株式会社ソニー・ミュージックソリューションズ/SSXX-223〜224
Animelo Summer Live 2022 -Sparkle- DAY2
2023年3月29日発売/株式会社ソニー・ミュージックソリューションズ/SSXX-225〜226
Animelo Summer Live 2022 -Sparkle- DAY3
2023年3月29日発売/株式会社ソニー・ミュージックソリューションズ/SSXX-227〜228
- Blu-ray版（2枚組）を発売。
- 28日分はWANDS feat. 大黒摩季の「世界が終るまでは…」の本曲は未収録だが、映像特典には一部収録されている。

主な出来事
- 昨年に続いて新型コロナウィルス感染対策が行われた（内容は昨年と同一）。一方で収容人数は1日2万人に増加され、会場はほぼ全使用された。
- 前年に初出演を予定していながら、コロナ感染のため出演を辞退したWANDSが改めて初出演した。
- 2010年から11年連続（中止となった2020年を除く）で出演していた三森すずこは産休を考慮して不参加、連続出演記録が途切れた。
- 27日に出演したDIALOGUE+のメンバーの内、内山悠里菜は体調不良による活動休止、飯塚麻結は新型コロナウイルス感染のためそれぞれ不参加。
- スタァライト九九組は出演しなかったが、27日にシークフェルト音楽学院中等部（松澤可苑、久家心、佐當友莉亜）が10月に開催された舞台のチラシ配布を行った。
- スペシャルオープニングアクトとして、女性Vtuberグループのホロライブ所属の「湊あくあ」「大空スバル」「兎田ぺこら」が登場しパフォーマンスを行った。
- サプライズゲストとして豊田萌絵が出演し、既に出演が発表されていた伊藤美来、元メンバーの石原夏織、小倉唯と共に特別なStylipSとして出演した。
- 松平健は3日目に披露された「Sparkle」の歌唱には不参加。
- 前年に引き続き、ゲーム「D4DJ Groovy Mix」でコラボレーションイベントが行われ、テーマソング「Sparkle」のD4DJ Remixも制作された。

## 2023年
- タイトル：Animelo Summer Live 2023 -AXEL-
- 開催日：2023年8月25日、8月26日、8月27日
- 会場：さいたまスーパーアリーナ（スタジアムモード）
- 主催：ドワンゴ、文化放送、BS11
- 協賛：dアニメストア、ルミカ、MAGES.、バンタン、LIVE DAM AiR、新日本プロテイン
- 後援：エイベックス・ピクチャーズ、NBCユニバーサル・エンターテイメントジャパン、KADOKAWA、キングレコード、ソニー・ミュージックエンタテインメント、日本コロムビア、フライングドッグ、ブシロードミュージック、ポニーキャニオン、マーベラス、ランティス
- 協力：さいたまスーパーアリーナ、アニメイト、株式会社セブン‐イレブン・ジャパン、ぴあ

出演者（2023年）
8月25日
- 蒼井翔太
- 麻倉もも
- 遠藤正明
- 大橋彩香
- OxT
- GRANRODEO
- Cö shu Nie
- 島津亜矢
- SCREEN mode
- TRUE
- なすお☆
- harmoe
- Who-ya Extended
- 三森すずこ
- Liyuu
- Liella!（伊達さゆり、Liyuu、岬なこ、ペイトン尚未、青山なぎさ、鈴原希実、薮島朱音、大熊和奏、絵森彩）
- ReoNa
- Roselia

8月26日
- 愛美
- angela
- 石原夏織
- 上坂すみれ
- 岡咲美保
- ClariS
- 鈴木愛奈
- スタァライト九九組
- ChouCho
- TrySail

- 中島由貴

- 仲村宗悟
- Hero Girls！“サマー”スカイ！プリキュア（石井あみ、吉武千颯、関根明良、加隈亜衣、北川理恵、Machico）
- Machico
- MADKID
- 松本梨香
- Morfonica（進藤あまね、直田姫奈、西尾夕香、mika、Ayasa）
- Lyrical Lily（反田葉月、進藤あまね、深川瑠華、渡瀬結月）
- Rainy。

8月27日
- ASCA
- 雨宮天
- 伊藤美来
- 内田真礼
- 内田雄馬
- オーイシマサヨシ
- 小倉唯
- GARNiDELiA
- saji
- 鈴木このみ
- 芹澤優
- DIALOGUE+
- 東山奈央
- 虹ヶ咲学園スクールアイドル同好会（大西亜玖璃、相良茉優、鬼頭明里、指出毬亜、田中ちえ美、法元明菜）
- 花澤香菜
- halca
- Paradox Live（梶原岳人、96猫、竹内良太、寺島惇太、小林裕介、豊永利行、近藤孝行、矢野奨吾）
- MyGO!!!!!（羊宮妃那、立石凛、青木陽菜、小日向美香、林鼓子）
- マサヨシがめがねを忘れた（オーイシマサヨシ、伊藤昌弘、若山詩音）
- MOTSU

バックバンド『アニサマバンド「THE SPEEDSTARS」』
- 松尾洋一（ギター）
- 山崎淳（ギター）
- 村上聖（ベース）
- 今井隼（キーボード）
- 菊嶋亮一（ドラム）
- 毛利泰士（マニピュレーター、パーカッション）

サプライズゲスト
- 村上まなつ（8月25日、ミステリーキッスとして）
- グレート-O-カーン（8月26日、愛美、MADKIDとのセッションとして）
- TM NETWORK（8月26日）
- 井口裕香、日笠陽子、日高里菜（8月27日、RO-KYU-BU!として）
- 蠟梅学園中等部1年3組（8月27日、メンバーは村上まなつ、雨宮天、若山詩音、鬼頭明里）

セットリスト
8月25日
1. Independence / ReoNa×TRUE（ソードアート・オンライン オルタナティブ ガンゲイル・オンライン 挿入歌）
2. Love is a potion / harmoe（ポーション頼みで生き延びます! ED）
3. ふたりピノキオ / harmoe（継母の連れ子が元カノだった ED）
4. bloomin' / Liyuu（はたらく魔王さま!! ED）
5. ピンキーフック / 麻倉もも（カノジョも彼女 ED）
6. 花に赤い糸 / 麻倉もも（好きになるその瞬間を。〜告白実行委員会〜 挿入歌）
7. バグちゃん / なすお☆（聖者無双〜サラリーマン、異世界で生き残るために歩む道〜 OP）
8. ハニージェットコースター / なすお☆ （可愛いだけじゃない式守さん OP）
9. 新時代 / 島津亜矢×湊友希那（相羽あいな）（ONE PIECE FILM RED OP）
10. I CAN'T DO ANYTHING-宇宙よ- / AYA（機動戦士ガンダム THE ORIGIN V 主題歌）
11. 勇者王誕生! / 遠藤正明×島津亜矢
12. ご唱和ください 我の名を！ / 遠藤正明（ウルトラマンZ OP）
13. TRUE STORY / SCREEN mode（文豪ストレイドッグス OP）
14. Wake Up Decker! / SCREEN mode（ウルトラマンデッカー OP）
15. Second Sparkle / Liella!
16. ビタミンSUMMER！ / Liella!（ラブライブ!スーパースター!! 挿入歌）
17. bullet / Cö shu Nie（PSYCHO-PASS サイコパス 3 ED）
18. asphyxia / Cö shu Nie（東京喰種トーキョーグール:re OP）
19. give it back / Cö shu Nie（呪術廻戦 ED）
20. Weaker / ReoNa（ソードアート・オンライン Last Recollection 主題歌）
21. VITA / ReoNa（ソードアート・オンライン アノマリー・クエスト 主題歌）
22. ANIMA / ReoNa
23. CHAINSAW BLOOD / GRANRODEO×蒼井翔太（チェンソーマン ED）
24. ゼロステップ / GRANRODEO（黒子のバスケ アニバーサリーソング）
25. 鉄の檻 / GRANRODEO（文豪ストレイドッグス OP）
26. modern strange cowboy / GRANRODEO
27. Q-vism / Who-ya Extended（PSYCHO-PASS サイコパス 3 OP）
28. VIVID VICE / Who-ya Extended（呪術廻戦 OP）
29. ドキドキトキドキトキメキス♡ / 三森すずこ×麻倉もも
30. 会いたいよ…会いたいよ！ / 三森すずこ feat. 大橋彩香&太田雅友
31. メドレー / ミステリーキッス
  1. シュガーレス・キッス（オッドタクシー ED）
  2. 超常恋現象（オッドタクシー 挿入歌）

32. HIGHEST / OxT（陰の実力者になりたくて! OP）
33. HOLLOW HUNGER / OxT（オーバーロードⅣ OP）
34. Cry Baby / SCREEN mode（東京卍リベンジャーズ OP）
35. PSYCHO:LOGY / 蒼井翔太（ポプテピピック OP）
36. give me ♡ me / 蒼井翔太（乙女ゲームの破滅フラグしかない悪役令嬢に転生してしまった…X ED）
37. Please,please! / 大橋彩香（政宗くんのリベンジR OP）
38. MASK / 大橋彩香 feat. 飯塚昌明
39. ワガママMIRROR HEART / 大橋彩香
40. BUTTERFLY EFFECTOR / TRUE
41. Divine Spell / TRUE
42. アンサンブル / TRUE（特別編 響け!ユーフォニアム〜アンサンブルコンテスト〜 主題歌）
43. ROZEN HORIZON / Roselia
44. R / Roselia（BanG Dream! FILM LIVE 2nd Stage 挿入歌）
45. ZEAL of proud / Roselia（カードファイト!! ヴァンガード overDress OP）
46. FIRE BIRD / Roselia（BanG Dream! 2nd Season 挿入歌）
47. heartbeat-axelator / アニサマ2023出演アーティスト DAY1（Liella!、ミステリーキッスを除く）

8月26日
1. 全力☆adrenaline!!!!! / angela×TrySail
2. Maihime / Lyrical Lily（D4DJ All Mix OP）
3. メドレー / Lyrical Lily
  1. ギミー！レボリューション（俺、ツインテールになります。 OP）
  2. ぼなぺてぃーと♡S（ブレンド・S OP）
  3. ふ・れ・ん・ど・し・た・い（がっこうぐらし! OP）
  4. タッチ（タッチ OP）
  5. 人間合格!!!!（D4DJ Groovy Mix イメージソング）

4. A NEW DAY / 中島由貴（聖者無双〜サラリーマン、異世界で生き残るために歩む道〜 ED）
5. 霞の向こうへ / 中島由貴（ゴブリンスレイヤーII ED）
6. オトメロディー / 中島由貴×岡咲美保（おねがいマイメロディ OP）
7. インフィニット / 岡咲美保（Extreme Hearts OP）
8. ひろがるスカイ！プリキュア 〜Hero Girls〜 / 石井あみ（ひろがるスカイ!プリキュア OP）
9. Dear Shine Sky / 吉武千颯（ひろがるスカイ!プリキュア ED）
10. メドレー
  1. ヒーリングっど♥プリキュア Touch!! / 北川理恵（ヒーリングっど♥プリキュア OP）
  2. Viva! Spark!トロピカル〜ジュ！プリキュア / Machico with 北川理恵（トロピカル〜ジュ!プリキュア OP）
  3. Cheers！デリシャスパーティ♡プリキュア / Machico（デリシャスパーティ♡プリキュア OP）

11. ヒロガリズム / Hero Girls！“サマー”スカイ！プリキュア（ひろがるスカイ!プリキュア ED）
12. ...and Rescue Me / Rainy。（名探偵コナン ED）
13. Never Say Goodbye / ChouCho（ガールズ&パンツァー 最終章 OP）
14. 優しさの理由 / ChouCho
15. Paraglider / 石原夏織（夢見る男子は現実主義者 OP）
16. Blooming Flower / 石原夏織
17. RISE / MADKID（盾の勇者の成り上がり OP）
18. SIN / MADKID（盾の勇者の成り上がり Season3 OP）
19. Daylight -デイライト- / Morfonica（BanG Dream! FILM LIVE 2nd Stage 挿入歌）
20. メドレー / Morfonica
  1. flame of hope
  2. 誓いのWingbeat

21. ごまかし / TrySail（マギアレコード 魔法少女まどか☆マギカ外伝 OP）
22. Follow You！ / TrySail（異世界ワンターンキル姉さん 〜姉同伴の異世界生活はじめました〜 OP）
23. 華麗ワンターン / TrySail（異世界ワンターンキル姉さん 〜姉同伴の異世界生活はじめました〜 OP）
24. Get Wild / TM NETWORK
25. Whatever Comes / TM NETWORK（劇場版シティーハンター 天使の涙 OP）
26. 七つの海よりキミの海 / 上坂すみれ
27. Inner Urge / 上坂すみれ
28. EASY LOVE / 上坂すみれ（イジらないで、長瀞さん OP）
29. コイセカイ / ClariS（白聖女と黒牧師 OP）
30. ALIVE / ClariS（リコリス・リコイル OP）
31. MAGICAL DESTROYER / 愛美 with MADKID vs. グレート-O-カーン（魔法少女マジカルデストロイヤーズ OP）
32. 煩悩☆パラダイス / 愛美（てんぷる OP）
33. STAY FREE / Machico（この素晴らしい世界に爆焔を! OP）
34. WINNER / 仲村宗悟（ブルーロック ED）
35. fist of hope / 仲村宗悟（ウルトラマンレグロス 主題歌）
36. imitation / 仲村宗悟
37. Dash and Go! / 鈴木愛奈（アリス・ギア・アイギス Expansion OP）
38. ヒカリイロの歌 / 鈴木愛奈
39. めざせポケモンマスター -20th Anniversary- / 松本梨香（劇場版ポケットモンスター キミにきめた! OP）
40. タイプ：ワイルド / 松本梨香 with アニサマフレンズ
41. Star Divine / スタァライト九九組
42. Polestar / スタァライト九九組
43. Moon Revenge / スタァライト九九組（劇場版美少女戦士セーラームーンR ED）
44. AYAKASHI / angela（AYAKA -あやか- OP）
45. メドレー / angela
  1. RECONNECTION（最強陰陽師の異世界転生記 OP）
  2. ANGEL（COPPELION OP）
  3. 僕じゃない

46. 明日へのbrilliant road / angela
47. Shangri-La / angela
48. heartbeat-axelator / アニサマ2023出演アーティスト DAY2（Rainy。、TM NETWORKを除く）

8月27日
1. SHOOT! / RO-KYU-BU!
2. Rolling! Rolling! / RO-KYU-BU!
3. 最悪な日でもあなたが好き。 / 芹澤優（異世界魔王と召喚少女の奴隷魔術 ED）
4. JUNGLE FIRE / 芹澤優 feat. MOTSU（MFゴースト OP）
5. ダイアローグ＋インビテーション！ / DIALOGUE+
6. にゃんぼりーdeモッフィー!! / DIALOGUE+（カワイスギクライシス ED）
7. 僕らが愚かだなんて誰が言った / DIALOGUE+
8. Shocking Blue / 伊藤美来
9. 点と線 / 伊藤美来（星屑テレパス OP）
10. door / 東山奈央（シュガーアップル・フェアリーテイル ED）
11. センチメートル / 東山奈央×halca（彼女、お借りします OP）
12. Error / GARNiDELiA feat. 東山奈央（BEATLESS OP）
13. 幻愛遊戯 / GARNiDELiA（うちの師匠はしっぽがない OP）
14. Get it / cozmez（小林裕介、豊永利行）（Paradox Live イメージソング）
15. G△L△XY∞  / BAE（梶原岳人、96猫）（Paradox Live イメージソング）
16. メドレー / Paradox Live
  1. ROWDIEZ -悪漢奴等 Wanted Vibes- / 悪漢奴等（近藤孝行、畠中祐、矢野奨吾）（Paradox Live イメージソング）
  2. Hit em up / cozmez（Paradox Live イメージソング）
  3. Shooting Arrows / The Cat's Whiskers（竹内良太、寺島惇太）（Paradox Live イメージソング）
  4. BaNG!!! / BAE（Paradox Live イメージソング）

17. メガネゴーラウンド / マサヨシがめがねを忘れた(小村くんと三重さんとオーイシマサヨシ)（好きな子がめがねを忘れた ED）
18. 灯火 / saji（トモダチゲーム ED）
19. フラッシュバック / saji（AYAKA -あやか- ED）
20. 創傷イノセンス / 内田真礼
21. youthful beautiful / 内田真礼feat. オーイシマサヨシ
22. ラウドへイラー / 内田真礼（冰剣の魔術師が世界を統べる ED）
23. わちゅごなどぅー / 虹ヶ咲学園スクールアイドル同好会（にじよん あにめーしょん ED）
24. Just Believe!!! / 虹ヶ咲学園スクールアイドル同好会
25. 誰彼スクランブル / halca（Engage Kiss OP）
26. 恋愛ミリフィルム / halca feat. 雨宮天＆東山奈央＆芹澤優（彼女、お借りします OP）
27. メドレー / MyGO!!!!!
  1. 無路矢
  2. 影色舞

28. 潜在表明 / MyGO!!!!!
29. 壱雫空 / MyGO!!!!!（BanG Dream! It's MyGO!!!!! OP）
30. Raise / 小倉唯
31. 秘密♡Melody / 小倉唯（私の百合はお仕事です! OP）
32. はじまりのセツナ / 蠟梅学園中等部1年3組（明日ちゃんのセーラー服 OP）
33. ドラマチックじゃなくても / 花澤香菜（久保さんは僕を許さない OP）
34. 灰色 / 花澤香菜（ダークギャザリング ED）
35. リンネ / ASCA（EDENS ZERO ED）
36. Howling / ASCA
37. メドレー / 内田雄馬
  1. SHAKE！SHAKE！SHAKE！
  2. Happy-go-Journey（とんでもスキルで異世界放浪メシ ED）

38. Over / 内田雄馬
39. TRIGGER / 雨宮天
40. Skyreach / 雨宮天（アカメが斬る! OP）
41. Love? Reason why!! / 鈴木このみ（恋愛フロップス OP）
42. Bursty Greedy Spider / 鈴木このみ（蜘蛛ですが、なにか? OP）
43. Redo / 鈴木このみ
44. ギフト / オーイシマサヨシ feat. ウーリャ（お隣の天使様にいつの間にか駄目人間にされていた件 OP）
45. 君じゃなきゃダメみたい / オーイシマサヨシ
46. サインはB -アイ Solo Ver.-（オーイシ仮歌） / オーイシマサヨシ（【推しの子】 挿入歌）
47. uni-verse / オーイシマサヨシ（グリッドマン ユニバース 主題歌）
48. なんてカラフルな世界! / オーイシマサヨシ with アニサマフレンズ
49. heartbeat-axelator / アニサマ2023出演アーティスト DAY3（RO-KYU-BU!を除く）

テーマソング
heartbeat-axelator
作詞・作曲：草野華余子 編曲：堀江晶太
Animelo Summer Live 2023 -AXEL- テーマソング
主な出来事
- 新型コロナウイルスの5類感染症移行に伴い、声出し応援が解禁された。会場物販は通常形式となり、けやきひろばでのステージイベントも再開した。
- グレート-O-カーンが、前年に引き続き3日間通してSPICEを通じてレポートを行った一方で、2日目のサプライズゲストとしてアニサマに初めて出演した。
- Liella!のうち、6月に加入した3期生（結那、坂倉花）は加入から間もないこともあり、アニサマに出演しなかった。
- サプライズゲストとして出演したRO-KYU-BU!は2011年以来、12年ぶりのアニサマ出演となった。
- 2024年秋にClariSを卒業するカレンは、これが最後のアニサマ出演となった。

## 2024年

### Animelo Summer Live 2024 -Stargazer-
- タイトル：Animelo Summer Live 2024 -Stargazer-
- 開催日：2024年8月30日、8月31日、9月1日
- 会場：さいたまスーパーアリーナ（スタジアムモード）
- 主催：ドワンゴ、文化放送
- 協賛：dアニメストア、エルフィン、バンタン、ABEMA、MAGES.、ルミカ、REALITY、SPWN、LIVE DAM AiR、アブストリームクリエイション、日総工産、新日本プロテイン
- 後援：A-Sketch、エイベックス・ピクチャーズ、NBCユニバーサル・エンターテイメントジャパン、KADOKAWA、Key Sounds Label、GLEAN、Cygames RECORDS、サンリオ、ソニー・ミュージックエンタテインメント、日本コロムビア、ブシロードミュージック、フライングドッグ、ポニーキャニオン、ホリプロインターナショナル、MAGES.、MENT RECORDING、ランティス、ワーナー ブラザース ジャパン
- 協力：さいたまスーパーアリーナ、アニメイト、株式会社セブン‐イレブン・ジャパン、ぴあ

出演者（2024年）
8月30日
- i☆Ris
- Ave Mujica（佐々木李子、渡瀬結月、岡田夢似、米澤茜、高尾奏音）
- ASCA
- 伊東健人
- Aimer
- オーイシマサヨシ
- 大橋彩香
- きただにひろし
- 楠木ともり
- でんぱ組.inc（2021年に卒業した成瀬瑛美も参加）
- トゲナシトゲアリ
  - 美怜、凪都は活動休止のため不参加、代わりに宮内沙弥、鈴木栄奈がサポートメンバーとして参加

- FIELD OF VIEW
- She is Legend（XAI、鈴木このみ）
- Who-ya Extended
- Machico
- MindaRyn
- 宮田俊哉
- UniteUp!（PROTOSTAR（戸谷菊之介、山口諒太郎、平井亜門）、LEGIT（助川真蔵、森蔭晨之介、坂田隆一郎）、JAXX/JAXX（masa、下前祐貴、馬越琢己）

8月31日
- 愛美
- 伊藤美来
- 内田真礼
- 岡咲美保
- 小倉唯
- カノエラナ
- GRANRODEO
- 鈴木このみ
- 芹澤優 feat. MOTSU
- 土岐隼一
- 太陽と踊れ月夜に唄え
- TrySail
- 蓮ノ空女学院スクールアイドルクラブ（楡井希実、野中ここな、花宮初奈、佐々木琴子、菅叶和、月音こな、櫻井陽菜、葉山風花、来栖りん）
  - 来栖りんは怪我のため、一部パフォーマンスを制限した上での出演

- 早見沙織
- 早見沙織 feat. HoneyWorks
- 平野綾
- フラガリアメモリーズ（梶原岳人、林勇、寺島拓篤、土岐隼一、日向朔公、仲村宗悟、島﨑信長、坂田将吾、千葉翔也、三上瑛士、榊原優希、徳留慎乃佑、武内駿輔、小笠原仁、畠中祐、松岡洋平、町本成史）
- MyGO!!!!!
- MASOCHISTIC ONO BAND

9月1日
- アイドルマスター シャイニーカラーズ（イルミネーションスターズ（関根瞳、近藤玲奈、峯田茉優）、アルストロメリア（黒木ほの香、前川涼子、芝崎典子）、ノクチル（和久井優、土屋李央、田嶌紗蘭、岡咲美保））
- 蒼井翔太
- 亜咲花
- 内田雄馬
- 北宇治カルテット
- ZAQ
- 邪神★ガールズ 生贄SUMMER（鈴木愛奈、大森日雅、久保田未夢、小坂井祐莉絵、小見川千明、佐々木李子、花井美春）
  - 飯田里穂は出演辞退

- 鈴木愛奈
- 茅原実里
- 東山奈央
- TRUE
- 南條愛乃
- 花澤香菜
- B小町（潘めぐみ、伊駒ゆりえ、大久保瑠美）
- fripSide（八木沼悟志、上杉真央、阿部寿世）
- ブレイバーン(CV.鈴村健一)
- ⁮イサミ・アオ(CV.鈴木崚汰)&ルイス・スミス(CV.阿座上洋平)
- ReoNa

バックバンド『アニサマバンド「Stargazer」』
- 山崎淳（ギター）
- IMAJO（ギター）
- 村上聖（ベース）
- 今井隼（キーボード）
- 菊嶋亮一（ドラム）
- 毛利泰士（マニピュレーター、パーカッション）

サプライズゲスト
- 一ノ瀬トキヤ（CV.宮野真守）（8月30日、宮田俊哉のサポートとして）
- YOH（REAL AKIBA JUNIORZ）(8月31日、GRANRODEOのサポートとして)
- ニャル子（CV.阿澄佳奈）（9月1日、邪神★ガールズ 生贄SUMMERの演出として）
- SHIN（MADKID）（9月1日、ZAQのバックダンサーとして）
- うたごえはミルフィーユ（9月1日、東山奈央とのセッションとして）

セットリスト
8月30日
1. 勇気100％ / 宮田俊哉×オーイシマサヨシ×伊東健人 with UniteUp!（ 忍たま乱太郎 OP）
2. Unite up! / UniteUp!（UniteUp! OP）
3. ユメノトビラ / UniteUp!（UniteUp! ED）
4. 名もなき何もかも / トゲナシトゲアリ（ガールズバンドクライ 挿入歌）
5. 雑踏、僕らの街 / トゲナシトゲアリ（ガールズバンドクライ OP）
6. My Factor / 伊東健人（月が導く異世界道中 第二幕 ED）
7. Miracle soup / MindaRyn（転生したらスライムだった件 ED）
8. Like Flames / MindaRyn（転生したらスライムだった件 OP）
9. Synthetic Sympathy / Who-ya Extended（PSYCHO-PASS サイコパス 3 FIRST INSPECTOR 主題歌）
10. Prayer / Who-ya Extended（はめつのおうこく ED）
11. Greensleeves / Ave Mujica・Doloris
12. Ave Mujica / Ave Mujica（BanG Dream! It's MyGO!!!!! 挿入歌）
13. Mas?uerade Rhapsody Re?uest / Ave Mujica
14. 眠れない / 楠木ともり（ひきこまり吸血姫の悶々 ED）
15. シンゲツ / 楠木ともり（魔王学院の不適合者 II 〜史上最強の魔王の始祖、転生して子孫たちの学校へ通う〜 ED）
16. Growing Up / Machico（この素晴らしい世界に祝福を!3 OP）
17. TOMORROW / Machico
18. fantastic dreamer / Machico
19. 最Ψ最好調！/ でんぱ組.inc（斉木楠雄のΨ難 OP）
20. メモリーズ・ラスト/ でんぱ組.inc
21. あした地球がこなごなになっても / でんぱ組.inc with 成瀬瑛美（デッドデッドデーモンズデデデデデストラクション 挿入歌）
22. 渇いた叫び / FIELD OF VIEW（遊☆戯☆王 OP）
23. DAN DAN 心魅かれてく / FIELD OF VIEW
24. ウィーゴー！ / きただにひろし（ONE PIECE OP）
25. あーーっす！ / きただにひろし（ONE PIECE OP）
26. ウィーアー！ / きただにひろし with ANISAMA FRIENDZ
  - -休憩-

27. StarRingChild / Aimer（機動戦士ガンダムUC 主題歌）
28. Brave Shine / Aimer（Fate/stay night ［Unlimited Blade Works］ OP）
29. Sign / Aimer（狼と香辛料 MERCHANT MEETS THE WISE WOLF OP）
30. 残響散歌 / Aimer（鬼滅の刃 遊郭編 OP）
31. Burn My Soul / She is Legend（ゲームアプリ ヘブンバーンズレッド 楽曲）
32. Thank you for playing〜あなたに出会えてよかった〜 / She is Legend（ゲームアプリ ヘブンバーンズレッド 楽曲）
33. 死にゆく季節でぼくは / She is Legend（ゲームアプリ ヘブンバーンズレッド 楽曲）
34. Nemophila feat. 一ノ瀬トキヤ(ST☆RISH) / 宮田俊哉（うたの☆プリンスさまっ♪ キャラクターソング）
35. Butter-Fly / 宮田俊哉×伊東健人
36. 私が笑う理由は / ASCA×楠木ともり（豚のレバーは加熱しろ OP）
37. 紫苑の花束を / ASCA feat. 柳澤良音（魔法科高校の劣等生 ED）
38. FACELESS / ASCA（ばいばい、アース OP）
39. YES!! / 大橋彩香
40. シンガロン進化論 / オーハシアヤカ×オーイシマサヨシ
41. ワガママMIRROR HEART / 大橋彩香
42. なまらめんこいギャル / オーイシマサヨシ feat. REAL AKIBA BOYZ（道産子ギャルはなまらめんこい OP）
43. 死んだ! / オーイシマサヨシ（勇者が死んだ! OP）
44. uni-verse / オーイシマサヨシ
45. メドレー / i☆Ris
  1. Realize!
  2. ドリームパレード
  3. Make it!

46. アルティメット☆MAGIC / i☆Ris
47. 希望の花を / i☆Ris（i☆Ris the Movie –Full Energy!!- 挿入歌）
48. 愛 for you！ / i☆Ris feat. オーイシマサヨシ（i☆Ris the Movie –Full Energy!!- 主題歌）
49. Stargazer / アニサマ2024出演アーティスト DAY1（Aimerを除く）

8月31日
1. メドレー / 内田真礼×平野綾
  1. INSIDE IDENTITY
  2. Lost my music（涼宮ハルヒの憂鬱 挿入歌）

2. God knows... / 平野綾
3. オトワ / 太陽と踊れ月夜に唄え（愚かな天使は悪魔と踊る OP）
4. メドレー / フラガリアメモリーズ
  1. EVER RED / RED BOUQUET
  2. 青空のメモリー / BLUE BOUQUET
  3. ALL SO BAD / NOIR BOUQUET

5. Bouquet of Wishes / ALL BOUQUET
6. すきっちゅーの！ / ちゅーたん(CV.早見沙織) feat. HoneyWorks（告白実行委員会〜恋愛シリーズ〜 イメージソング）
7. 可愛くてごめん / ちゅーたん(CV.早見沙織) feat. HoneyWorks（告白実行委員会〜恋愛シリーズ〜 イメージソング）
8. Queen of the Night / カノエラナ（ティアムーン帝国物語〜断頭台から始まる、姫の転生逆転ストーリー〜 ED）
9. イロドリ / カノエラナ（夜のクラゲは泳げない OP）
10. ココロトラベル / 岡咲美保（転生したらスライムだった件 コリウスの夢 ED）
11. ペタルズ / 岡咲美保（ジャヒー様はくじけない! ED）
12. Now On Air / 伊藤美来（声優ラジオのウラオモテ OP）
13. Plunderer / 伊藤美来（プランダラ OP）
14. Another Birthday / 土岐隼一（ループ7回目の悪役令嬢は、元敵国で自由気ままな花嫁生活を満喫する OP）
15. 君色のキセキ / 小倉 唯（ワンルーム、日当たり普通、天使つき。 OP）
16. Empty//Princess. / 小倉 唯
17. メドレー / 蓮ノ空女学院スクールアイドルクラブ
  1. みらくりえーしょん / みらくらぱーく！
  2. レディバグ / DOLLCHESTRA
  3. アオクハルカ / スリーズブーケ

18. Dream Believers / 蓮ノ空女学院スクールアイドルクラブ（Link!Like!ラブライブ! テーマソング）
19. おジャ魔女カーニバル!! / 伊藤美来×TrySail
20. HELP / 愛美（Helck OP）
21. メリトクラシー / 愛美（出来損ないと呼ばれた元英雄は、実家から追放されたので好き勝手に生きることにした ED）
22. 無路矢（のろし） / MyGO!!!!!
23. メドレー / MyGO!!!!!
  1. 砂寸奏
  2. 歌いましょう鳴らしましょう

24. 迷星叫 / MyGO!!!!!（BanG Dream! It's MyGO!!!!! 挿入歌）
  - -休憩-

25. ROCK ME KISS ME / 芹澤優 feat. MOTSU（MFゴースト 2nd season OP）
26. JUNGLE FIRE / 芹澤優 feat. MOTSU
27. ぼのぼのロックンロール / MASOCHISTIC BONO BAND（ぼのぼの 主題歌）
28. Ace of Asia / MASOCHISTIC ONO BAND（Dear Girl〜Stories〜THE MOVIE2 ACE OF ASIA 主題歌）
29. Guide / 早見沙織（ダンジョンに出会いを求めるのは間違っているだろうかIV ED）
30. Abyss / 早見沙織
31. Reweave / 鈴木このみ（Re:ゼロから始める異世界生活 OP）
32. 白花 / 鈴木このみ（異修羅 ED）
33. メドレー / 鈴木このみ×芹澤優
  1. デビきゅー（魔入りました!入間くん ED）
  2. 私がモテないのはどう考えてもお前らが悪い

34. This game / 鈴木このみ
35. うつろい / TrySail
36. マイクロレボリューション / TrySail（ダンジョンの中のひと OP）
37. 華麗ワンターン / TrySail
38. 偏愛の輪舞曲(Special ver.) / GRANRODEO
39. ROSE HIP-BULLET / GRANRODEO
40. BEASTFUL / GRANRODEO
41. Can Do / GRANRODEO with ANISAMA BOYZ
42. パラレルなハート / 内田真礼（恋は双子で割り切れない OP）
43. CHA∞IN / 内田真礼（魔都精兵のスレイブ ED）
44. 創傷イノセンス / 内田真礼
45. ギミー! レボリューション Special!! / 内田真礼 with ANISAMA FRIENDZ
46. Stargazer / アニサマ2024出演アーティスト DAY2（平野綾を除く）

9月1日
1. STAR☆T☆RAIN -New Arrange Ver.-/ B小町（【推しの子】 挿入歌）
2. サインはB -New Arrange Ver.-/ B小町（【推しの子】挿入歌）
3. メドレー
  1. ヒカリのdestination / イルミネーションスターズ（アイドルマスター シャイニーカラーズ 5話ED）
  2. アルストロメリア / アルストロメリア（アイドルマスター シャイニーカラーズ 3話ED）

4. いつだって僕らは / ノクチル
5. ツバサグラビティ / イルミネーションスターズ＆アルストロメリア（アイドルマスター シャイニーカラーズ OP）
6. Spread the Wings!!/ アイドルマスター シャイニーカラーズ（アイドルマスター シャイニーカラーズ 挿入歌）
7. あの娘にドロップキック / 邪神★ガールズ 生贄SUMMER with 邪神ちゃんインパクト（邪神ちゃんドロップキック OP）
8. CHI☆TO☆SE愛歌 / 邪神ちゃん×リエール（邪神ちゃんドロップキック 千歳編 ED）
9. 太陽曰く燃えよカオス / 邪神★ガールズ 生贄SUMMER
10. 絶世スターゲイト / 蒼井翔太
11. EVOLVE / 蒼井翔太（出来損ないと呼ばれた元英雄は、実家から追放されたので好き勝手に生きることにした OP）
12. So Precious / 亜咲花（ゆるキャン△ SEASON3 ED ）
13. Eternal Star / 亜咲花（ISLAND ED）
14. わやわやわー！ / 亜咲花（道産子ギャルはなまらめんこい ED）
15. Hope / 内田雄馬（デッドマウント・デスプレイ ED）
16. Over / 内田雄馬
17. Apocalypse Day / 鈴木愛奈（邪神ちゃんドロップキック【世紀末編】 OP）
18. 果てのない旅 / 鈴木愛奈（最弱テイマーはゴミ拾いの旅を始めました。 OP）
19. カーストルーム / ZAQ
20. マイナーピース / ZAQ feat. 東山奈央＆SHIN(MADKID)（ようこそ実力至上主義の教室へ 3rd Season OP）
21. トゥッティ！ / 北宇治カルテット
22. 音色の彼方 / 北宇治カルテット feat. ZAQ（響け!ユーフォニアム3 ED）
23. DREAM SOLISTER / TRUE×北宇治カルテット
24. ReCoda / TRUE feat. 北宇治カルテット（響け!ユーフォニアム3 OP）
  - -休憩-

25. ババーンと推参！バーンブレイバーン / ブレイバーン(CV.鈴村健一)（勇気爆発バーンブレイバーン OP）
26. 双炎の肖像 / イサミ・アオ(CV.鈴木崚汰)＆ルイス・スミス(CV.阿座上洋平)（勇気爆発バーンブレイバーン ED）
27. ドラマチックじゃなくても / 花澤香菜
28. 本命アンサー / 桐崎千棘(CV.東山奈央)＆小野寺小咲(CV.花澤香菜)（ニセコイ アニバーサリーデュエットソング）
29. 星空☆ディスティネーション / 花澤香菜
30. イマココ / 東山奈央（月がきれい OP）
31. 星の伝言 / 東山奈央（星降る王国のニナ ED）
32. プラチナ -アカペラver.- / 東山奈央 feat.うたごえはミルフィーユ
33. dawn of infinity / fripSide（魔法使い黎明期 OP）
34. Red Liberation / fripSide（ひきこまり吸血姫の悶々 OP）
35. Secret Operation / fripSide feat. Yoshino Nanjo（夜桜さんちの大作戦 OP）
36. グリザイアメドレー / 南條愛乃
  1. サヨナラの惑星（グリザイア：ファントムトリガー THE ANIMATION ED）
  2. 涙流るるまま（グリザイア：ファントムトリガー THE ANIMATION スターゲイザー ED）

37. 閃 -Sen- / 南條愛乃（冒険者になりたいと都に出て行った娘がSランクになってた OP）
38. フローズン / TRUE（杖と剣のウィストリア ED）
39. ブルーデイズ / TRUE（転生貴族、鑑定スキルで成り上がる OP）
40. 純白サンクチュアリィ(Reincarnation ver.) / 茅原実里
41. 境界の彼方 / 茅原実里
42. Paradise Lost / 茅原実里
43. ピルグリム / ReoNa（ソードアート・オンライン オルタナティブ ガンゲイル・オンライン 挿入歌）
44. ガジュマル 〜Heaven in the Rain〜 / ReoNa（シャングリラ・フロンティア ED）
45. ANIMA / ReoNa
46. Till the End / ReoNa（ソードアート・オンライン 原作小説刊行10周年テーマソング）
47. Stargazer / アニサマ2024出演アーティスト DAY3（B小町、うたごえはミルフィーユを除く）

テーマソング
Stargazer
作詞：織田あすか（Elements Garden） 作曲・編曲：藤田淳平（Elements Garden）/ 菊田大介（Elements Garden）
Animelo Summer Live 2024 -Stargazer- テーマソング
主な出来事
- 全日、単独枠でのサプライズゲストの出演が無かった。
- 2019年以来5年ぶりのセンターステージと花道を設置しての開催となった。
- 2025年1月5日にエンディング（解散）を迎えたでんぱ組.incは、今回が最初で最後のアニサマ出演となった。
- 平野綾が「God knows…」を披露した際、えなこが所有しているギターで演奏した。
- 2021年に初出演を予定していながら、芝崎典子が新型コロナに感染したことで、出演を辞退したアイドルマスター シャイニーカラーズが改めて初出演を果たした。
- 2日目の太陽と踊れ月夜に唄え、3日目のうたごえはミルフィーユは、いずれも前日にけやきひろばのステージにも出演した。
- 2日目にフラガリアメモリーズの応援としてハローキティが、3日目には邪神ちゃんインパクトとブレイバーンが登場した。

### ANISAMA WORLD in ABEMAアニメ祭
- タイトル：ANISAMA WORLD in ABEMAアニメ祭
- 開催日：2024年9月21日
- 会場：Zepp Shinjuku（TOKYO）
- 主催：ABEMA

出演者
- 岡咲美保
- なすお☆
- 早見沙織
- halca
- fripSide（上杉真央、阿部寿世）
- フィロソフィーのダンス（昼公演のみ）
- MADKID（昼公演のみ）
- 大西亜玖璃（夜公演のみ）
- 前田佳織里（夜公演のみ）

### ANISAMA WORLD 2024 in Shanghai
- タイトル：ANISAMA WORLD 2024 in Shanghai
- 開催日：2024年11月16日
- 会場：久事体育场馆旗忠网球中心
- 主催：上海鉑金文化伝播有限公司

出演者
- T.M.Revolution
- 蒼井翔太
- 伊藤美来
- 斉藤朱夏
- Liyuu
- 大橋彩香
- 鈴木このみ
- 茅原実里
- TRUE
- ReoNa
- 西川貴教
- 小室哲哉

### ANISAMA V神 2024
- タイトル：ANISAMA V神 2024
- 開催日：2024年12月15日

出演者
- 朝ノ瑠璃
- 天音かなた
- 大神ミオ
- 桃鈴ねね
- 雪花ラミィ
- 渋谷ハル
- 緋月ゆい
- 周防パトラ
- 樋口楓
- 夢追翔
- 富士葵
- MonsterZ MATE
- YuNi
- 花譜（V.W.P）
- 理芽（V.W.P）
- 春猿火（V.W.P）
- ヰ世界情緒（V.W.P）
- 狐子（V.W.P）
- シカ部
- きただにひろし
- 森口博子

注釈
- 「アニサマ」初のバーチャルライブであり、配信及びライブビューイング限定。

## 2025年

### Animelo Summer Live 2025 "ThanXX!"
- タイトル：Animelo Summer Live 2025 "ThanXX!"
- 開催日：2025年8月29日、8月30日、8月31日
- 会場：さいたまスーパーアリーナ（スタジアムモード）
- 主催：ドワンゴ、文化放送
- 協賛：dアニメストア、日総工産、エルフィン、ジェイアール東海ツアーズ、U-NEXT
- 後援：KADOKAWA、キングレコード、ソニー・ミュージックエンタテインメント、DIVE II entertainment、日本コロムビア、HIGHWAY STAR、FIREWORKS 、ブシロードミュージック、ポニーキャニオン、MONSTER design Inc.、ランティス、ワーナーミュージック・ジャパン
- 協力：さいたまスーパーアリーナ、アニメイト、株式会社セブン‐イレブン・ジャパン、ぴあ

出演者（2025年）
8月29日
- i☆Ris
- 藍井エイル
- オーイシマサヨシ
- 奥井雅美
- 小倉唯
- KOTOKO
- TRUE
- 西川貴教
- 氷川きよし＋KIINA.
- fripSide
- MyGO!!!!!
- 三森すずこ
- May'n
- ReoNa
- Roselia

8月30日
- アイドルマスター ミリオンライブ！ ミリオンスターズ（田所あずさ、Machico、愛美、伊藤美来、諏訪彩花、渡部優衣）
- Ave Mujica
- angela
- Guilty Kiss（逢田梨香子、小林愛香、鈴木愛奈）
- Saint Snow（田野アサミ、佐藤日向）
- GRANRODEO
- ZAQ
- JAM Project
- スフィア
- TrySail
- FLOW
- 宮野真守
- ミルキィホームズ
- 森口博子
- Lia

8月31日
- アイドルマスター SideM（仲村宗悟、寺島拓篤、神速一魂〈益山武明、深町寿成〉、C.FIRST〈伊瀬結陸、宮﨑雅也、大塚剛央〉）
- 蒼井翔太
- ALI PROJECT
- 石田燿子
- 内田真礼
- 栗林みな実
- 鈴木このみ
- SPYAIR
- 茅原実里
- fhána
- Poppin'Party
- 水樹奈々
- 米倉千尋
- LiSA

サポートアーティスト
- REAL AKIBA BOYZ(31日)

主な出来事
- 2026年よりさいたまスーパーアリーナが改修工事で使用できないため、2009年から続いたさいたまスーパーアリーナでの開催は本年を以て一旦ピリオドが打たれた。
- ジェイアール東海ツアーズによる静岡・中部・近畿・中国・九州エリアからの新幹線ツアーが販売された。
- アニサマ20周年記念公演ということもあり、奥井雅美、水樹奈々、ミルキィホームズ、LiSA、ALI PROJECTなど近年は出演していなかったアーティストの返り咲き出演が相次いだ。反面、初出演アーティスト数は歴代最小となった。
- 出演者のうち、スフィアのメンバーとして当初出演予定だった豊崎愛生は、2025年8月15日に活動制限により出演見合わせとなり、豊崎を除くメンバー3人体制（寿美菜子、高垣彩陽、戸松遥）での出演となった。

## アニサマチャンネル
2007年のライブ開催発表と同時にニコニコ動画内に『アニサマチャンネル』が開設された。毎年のライブの関係動画が随時配信されている。

## テレビ放送
2009年から2010年にかけて主にキッズステーションにて前年のダイジェスト、2013年から2017年までNHK BSプレミアムにてライブ本編の大半を収録した複数回特番を放送。この他2014年からはBSフジ「ジャパコンTV」シリーズにて出演歌手やスタッフへのインタビューを中心とした密着特集、2016年から2017年はBSスカパー!にてスタジオインタビューを中心とした特集番組を放送。2018年はBSフジにてライブ本編の特番と密着特集、フジテレビではスタジオインタビューを中心とした特集番組を放送。2019年は密着特集の放送がBSフジ、ライブ本編の放送が2年ぶりにNHK BSプレミアムで『アニソン!プレミアム!』の一環として放送。2021年からはBS11で放送されている。
2008年
アニメロサマーライブ2008 -Challenge- 〜日本最大級アニソンLIVEの全貌〜（TBSテレビ・キッズステーション）
- 2009年1月12日 1:55 - 2:55（TBSテレビ）
- 2009年2月13日 0:00 - 1:00（キッズステーション）

2009年
アニメロサマーライブ 2009 -RE：BRIDGE- ダイジェスト（アニマックス・キッズステーション）
- アニマックス
  - 第1日：2010年4月11日 2:00 - 2:30
  - 第2日：2010年4月18日 2:00 - 2:30

- キッズステーション
  - 前編：2010年4月14日 0:30 - 1:00
  - 後編：2010年4月21日 0:30 - 1:00

2013年
アニメソング史上最大の祭典〜アニメロサマーライブ2013〜（NHK BSプレミアム）
- 2013年11月17日 - 12月1日 日曜 22:50 - 翌0:50

2014年
<ジャパコンTV特別編>密着 アニメロサマーライブ2014（BSフジ）
- 2014年10月4日 0:00 - 0:55

アニメソング史上最大の祭典〜アニメロサマーライブ2014〜（NHK BSプレミアム）
- Vol.1 - 5：2014年11月16日 - 12月14日 日曜23:00 - 翌0:00
- Vol.6：2014年12月21日 23:00 - 翌0:05

2015年
<ジャパコン★ワンダーランド特別編>密着 アニメロサマーライブ2015（BSフジ）
- 2015年10月6日 0:30 - 1:25

アニメソング史上最大の祭典〜アニメロサマーライブ2015〜（NHK BSプレミアム）
- 2015年11月15日 - 12月20日 日曜23:00 - 翌0:10

2016年
<ジャパコン★ワンダーランド特別編>密着 アニメロサマーライブ2016（BSフジ）
- 2016年10月18日 0:30 - 1:25

アニメソング史上最大の祭典〜アニメロサマーライブ2016〜（NHK BSプレミアム）
- 2016年11月13日 - 12月18日 日曜22:50 - 23:50

アニメロサマーライブSP 〜刻を繋ぐLIVE〜（BSスカパー!）
- 前編：2016年11月18日 23:00 - 翌0:30
- 後編：2016年12月17日 22:30 - 翌0:00
- 司会：松澤千晶（司会）
- ゲスト：angela・奥井雅美（前編）、三森すずこ・May'n・LiSA（後編）

2017年
ジャパコン特別編 アニメロサマーライブ密着特番2017（BSフジ）
- 2017年11月6日 1:00 - 1:55

アニメソング史上最大の祭典〜アニメロサマーライブ2017〜（NHK BSプレミアム）
- 2017年11月19日 - 12月3日 日曜 22:50 - 翌0:50
- 副音声出演：塩澤大輔・齋藤光二ゼネラルプロデューサー、高槻かなこ（Vol.1）、三森すずこ（Vol.2、Vol.3（ミルキィホームズ出演パートでシャーロック・シェリンフォードとして））、内田真礼（Vol.3）

アニメロサマーライブ2017 -THE CARD- 〜Talk&Live Special〜（BSスカパー!）
- Day1：2018年1月27日 0:00 - 1:30（26日深夜）
- Day2：2018年2月2日 23:00 - 翌0:30
- Day3：2018年2月10日 1:00 - 2:30（9日深夜）
- 司会：ハリー杉山（MC）、髙松瞳（=LOVE、アシスタント）
- ゲスト：GRANRODEO・FLOW（Day1）、i☆Ris・中島愛（Day2）、Wake Up, Girls!・内田真礼（Day3）

2018年
ジャパコン特別編 アニメロサマーライブ密着特番2018
- 2018年11月25日 3:00 - 3:55（24日深夜、フジテレビ）
- 2018年12月1日 23:00 - 23:55（BSフジ / BSフジ4K）

アニメロサマーライブ2018〜魅力発見!! 世界最大のアニメソングフェスSP
- 2018年12月20日 2:15 - 3:15（19日深夜、フジテレビ）
- 2019年3月2日 23:00 - 23:55（BSフジ）
- MC：岩井勇気（ハライチ）、井上清華（フジテレビアナウンサー）
- ゲスト：三森すずこ、オーイシマサヨシ、蒼井翔太、叶姉妹（スペシャルゲスト）

Animelo Summer Live 2018 “OK!” Stand by...SELECTION!!!（BSフジ）
- 2018年12月7日 - 12月21日 金曜 23:00 - 翌0:55
- 2019年4月28日 1:00 - 4:50（DAY1・DAY2、再放送）
- 2019年4月29日 0:30 - 2:25（DAY3、再放送）

2019年
ジャパコン特別編 アニメロサマーライブ密着特番2019（BSフジ）
- 2019年9月28日 22:00 - 22:55
- 出演：大橋彩香、佐咲紗花、寺島拓篤、虹ヶ咲学園スクールアイドル同好会
- ナレーション：楠木ともり

アニソン!プレミアム! アニサマ直前SP（NHK総合）
- 2019年12月1日 0:35 - 1:05（11月30日深夜）
- 司会：仲村宗悟、逢田梨香子

アニソン!プレミアム!presents 豪華祭典!アニメロサマーライブ（NHK BSプレミアム）
- 2019年12月1日 - 12月15日 日曜 22:50 - 翌0:50
- 副音声出演：塩澤大輔・齋藤光二ゼネラルプロデューサー、豊崎愛生（Vol.1）、鈴木愛奈（Vol.2）、大橋彩香（Vol.3）

2021年
アニメロサマーライブ2021 powered by Anison Days（BS11）
- 2022年1月1日 12:00 - 19:00

2022年
アニメロサマーライブ2022 -Sparkle- powered by Anison Days（BS11）
- 2023年1月1日 12:00 - 18:00

2023年
アニメロサマーライブ2023 -AXEL- powered by Anison Days（BS11）
- 2023年12月31日 11:00 - 17:00
- 副音声出演：蒼井翔太・櫻川めぐ・三森すずこ（DAY1）、小泉萌香・進藤あまね・Machico（DAY2）、雨宮天・芹澤優・東山奈央（DAY3）

2024年
アニメロサマーライブ2024 -Stargazer- powered by Anison Days（BS11）
- 2025年1月1日 17:00 - 21:30
- 副音声出演：鈴木このみ（She is Legend）・山北早紀（i☆Ris）（DAY1）、内田真礼・土岐隼一（DAY2）、亜咲花・鈴木愛奈（DAY3）、鷲崎健（MC、全日共通）

## 記者発表会
主に毎年3月ごろにその年のテーマ曲や出演歌手第一弾等を発表する記者発表会を実施。プロデューサーと第一弾発表出演歌手の一部が出演する。2010年から12年にかけてはニコニコ生放送で会見の様子が配信され、2015年以降は総合アニメイベント「AnimeJapan」のステージイベントの一環で公開会見として行われていた。コロナウイルスが流行した2020年から2024年までは会見を非公開とし、ニコニコ生放送やYouTube Liveでの配信のみとなっている。
- 2007年3月29日 文化放送メディアプラスホール
  - 出演プロデューサー：瀬田蔵人（ドワンゴ）
  - 出演歌手：宝野アリカ（ALI PROJECT）、奥井雅美、栗林みな実、影山ヒロノブ（JAM Project）、高橋直純、水樹奈々、桃井はるこ
- 2008年4月11日 文化放送メディアプラスホール
  - 出演歌手：片寄好之（文化放送 デジタル事業局部長）、瀬田蔵人（ドワンゴ）
  - 歌手：石川智晶、奥井雅美、影山ヒロノブ、栗林みな実、茅原実里、水樹奈々
- 2009年2月26日 文化放送メディアプラスホール
  - 出演プロデューサー：片寄好之（文化放送デジタル事業局部長）、瀬田蔵人（ドワンゴ）
  - 歌手：影山ヒロノブ、奥井雅美、米倉千尋、茅原実里、ああ（savage genius）、彩音
- 2010年2月19日 文化放送メディアプラスホール
  - 司会：鷲崎健
  - 出演プロデューサー：片寄好之（文化放送編成局長）、瀬田蔵人（ドワンゴプランニングアンドディベロップメント取締役）
  - 出演歌手：影山ヒロノブ、奥井雅美、田村ゆかり、八木沼悟志・南條愛乃（fripSide）、桃井はるこ
- 2011年3月11日 文化放送メディアプラスホール
  - 出演プロデューサー：片寄好之（文化放送 編成局長）、瀬田蔵人（AG-ONE）、加藤雅彦（AG-ONE）
  - 出演歌手：麻生夏子、奥井雅美、影山ヒロノブ、黒崎真音、茅原実里、May'n
- 2012年3月23日 文化放送本社
  - 出演プロデューサー：片寄好之（文化放送取締役）、加藤雅彦（MAGES.執行役員）
  - 出演歌手：栗林みな実、田村ゆかり、茅原実里、May'n、川田まみ、喜多村英梨
- 2013年3月28日 アーフェリーク白金
  - 司会：鷲崎健
  - 宝野アリカ、上坂すみれ、栗林みな実、黒崎真音、ZAQ、茅原実里、T-Pistonz+KMC、富永TOMMY弘明、May'n
- 2014年3月18日 セルリアンタワー東急ホテル39階宴会場ルナール
  - 出演プロデューサー：片寄好之（文化放送取締役・放送事業局長）、齋藤光二（MAGES. ）
  - 出演歌手：angela、奥井雅美（JAM Project）、栗林みな実、鈴木このみ、三澤紗千香、三森すずこ、May'n、LiSA
- 2015年3月21日 東京ビッグサイト「AnimeJapan2015」Anime+ステージ
  - 出演プロデューサー：齋藤光二（MAGES. ）
  - 出演歌手：GARNiDELiA、大橋彩香・福原綾香・原紗友里（アイドルマスターシンデレラガールズ）、内田真礼、綾野ましろ、井口裕香、angela、今井麻美（アイドルマスター）
  - 初の公開ステージ形式での記者会見。
- 2016年3月26日 東京ビッグサイト「AnimeJapan 2016」オープンステージ
  - 司会：鷲崎健
  - 出演プロデューサー：齋藤光二（MAGES.）
  - 出演歌手：蒼井翔太、GRANRODEO、SCREEN mode、相坂優歌、黒崎真音、三森すずこ、鈴木このみ
- 2017年3月25日 東京ビッグサイト「AnimeJapan 2017」オープンステージ
  - 司会：鷲崎健
  - 出演プロデューサー：齋藤光二（MAGES.）
  - 出演歌手：DRAMATIC STARS（アイドルマスターSideM）、OxT、鈴木このみ、茅原実里、TRUE、Pyxis、Machico、三森すずこ
- 2018年3月24日 東京ビッグサイト「AnimeJapan 2018」BLUEステージ
  - 司会：鷲崎健
  - 出演プロデューサー：齋藤光二（MAGES.）
  - 出演歌手：ORESAMA、茜屋日海夏・若井友希・芹澤優（i☆Ris）、TRUE、伊藤美来、内田真礼、内田彩、鈴木このみ
- 2019年3月23日 東京ビッグサイト「AnimeJapan 2019」COBALT BLUEステージ『アニサマ2019 15th Kick-off Party』
  - 司会：井上清華（フジテレビアナウンサー）
  - 出演プロデューサー：齋藤光二（MAGES.）
  - オープニングDJ：MC MOTSU、kevin(fhána)
  - 出演歌手：藍井エイル、石原夏織、オーイシマサヨシ、鈴木みのり、スピラ・スピカ、芹澤優（i☆Ris）、fhána、Poppin'Party、Minami
- 2020年3月21日 ニコニコ生放送・LINE LIVE「アニサマ2020第1弾発表特番」
  - 司会：八木菜緒（BS11アナウンサー）
  - 出演歌手：愛美・高木美佑・倉知玲鳳（Peaky P-key from D4DJ）、茜屋日海夏・若井友希・芹澤優（i☆Ris）、亜咲花、伊藤昌弘・日向大輔・前田誠二・森嶋秀太・橋本祥平（Argonavis from BanG Dream!）、鈴木愛奈、仲村宗悟、オーイシマサヨシ
  - 当初は例年通り「AnimeJapan」のステージにて開催し、その模様をニコニコ生放送とLINE LIVEにて配信予定だったが、「AnimeJapan」が新型コロナウイルスの影響により開催中止となった為、配信のみでの発表となった。
- 2021年3月14日 ニコニコ生放送・LINE LIVE「アニサマ2021発表会」
  - 司会：鷲崎健
  - 出演歌手：オーイシマサヨシ 、大橋彩香 、鈴木みのり 、高槻かなこ 、早見沙織 、ReoNa
- 2022年3月21日 ニコニコ生放送・LINE LIVE「アニサマ2022開催発表会」
  - 司会：鷲崎健
  - 出演歌手：立花日菜・矢野妃菜喜（ウマ娘）、大西亜玖璃、ZAQ、小笠原仁（GYROAXIA）、稗田寧々・守屋亨香（DIALOGUE+）、中島由貴
- 2023年3月19日 ニコニコ生放送・Youtube Live「アニサマ2023開催発表会」
  - 司会：冨田明宏
  - 出演歌手：麻倉もも、伊藤美来、岩田陽葵、小泉萌香、梶原岳人、芹澤優、halca
- 2024年3月16日 ニコニコ生放送・Youtube Live「アニサマ2024開催発表会」
  - 司会：冨田明宏
  - 出演歌手：関根瞳・黒木ほの香・和久井優（アイドルマスター シャイニーカラーズ）、佐々木季子・高尾奏音（Ave Mujica）、ASCA、東山奈央、梶原岳人・武内駿輔（フラガリアメモリーズ）、青木陽菜・林鼓子（MyGO!!!!!）
- 2025年3月23日 東京ビッグサイト「AnimeJapan 2025」BLUEステージ『アニサマ2025 開催発表会』
  - 司会：冨田明宏
  - 出演歌手：オーイシマサヨシ、奥井雅美、愛美・大橋彩香（Poppin'Party）

## 映像商品
初回の2005年分を除き、毎年3月頃に前年開催分のBlu-ray（2008-2013はDVDと並売、2006、2007はDVDのみ）を発売している。1日当たり1商品となっており、各2枚組で前半と後半に分かれている（DVDは3枚組）。権利の都合で一部楽曲・アーティストが未収録となる場合がある。
初回限定盤には次回開催分のチケット最速先行受付シリアルナンバーが封入されている。
2014年以降は、MAGES.、ランティス、キングレコード、ソニー・ミュージックエンタテインメントの4社で共同製作（Blu-rayのエグゼクティブプロデューサーは4社の代表者連名）しており、発売はアニサマプロジェクト20XX（開催年号）名義、販売はMAGES.以外の3社で毎年持ち回りで担当している（2014・2017はランティス／バンダイビジュアル、2015はソニー・ミュージックマーケティング、2016はキングレコード）。なお、2006はキングレコード担当のIとビクターエンターテインメント担当のIIに分かれ、2007はランティス発売・キングレコード販売、2008-2013はキングレコードが担当した。